# 高速鐵路

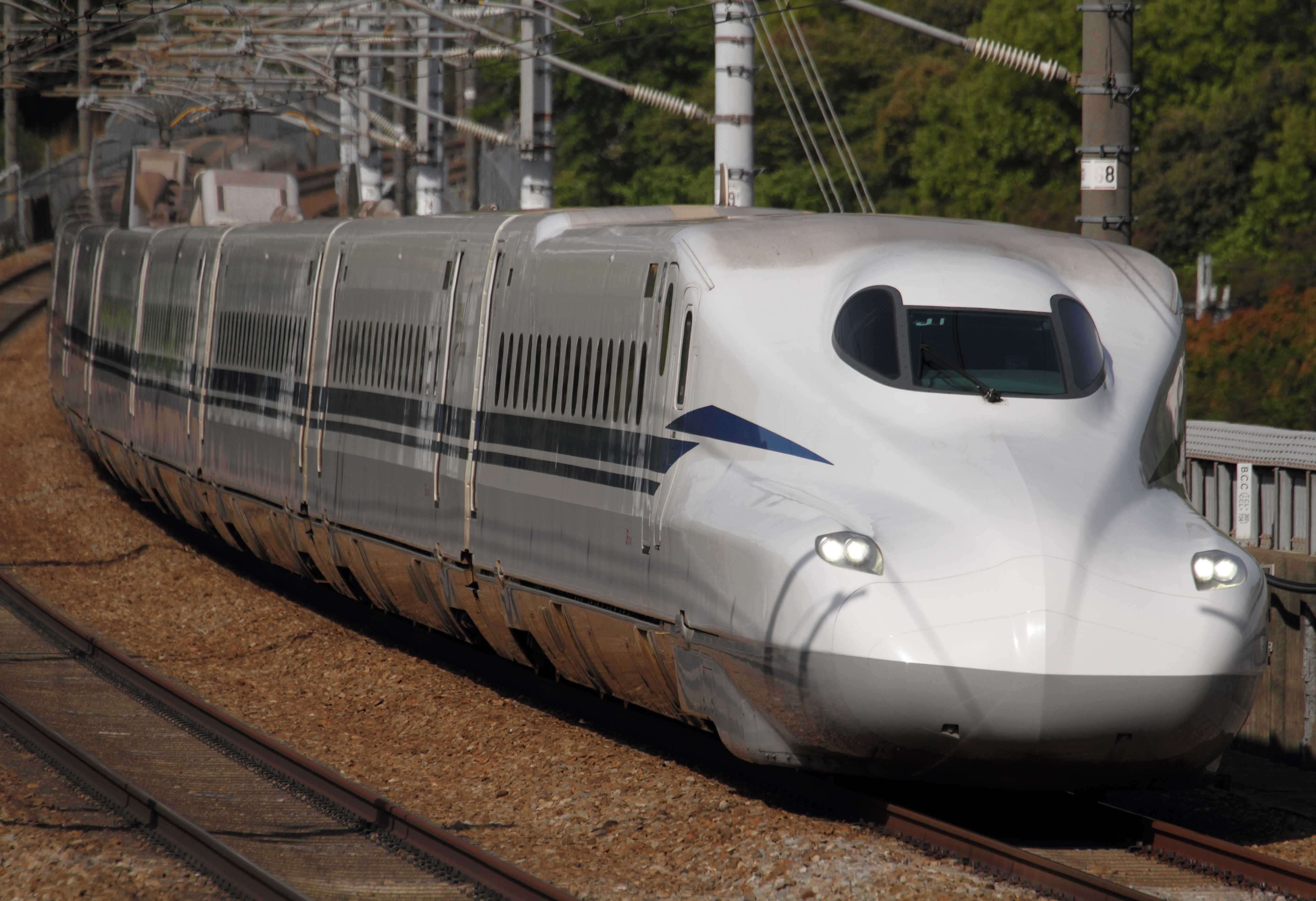
日本新幹線N700S系

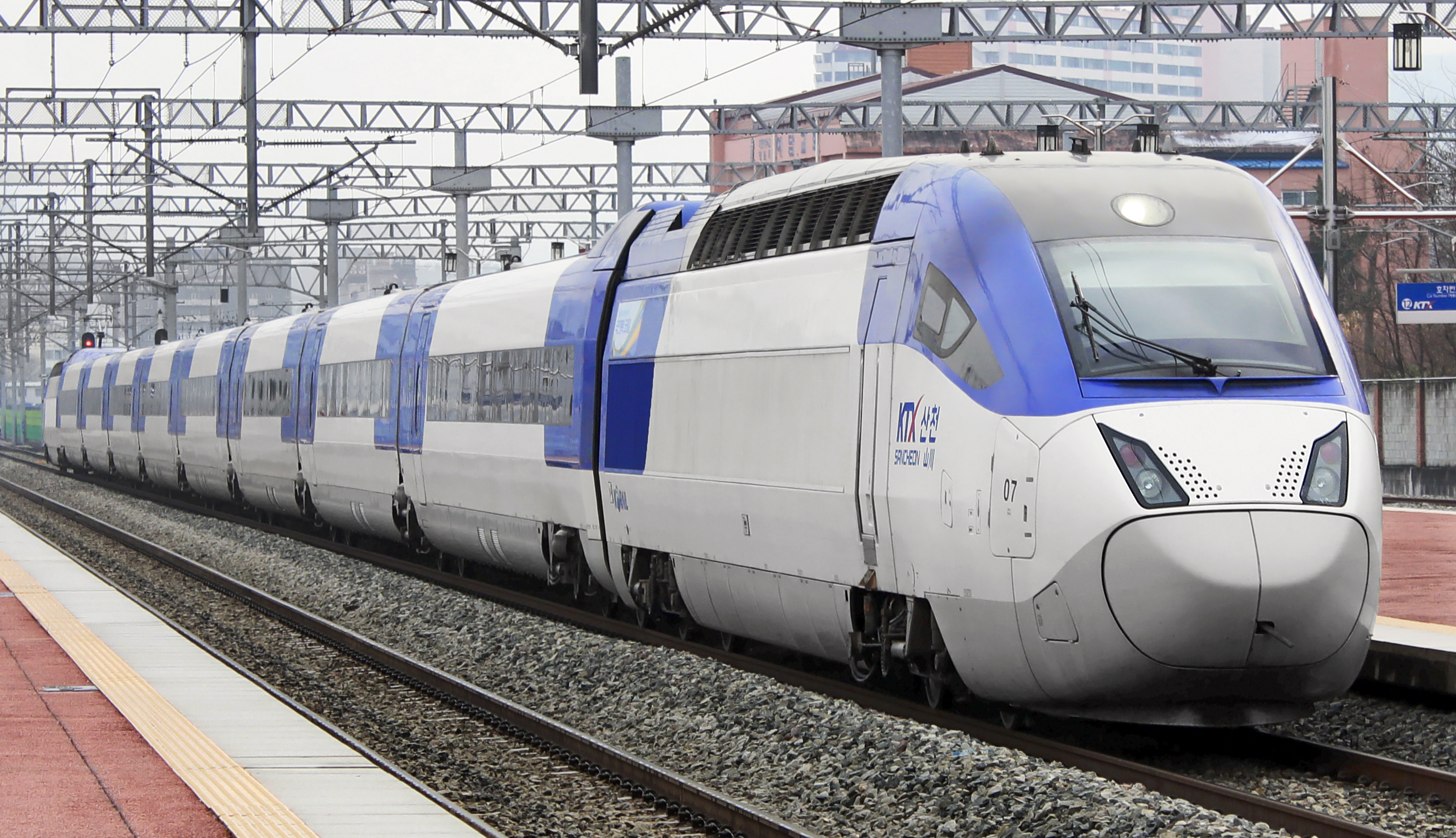
韓國高速鐵道（KTX）KTX-山川

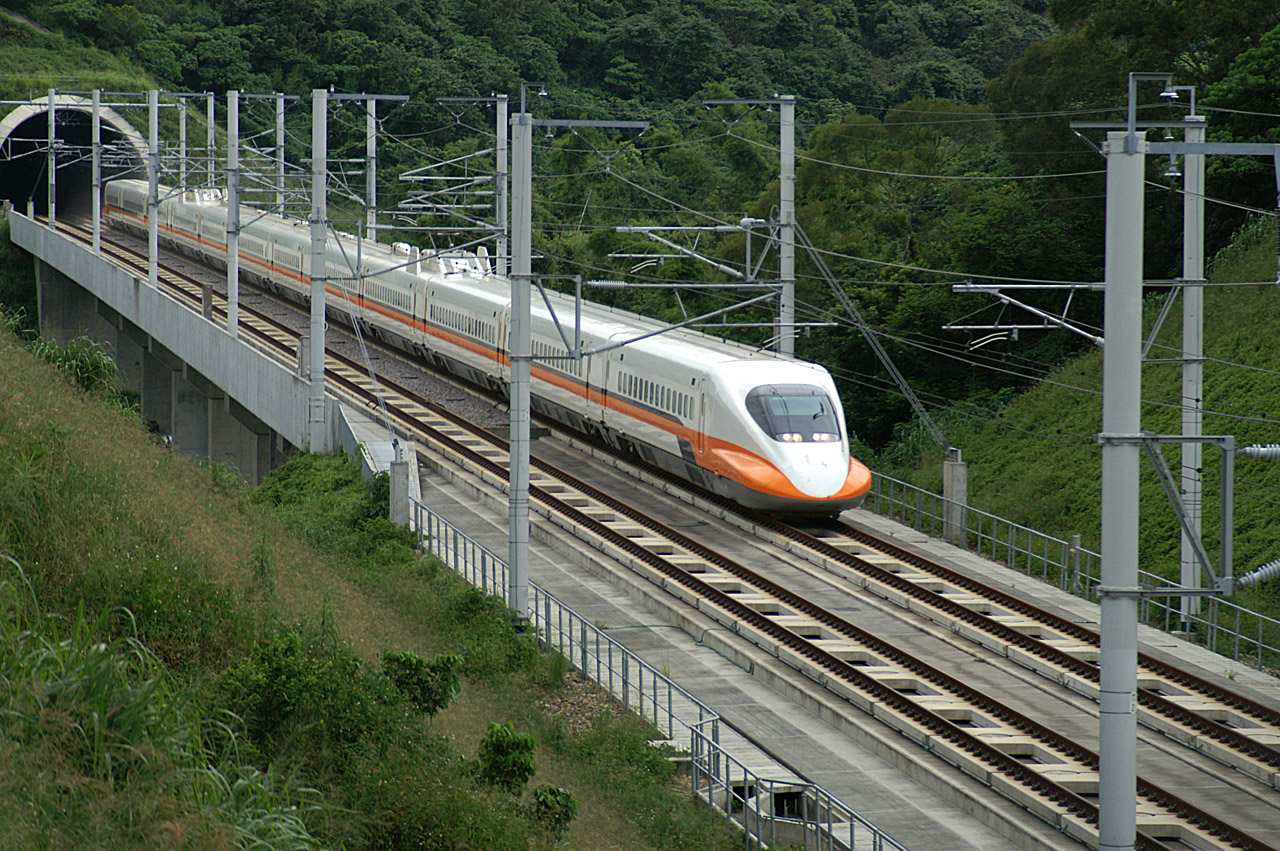
台灣高速鐵路700T型電聯車

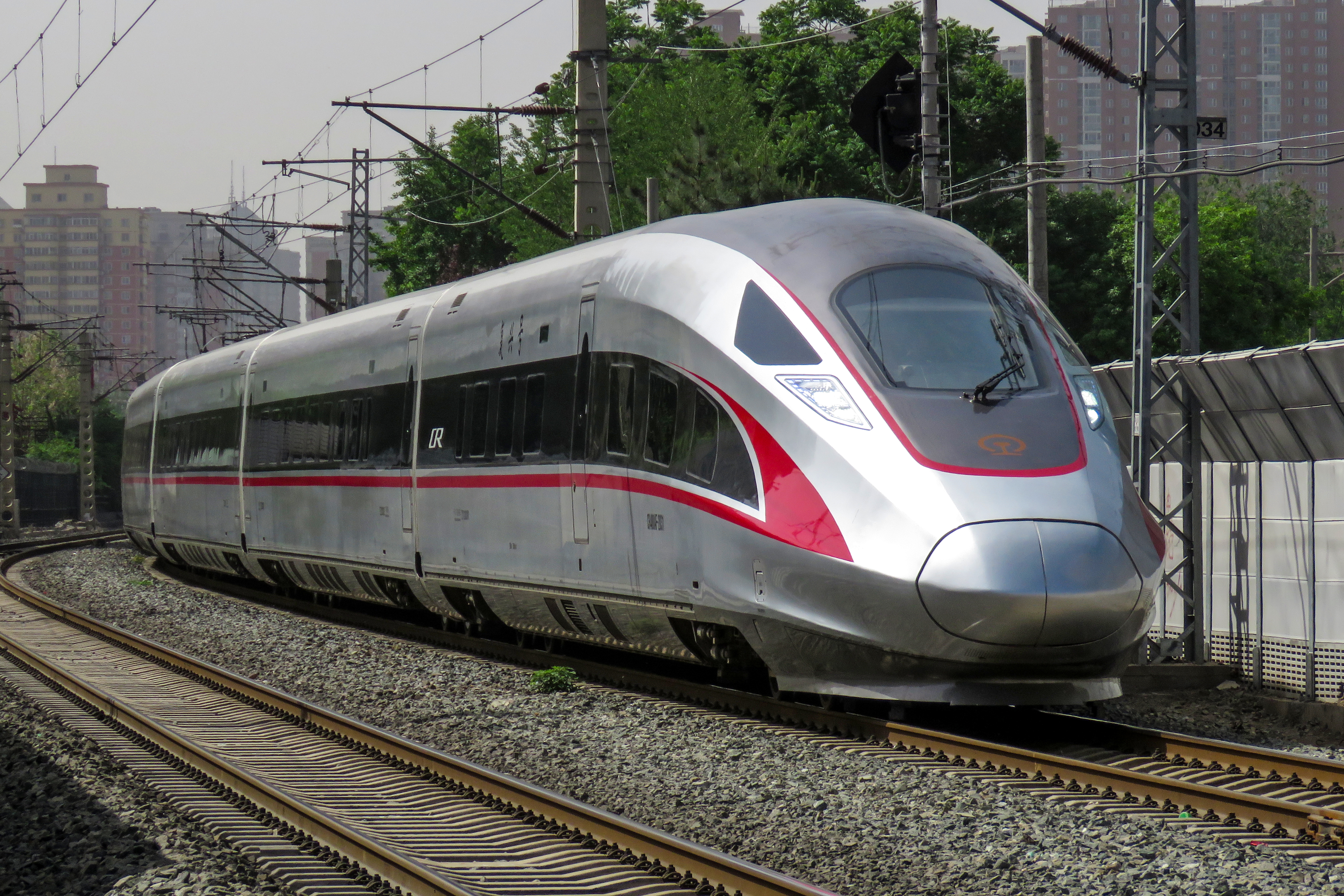
中国高速铁路复兴号CR400AF型电力动车组

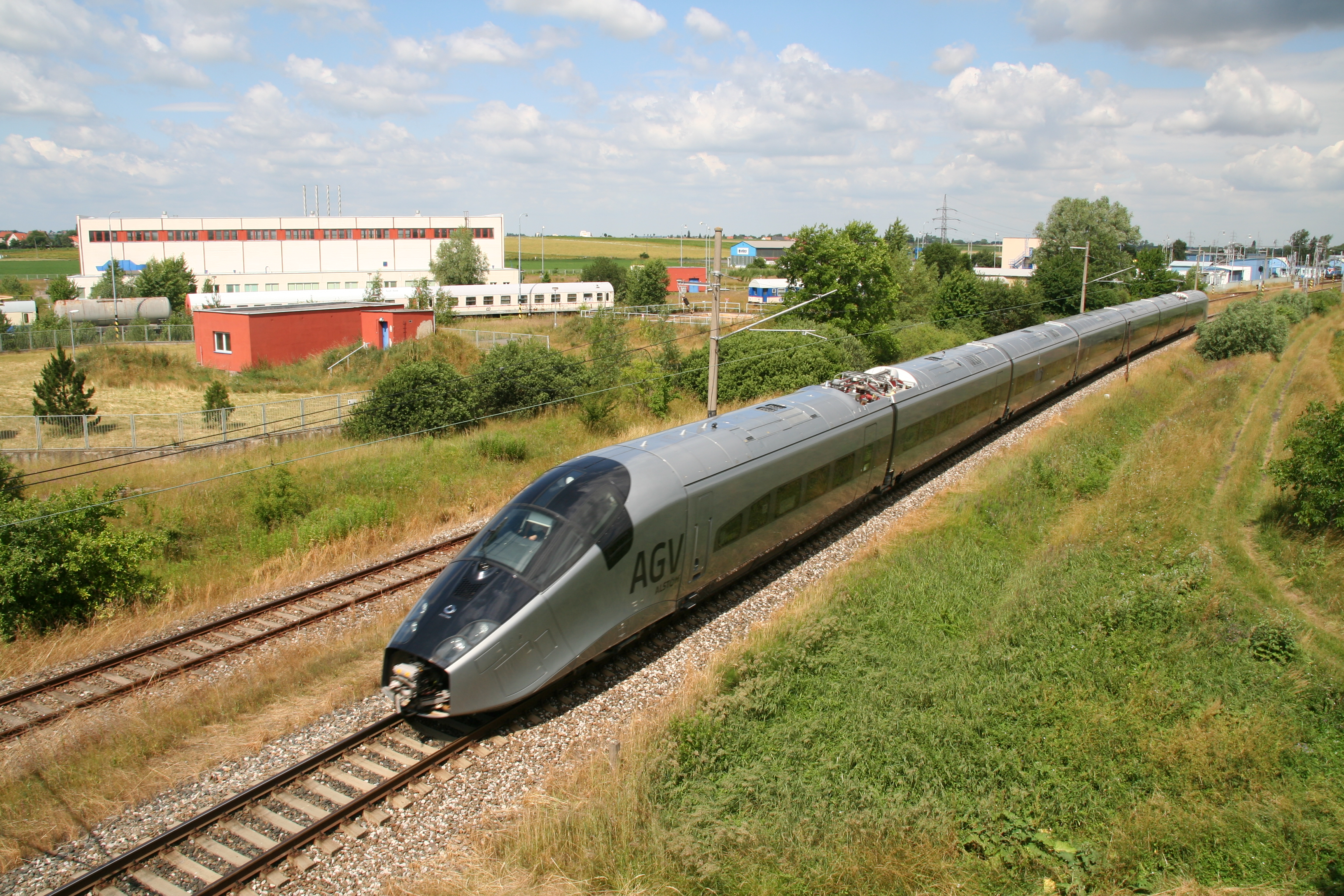
法國AGV

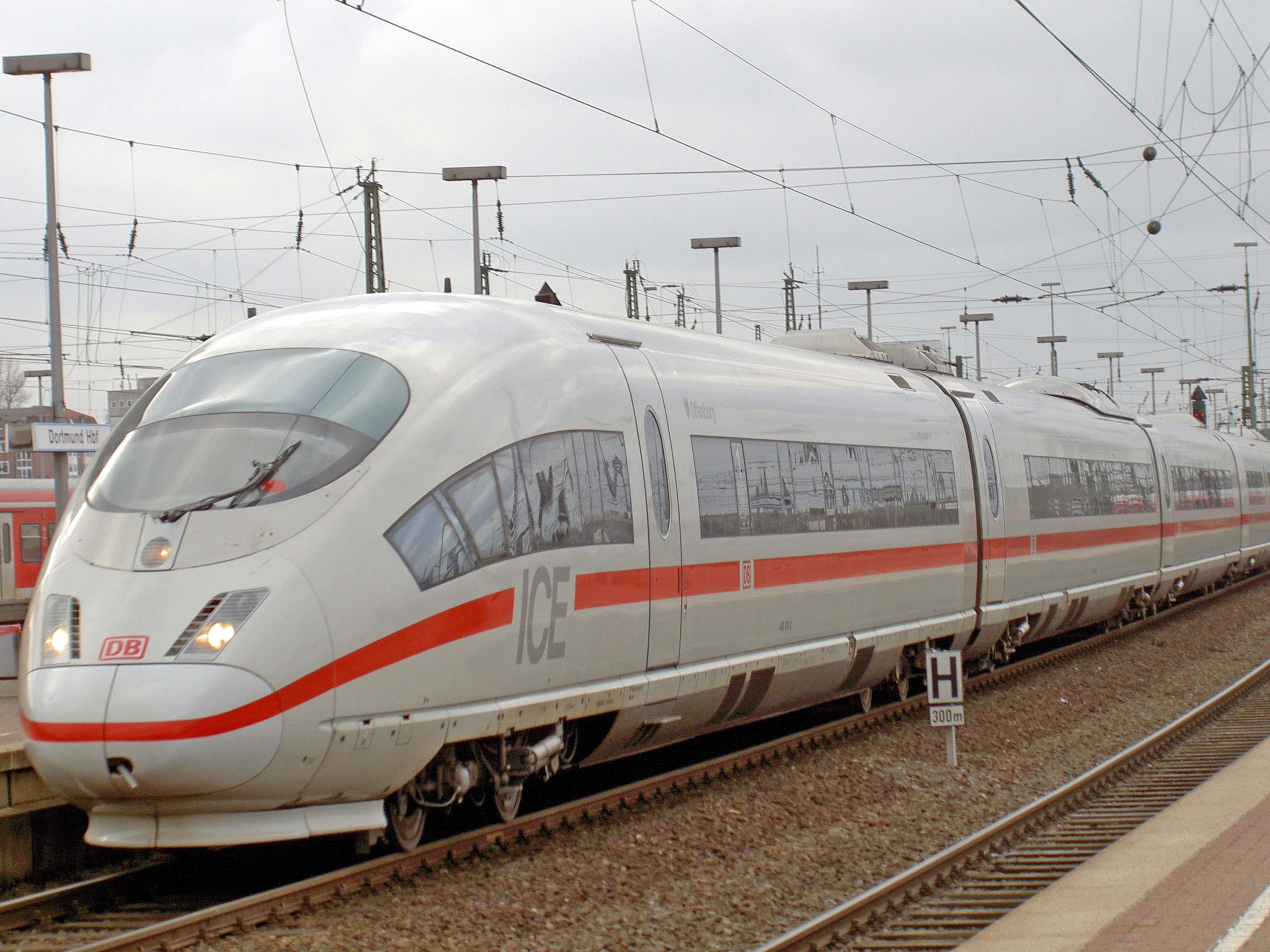
德國ICE

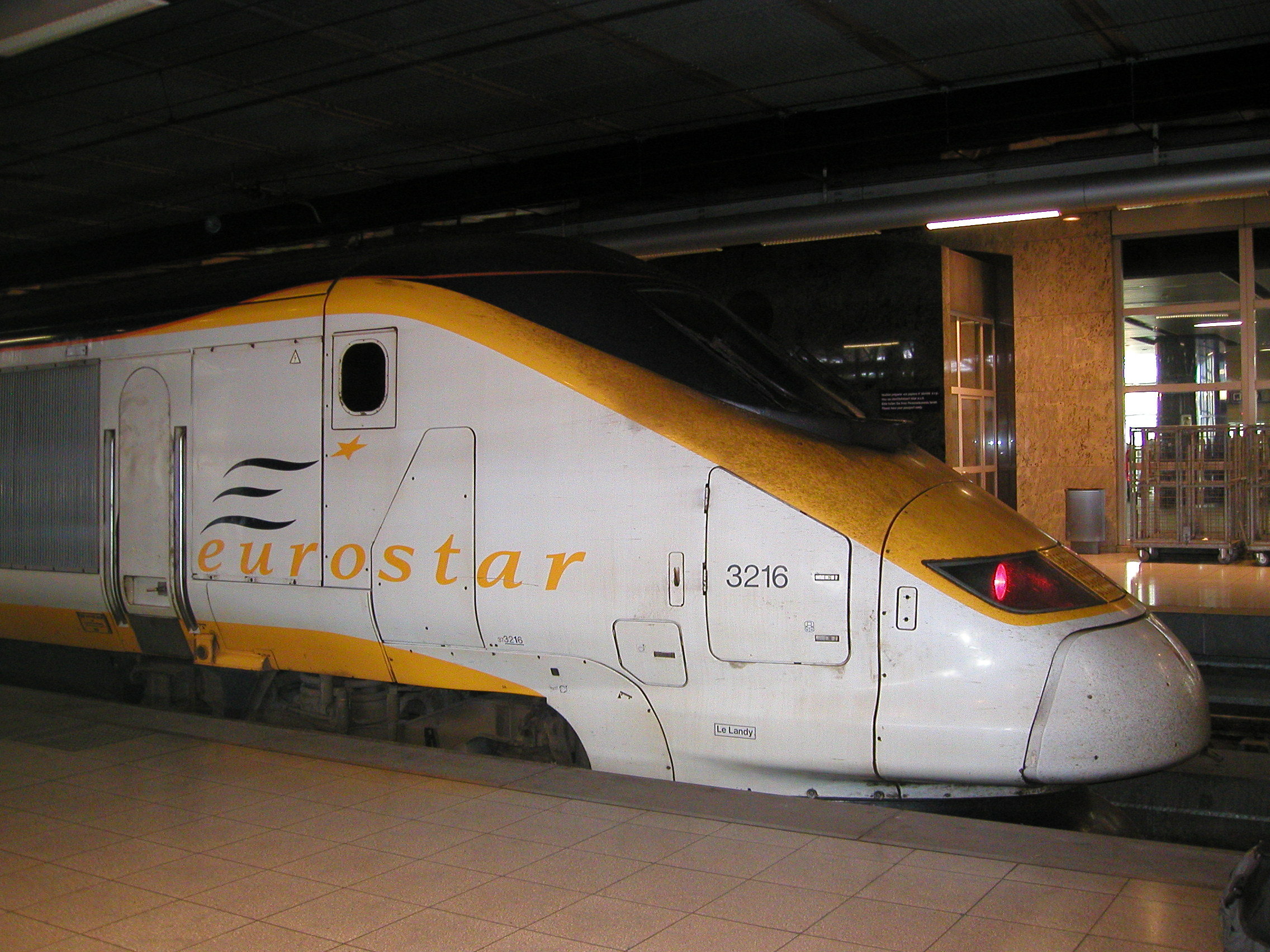
歐洲之星

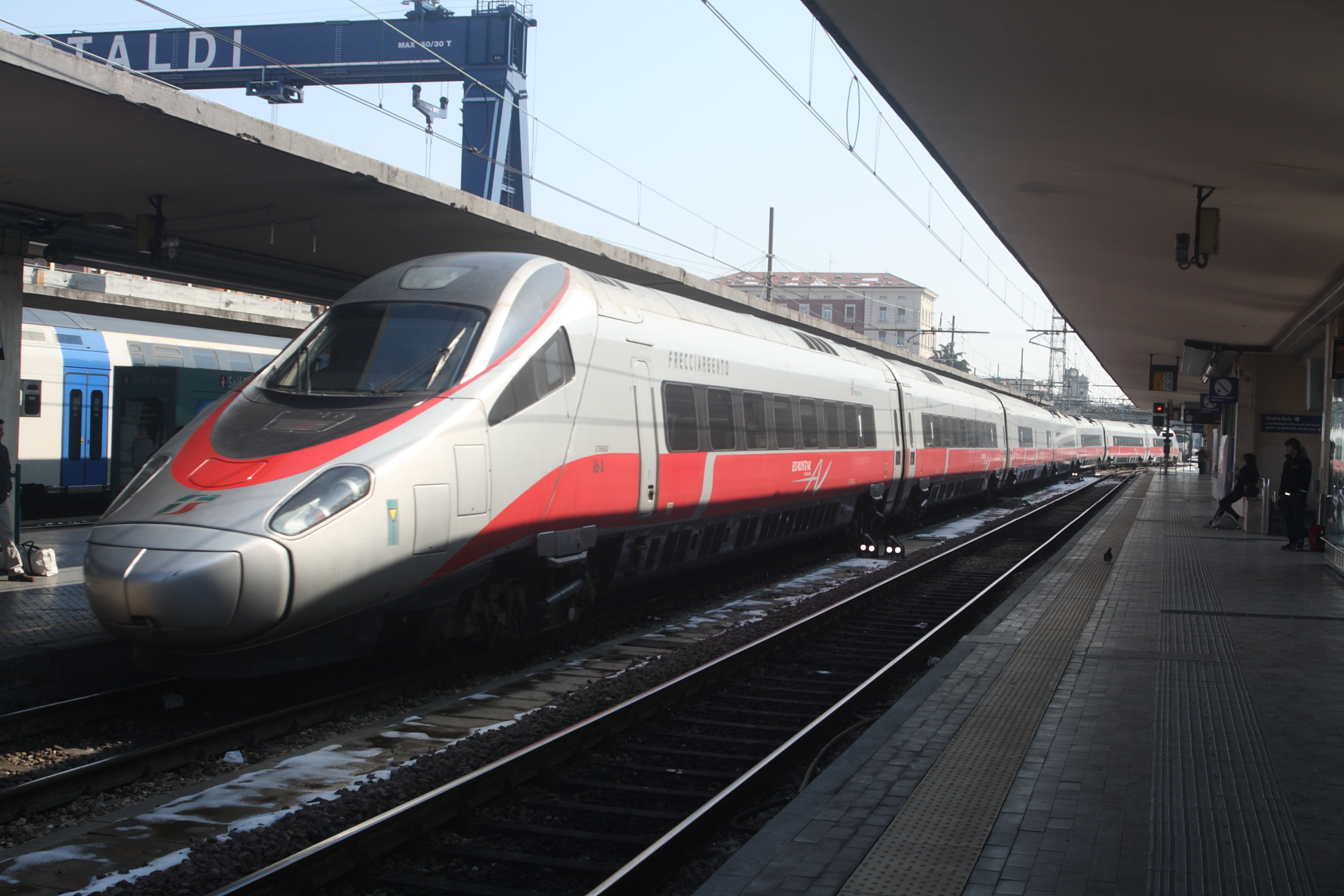
ETR600-610意大利

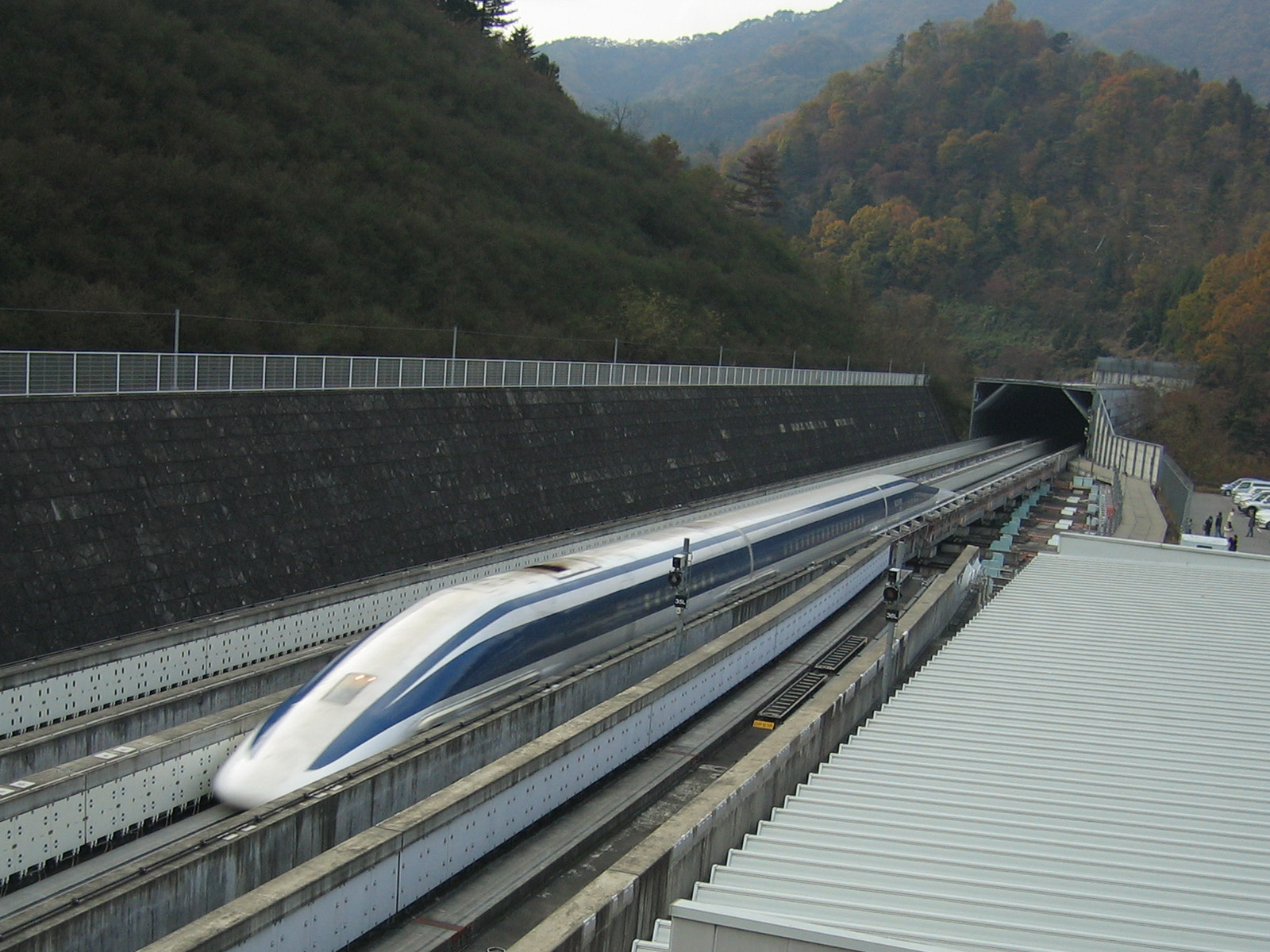
山梨實驗線上的磁懸浮列車

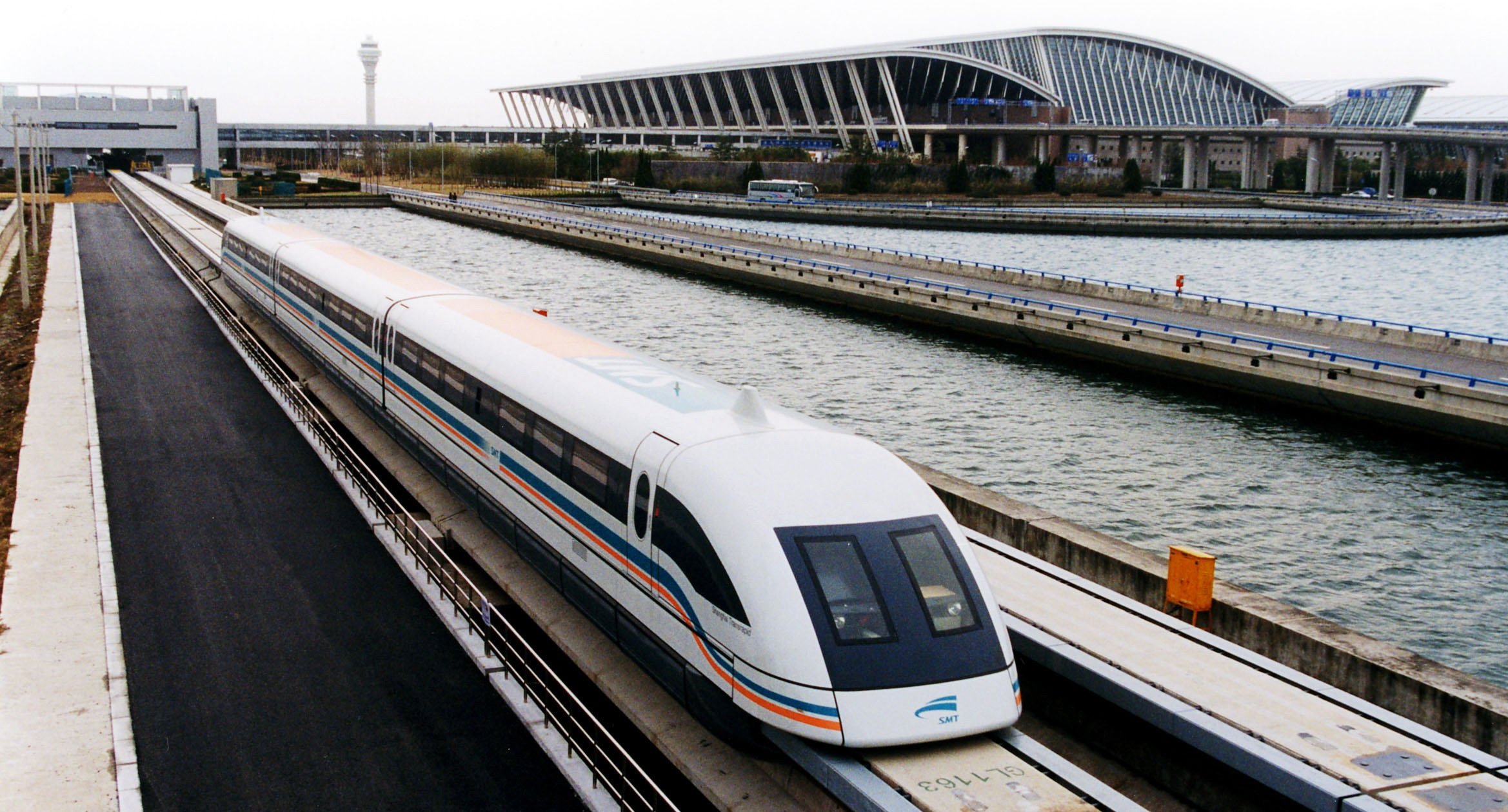
上海磁浮示範營運線，全球首條商業載客營運的高速磁浮列車

高速鐵路，或稱高速鐵道，簡稱高鐵，是一種比普通鐵路速度更快，使用特別機車車輛與專用軌道的鐵路運輸系統。一般而言其速度約為普通鐵路的兩至三倍，最高營運時速達到200公里以上。高速铁路是一个综合概念，包括路轨、供电网、高速列车、通信、班車調度等等。高铁一词通常指可高速运行的传统的轮轨运输系统，不过广义的高速铁路包括所有使用固定轨道或管道的高速运输系统，所以诸如磁懸浮列車等也是广义高速铁路的一种。
世界第一個投入商業營運的高速鐵路系統為日本的新幹線，自1964年起營運。目前世界上拥有高速铁路的国家或地區包括中國大陸、香港、臺灣、美国、日本、韩国、英国、法国、德国、比利时、盧森堡、荷兰、瑞典、瑞士、波兰、丹麦、挪威、芬兰、奥地利、俄罗斯、意大利、希腊、摩洛哥、西班牙、葡萄牙、沙特阿拉伯、土耳其、乌兹别克斯坦以及印度尼西亚。世界上最大的高铁路网在中国大陆，其线路長度达4万公里，占全世界高铁总長度的三分之二。
目前轮轨列车的世界最快运行记录由法国TGV Euroduplex列车所创造，为574.8公里/小时；最快运行的磁悬浮列车则为日本L0系高速列车，试验速度达到603公里/小时。两车交会试验速度记录则由中國大陸在2023年福厦高铁福清至泉州区段的湄洲湾跨海大桥以单列最高时速453公里、双向两列相对交会最高时速891公里运行的复兴号CR400BF-J与CR400AF-C动车组缔造。在實際運用方面，包括京沪高速铁路在内的中國大陸多条线路以350公里/小时的营运速度为世界最快的轮轨列车线路，而上海磁浮示范运营线曾经以最快430公里/小时运行，但自2020年5月起最高營運時速調整為300公里/小时。

## 定義
对于“高速铁路”一词，现时世界上并没有统一的定义，所以不同的组织或国家均对“高速铁路”有各异的标准。但近年各地的标准均趋于接近，國際鐵路聯盟的建议是指通過改造原有線路使其设计速度达到200公里/小时，或新建线路的设计速度达到250公里/小时以上。不過，由於許多國家的傳統鐵路也進行高速化，一旦速度提升达到200公里/小时的範圍，會使得高速鐵路的定義趨於模糊。

### 欧盟
为了组织建立泛欧高速铁路网（简称TEN-R）体系，欧盟在1996年宣布对“高速铁路”提出新的定义，并发布了“96／48／EC号指令”（DIRECTIVE 96/48/EC），给出“高速铁路”和“高速铁道机车车辆”两方面的标准。此标准现在普遍适用于欧盟成员国。
高速铁路
- 新建高速铁路的容许速度达到250公里/小时或以上。
- 经升级改造的高速铁路，其容许速度达到200公里/小时。

高速铁道机车车辆
- 在新建高速铁路上，运行速度最少达到250公里/小时，并在可能的情况下达到300公里/小时以上。
- 在既有铁路上，运行速度达到200公里/小时。

### 联合国欧洲经济委员会
根据联合国欧洲经济委员会运输统计工作组织，和欧盟一样分别为“高速铁路”和“高速铁道机车车辆”两方面设立了标准。
高速铁路
- 高速铁路专线在主要路段的容许速度达到250公里/小时或以上。
- 经升级改造的高速铁路，在主要路段的容许速度达到200公里/小时。

高速铁道机车车辆
- 在高速铁路专线上的设计运营速度最少达到250公里/小时。
- 在经升级改造的高速铁路上，设计运营速度达到200公里/小时的高速摆式列车。
- 最高运营速度达到200公里/小时的传统高速铁道机车车辆。

### 國際鐵路聯盟
國際鐵路聯盟也对“高速铁路”和“高速铁道机车车辆”两方面的标准提供了建议。
高速铁路
- 新建高速铁路的设计速度达到250公里/小时以上。
- 经升级改造（直線化、軌距標準化）的高速铁路，其设计速度达到200公里/小时，甚至达到250公里/小时。

高速铁道机车车辆
- 商业营运速度最少达到250公里/小时的高速动车组列车。
- 商业营运速度较低（200公里/小时），但服务品质较高的列车，例如摆式列车。
- 商业营运速度达到200公里/小时的传统机辆模式（铁路机车牵引铁路车辆）铁路列车。

但國際鐵路聯盟仅为提供建议，对“高速铁路”并无固定的定义。國際鐵路聯盟认为，各国可以根据自身情况确定本国“高速铁路”的概念，例如在既有线上提速改造而最高速度达到200公里/小时以上；或者在一些铁路运输比较落后的国家，即使列车最高营运速度仅达到150公里/小时，但同时提供了优质的服务，也可称为“高速铁路”，因为这被视为成为真正“高速铁路”的起点。

### 各国定义
- 日本：作为世界上最早开始发展高速铁路的国家，日本政府在1970年发布《全國新幹線鐵道整備法》，为制定全国新干线铁路发展的法律时，对高速铁路的定義是，凡一條铁路的主要區段，列車的最高運行速度達到200公里/小时或以上者，可以稱為高速鐵路。
- 美国：美国联邦铁路管理局对“高速铁路”的官方定义为最高营运速度高于200公里/小时的铁路[8]。从社会大众的角度，“高速铁路”在美国通常会被用来指营运速度高于200公里/小时的铁路服务。
- 中国大陆：中国国家铁路局对高速铁路的定义为新建设计开行250公里/小时（含预留）及以上动车组列车，初期运营速度不小于200公里/小时的客运专线铁路。[9]同时2014年中国国家铁路局批准发布铁道行业标准《高速铁路设计规范》（TB 10621-2014）称《高速铁路设计规范》适用于新建设计速度为250～350公里/小时、运行动车组列车的标准轨距客运专线铁路[10]，但在在中国高速铁路网概念中，官方文件采用的是国际上广义高铁标准而不是狭义高铁标准，因此只要设计速度达到200km/h以上的铁路就可根据实际情况的需要将它们统筹规划，共同纳入高速铁路网这一栏进行研讨。[11]

## 歷史
火車是人類發明的首項公共交通工具，在19世纪初期便在英国出現。直至20世纪初發明汽车，火車一向是陸上運輸的主力。二次大戰以後，汽車技術得到改進、高速公路亦大量建成，加上民航的普及，使鐵路運輸慢慢走向下坡。特別在美國，由於地廣人稀、政府的投資主要放在公路建設上，不少城市內的公共交通曾一度被遺棄。如此的思維也影響不少地區，例如戰後時期的臺灣及美占時期的琉球。
高速铁路的发展始于1899年的普魯士。当时普鲁士国家铁路与十家电力和工程公司合作，在Marienfelde和Zossen之间的一个军用铁路上实现了72公里的电气化，采用了10千伏45赫兹的三相电流。在电力铁路的突破之后的一段时间，基础设施的成本阻碍了高速铁路的发展。
在20世纪初的美国，一些城际有轨电车在当时速度很快，几种高速铁路技术也起源于城际有轨电车领域。
世界上首條投入商業運作的高速鐵路是日本的東海道新幹線，於1964年东京奧運前夕正式營運。第一代新幹線列車0系主要由川崎重工業建造，行駛在東京－名古屋－京都－新大阪的東海道新幹線，營運速度超過每小時200公里。

## 特點
無論是高速公路或機場車站都得面對交通堵塞的問題。高速鐵路的優點是載客量非常高，因此得以大量運輸乘客。倘若旅程非以特大城市中心或過於偏遠地方為出發及目的地的話，使用高速鐵路加上轉乘的時間可能只跟駕駛汽車相若。但高速鐵路毋須自行駕車會較為舒適。且高速鐵路班次可以較為頻密，亦可過站停車，總載客量亦高於民航，只是其噪音對住宅區的滋擾可能會影響晚間的行車班次。
雖然高速鐵路的速度不如飛機，但在搭乘時間短（3小時以內）或距離稍短的行程（500至1000公里），高速鐵路因無需到一般較為遙遠的機場登機，亦減省了提早劃位、安檢、等待登機之程序，因而仍較為方便省時。此外，高速鐵路與航空等運輸方式相比，較不易受到當地大雨、濃霧等氣候因素影響，列车正点率高，取消率极低，且无影响旅客出行时间的“调时”制度。與之相反，沿路地形、土木建設成本與環境影響反而成為考量，由於高速鐵路的弧度不能太高，所以興建時所涉及的收地問題比興建一般鐵路為多，土地私有制往往會成為拆遷征地以興建高速鐵路的一大障礙。日本、韓國、歐洲、台灣都出現高速鐵路取代部分短程航班的現象。而在運輸需求龐大的中國大陸，航班在高速鐵路的出現後紛紛減價，與高速鐵路成競爭形勢，對於長途客運等而言有更強烈的打擊，除了夜間的臥舖車，人們更希望乘坐高鐵。還有對於搭乘者來說，人數密集的火車有可能會發生恐怖襲擊或意外，所以還需要有簡單的安檢並應多加提防自身安全。
世界各國的高速鐵路發展都是連接人口密集的大城市。例如，日本的新幹線東京至大阪（東海道新幹線）；台灣的台北南港至高雄左營（台灣高速鐵路）；韓國的KTX首爾至釜山（京釜高速線）；中國大陸的CRH北京至天津（京津城际铁路）、北京至上海（京沪高速铁路）、广州-深圳-香港（廣深港高速鐵路）等；德國的ICE科隆至法蘭克福（科隆－法蘭克福高速鐵路）；西班牙的AVE馬德里至西維爾（馬德里－西維爾高速鐵路）、馬德里至巴塞隆納（馬德里－巴塞隆納高速鐵路）；法國的TGV巴黎至里昂（東南線）；義大利的羅馬至米蘭（米蘭至薩萊諾路線）；美國的波士顿至紐約和華盛頓（阿西樂特快）；英國的倫敦至法國的巴黎（歐洲之星）等高速铁路。這樣可以減少投資，需要時亦可以將原有的路軌改良後使用。
高速鐵路的顧客對象多數以商務旅客為主。旅遊遊客是第二主要客戶。以法國高速鐵路為例，它連接了海岸的度假區，並且在長程路線上減價並設置商務艙以跟飛機競爭。因為高速鐵路的出現，不少以離巴黎現在低於一小時車程的地區開始成為通勤的住宅區。不少高速鐵路的興建，本來是使偏遠的地區亦得到較快的發展。臺灣、韓國、西班牙及荷蘭的高速鐵路亦是希望得到這種效果。不過規劃鐵路線的過程中也引起了周邊住民的異音。

## 影响

### 环境
高速鐵路对环境的影响总体来说是有益的。高速铁路以電力推動，廢氣排放集中在發電廠，污染控制相對容易。在以清洁能源为主发电的国家，相较于長途航班，高鐵具有环保的优点。然而，高铁運作所消耗的能量比普通客車高，票價也比較昂貴。另一方面，大部分非大都市地區的高速鐵路由於路線和價格問題，都是無法達到收支平衡，因此部份偏遠地區並沒有興建新幹線，中國則推動了通过改造既有线，并开行時速200公里左右的經濟型動車組來應對。一项2009年的研究指出，在大多数情况下，建设高速铁路比不建设该线路减少了交通导致的温室气体排放，不过可能需要数十年才能弥补建设所造成的排放。但在存在容量限制和大量运输的情况下，投资高速铁路不会导致总排放量增加。不过，除了土地占用、障碍效应、视觉干扰和噪音之外，高速铁路的基础设施也会对环境产生负面影响（如屏障效应以及建设和后续维护及运营所需的道路所占用的土地），并且高速铁路在建设阶段对环境影响尤为严重。

### 幸福感
高速铁路可以通过环境、商品价格和收入提高居民的幸福感，但效果很有限。北京大学和暨南大学的研究人员对28,646名中国大陆居民的调查发现，以1至5的尺度衡量，高速鐵路使得幸福感增加了0.076，省会城市、拥有农村户口的个人、男性、老年人和健全人有可能从高铁项目中受益。

## 鐵路時速大於200公里的國家或地區
设计时速在300 - 380 km/h之间的新建高铁路线  设计时速在200 - 299 km/h之间的新建高铁路线  计划新建/恢复高速铁路系统  已取消、暂停高速铁路系统  从未使用过高速铁路系统 

### 日本（1964年）
日本是全世界首個將高鐵投入營運的國家。日本首條也是全球首條高鐵路線東海道新幹線在1959年動工，並於1964年通車，時速200公里，0系列車亦同時投入服務。經過近50年的發展，路網已經擴展至2764.5公里（不含迷你新幹線），速度也逐漸提升至300公里，並以50年來零死亡的名義推廣新幹線予其他國家，同時還有極短發車間距、高準點率的JR品牌印象。
在磁浮列車上也取得顯著成果，在2015年山梨磁浮實驗線上駛出極速每小時603公里並提出申請，為目前地面交通工具中最快者。目前日本尚未將磁浮列車正式用於商業營運的高鐵路線上，但正在建設中的中央新幹線預計將於2027年先行投入東京到名古屋之間的運行。

### 法國（1981年）
法國是全世界第二個擁有完整高鐵系統的國家。法國亦是歐洲首條高鐵東南線於1981年部分通車，TGV-PSE亦於1981年投入服務。法國亦屢次刷新高鐵速度紀錄，在2007年4月3日經過改裝的TGV-V150列車在東線駛出輪軌高鐵極速每小時574.8公里，截至目前為止，尚未有輪軌列車在路線上打破此紀錄。

### 義大利（1988年）
意大利是歐洲首個進行鐵路高速化的國家，但其採用傾斜列車模式提速。雖然意大利首條高鐵羅馬－佛羅倫薩高速鐵路在1970年動工，1977年首段通車，但是全線卻在1992年才通車。其首種高鐵列車為ETR401型，目前已退出高鐵路線，改行城際鐵路。
除了意大利國家鐵路外，意大利另有一家民營高速鐵路公司新旅客交通(Italo)，專做大城市之間的主要高鐵綫。

### 瑞典（1990年）
瑞典是歐洲首個引進採用不鏽鋼車體以及採用動力集中式設計高速列車的國家，瑞士ASEA公司、AdTranz公司、ABB公司自1989年至1998年研發和生產X2000列車，最高營運速度達200-210 km/h，屬於擺式列車，能夠在經過軌道曲線時由車載電腦控制對每節客車作出精確的傾擺（最多左右8度），以提高通過速度。每組標準編組的X2000列車只有一台電力機車，及五節無動力的客車。其中只有客車部份才有車體傾擺功能，而機車部份是沒有的。然而其傾擺功能並非每次通過軌道曲線均會產生作用，如果列車運行速度低於70km/h，擺式系統將會自動鎖定，因低速運行時傾擺反而會對旅客產生傾斜的不適感。X 2000的另一項重要技術是徑向轉向架。配備的自導向徑向轉向架容許各個輪對自由獨立運動，大大減低輪對對軌道曲線產生的作用力，令X2000在通過彎道時的速度可以最多提升50%。配合擺式列車技術，列車在大部分路線上的運行時間平均更可減少30%，此外也能提高旅客的舒適程度，減少離心力對舒適性的影響。在1993年的一次試驗中，一列帶有兩台機車的X2000列車達到了276 km/h的最高速度。
X 2000配備了三套可獨立運作的制動系統，分別為盤式制動、再生制動和磁軌制動。在控制系統方面，X 2000列車採用了列車自動控制系統（ATC），能持續向司機提供前方路線的信號信息。如果司機沒有作出即時反應，ATC會自動取代司機進行控制。

### 德国（1991年）
德國的高鐵路線建設始於1973年，路線為漢諾威－維爾茨堡。由於德國对高鐵上採用磁浮或輪軌的爭議，加上德國於1990年末才告統一，因此德國的高鐵起步較慢。在1991年，德國推出ICE-1列車，是德國第一代高鐵，德國以及法國等歐洲列車相似，以平穩性出名。
在1998年6月，發生艾雪德列車出軌事故，令德國高鐵信譽蒙受打擊，不過此事件後未再出現事故。
在2000年，推出ICE-3列車，時速可達320公里，成為多國高鐵的樣版，如中國的CRH3、西班牙的AVE S/103及俄羅斯的Velaro RUS等。

### 西班牙（1992年）
西班牙高鐵首條路線馬德里－西維爾高速鐵路於1992年通車，採用法國TGV技術開發S/100列車，另外又從德國及意大利引入技術，再開發自主Talgo品牌，發展方向與中國類似。西班牙高鐵已可連接法國，計劃建設超過10000公里高鐵，屆時全國各地來往馬德里只需4小時。然而，西班牙高鐵在2013年8月發生脫軌事故，令西班牙高鐵建設速度減緩。

### 葡萄牙（1993年）
1993年，配備三輛Corail車的Eurosprinter5601在常規客運服務中時速達到了220公里/小時，並行駛於Linha do Norte的Espinho和Avance站之間。
1999年初，葡萄牙铁路公司（CP）便已開始將阿爾法傾斜式列車投入旅客運輸服務，其行車路線為葡萄牙的北部邊界到阿爾加維，线路连接布拉加、波尔图、阿威罗、科英布拉、聖塔倫、里斯本、阿尔布费拉和法鲁等，行車時速為220km/h。

### 英国（1994年）
英國是全世界第一個擁有鐵路的國家，也曾進行許多鐵路高速化試驗。英國於1970年代起進行APT(Advanced Passenger Train)計劃，同時研發出IC125列車。然而因為APT多次事故，英國放棄了APT計劃。
1994年英法海底隧道通車令英國出現了歐洲之星列車，2007年1號高速鐵路通車後英國才有高鐵在陸上高速行駛。現在英國政府推動2號高速鐵路的建設計劃，從倫敦至曼徹斯特及利茲等地，但當地有許多反對聲音。

### 比利时、荷蘭（1997）
比利時的高速鐵路路線共有4條，分別是HSL 1至4。HSL 1於1997年通車，由大力士高速列車及歐洲之星行駛。然而直至2012年V-250上路前，比利時和荷蘭一直沒有自行研發的高鐵列車。荷蘭高速鐵路路線只有一條，就是荷蘭高速鐵路南線，連接至比利時邊境。荷蘭曾經考慮建設荷蘭高速鐵路東線，連接至德國邊境，但因各種原因作罷。

### 美国（2000年）
美國因為人口密度低、廉價航空業發達、汽車擁有率高、燃油價格便宜、高速公路免費通行、鐵路以貨運為主、土地私有制導致拆遷徵地困難等原因，高鐵所能獲利甚微，因而比起其他發達國家發展得較遲。美國現時的高鐵阿西乐特快在2000年才開始上路，採用改良自TGV的傾斜式列車，營運時速可達250公里，而且是改善路線軌道而非新建路線。
光亮綫（坦帕中間經過奧蘭多到邁阿密），營運時速可達201公里，路線於2018年1月開始提供收費服務，最初在羅德岱堡和西棕櫚灘之間；邁阿密到羅德岱堡段於同年5月開始提供收費服務；阿文圖拉和博卡拉頓的增設車站於2022年12月開放，而西棕櫚灘到奧蘭多國際機場段於2023年9月開始提供客運服務。
西乐特快因是改善路線軌道而非新建路線，光亮綫則是並無全線可達營運最高時速，因此按較嚴格的標準而言美國並沒有高鐵。
正在商議中的德克薩斯中央鐵路(休士頓到達拉斯)，以及目前建造中的加利福尼亞高速鐵路（舊金山至洛杉磯）以及西部光亮綫（拉斯維加斯至洛杉磯）都遇上不少反對聲音，但如果建設完成將為美國首條嚴格定義下的高鐵。

### 中国大陆（2001年）
中國大陸于1998年从瑞典引入一列时速200公里的X2000运营于广深线，并在之后的数年里先后研制出蓝箭、中华之星、先锋号、奥星、天梭和长白山等用于探索高速铁路技术的列车，其中蓝箭和中华之星分别于2001年和2005年在广深线和秦沈客运专线上投入试验性商业运营。秦沈客运专线于1999年开工建设，2003年通车，設計時速200km/h，运营时速160km/h，基础设施预留了提速至250km/h的条件。
在磁浮列車上，引入德國技術Transrapid08，於2003年通車，以時速430公里運送乘客來往浦東機場和龍陽路，極速可達505公里。
2007年，铁道部第六次列车大提速后，通过购买技术转让研制的，可大规模实用化的和谐号动车组开始正式投入运营。初期運行的動車組剛上路時有350公里每小时及250公里每小时两種速度，但在2008年8月正式开通啟動的京津城际铁路、沪宁城际铁路、沪杭客运专线、郑西客運專線等均為設計時速350公里的路線，另有時速250公里的列車在同一路線上行駛；合寧鐵路、合武鐵路、甬台温鐵路及温福鐵路等均为設計時速250公里的鐵路。此外有部分既有线经高速化改造，部分路段可达時速200公里以上。
2008年，中国大陸第一条高速铁路專用線路京津城际铁路开通运营。经过8年的高速铁路新线建设和对既有铁路的高速化改造，時速首突破300至350公里。中國大陸的高鐵控制及供電系統以其他拥有高铁先进技术的国家进行技术转让进行建设，因此在中國大陸可以看到不同國家技术制造的高鐵列車。
2011年7月，發生温州高鐵追撞意外。受追撞事件的影响和新任铁道部部长盛光祖的政策的影響下，全數鐵路大降速，既有綫降回至時速200公里，新建路線降至300公里每小时（G字頭、C字頭列車）或200公里每小时（D字頭列車，部分时速為250公里）。在此之前，中國大陸高速铁路的速度已達世界級水平，CRH380AL型经改装開出時速487公里的极速。
2011年12月，由中国南车研制的更高速度试验列车在中国南车四方股份公司落成，设计速度500公里每小时，在高速列车国家工程实验室滾動試驗台上创造了605公里每小时的最高轮轨试验速度。
八纵八横高速铁路主通道是2016年7月中华人民共和国国务院批复的《中长期铁路网规划》提出的中国高速铁路客运骨架，是在四纵四横的基础上扩增的线路。新增的高铁路段原则上运行时速为250km以上，较复杂的地形或气候可适当降低，部分人口较多、经济发达路段时速可达350km。
2017年，开始恢复时速350公里的由复兴号电力动车组擔當的高速列车班次。此後幾年部分線路也重新恢復至設計時速。
截至2023年底，中国大陆高铁总里程达到4.5万千米，成為世界上最大規模的高速鐵路網，其中运营时速可达300千米的线路总里程逾1万千米，占世界2/3以上，有包括香港特别行政区的31个省级行政区开通高铁。另外，成渝客运专线、京沪高速铁路、京广高速铁路、广汕铁路（增城至汕尾段）、福厦客运专线、沪宁沿江高速铁路、济郑高速铁路、成自宜高铁、汕汕铁路、杭昌高速铁路南昌东站至余干站区间及京津城际铁路、京张城际铁路（八达岭长城至下花园北段）达到350km/h的全球最快運營速度；中国大陆的高铁路线仍持续兴建中，预计在2025年将建成约60,000公里的高速铁路网。

### （2004年）
韓國高鐵KTX-I列車技术来自于法國國鐵TGV-R列车，於2004年首先在部分通車的京釜高速線上运行。現時韓國可高速行駛網絡達346.4公里，另湖南高速線亦於2014年通車。

### 臺灣（2007年）
台灣的高速鐵路建設工程於1999年開工，並於2007年正式通車營運，全長348.5公里，營運時速限定為300公里。
台灣高鐵原本採用的是歐洲技術。1997年，由西門子和阿爾斯通合資成立的歐鐵列車公司曾和台灣高鐵聯盟（以大陸工程為首）參與臺灣高速鐵路之核心系統競爭，並且擊敗傾向採用日本系統的中華高鐵聯盟（以中華開發為首），取得高鐵建設優先議約權。 然而，1998年德國發生艾雪德列車出軌事故，到1999年臺灣又遭遇921大地震，且臺灣高鐵公司後來與歐鐵列車談判不順，無法達成價格及技術上之協議，最終導致臺灣決定改用日本新幹線技術，因而導致歐鐵列車與臺灣高鐵產生糾紛，最後於2004年以臺灣高鐵賠償歐鐵列車六千五百萬美元的損害賠償而告终。
目前使用的列車為700T列車，是JR東海、JR西日本共同設計的新幹線700系列車改良而成，由日本川崎重工製造。於2007年1月5日通車後逐漸成為臺灣西部重要的長途運輸工具之一，亦為臺灣軌道工業指標。目前南北雙向每日共有130至162班次，平均日載客量達184,000人次，週末與連續假期則有每天300,000人次的水準。

### 土耳其（2009年）
土耳其首條高鐵路線為安卡拉－伊斯坦堡高速鐵路。2009年首段通車，2016年全線通車，全長533公里，採用HT65000列車，由西班牙引進。另有新一代高鐵列車研制中，與韓國合資企業研發。

### 俄羅斯（2009年）
俄羅斯在前蘇聯時代就已開始進行列車高速化試驗。莫斯科－圣彼得堡走廊是俄罗斯的人口集中地，因此鐵路高速化亦主要該處進行。1984年，俄羅斯推出ER200列車，最高時速達200公里。2009年，俄羅斯引入德國西门子Velaro技術，制造并開行Velaro RUS列車，名為Sapsan（即游隼）。游隼号以時速250公里穿梭在莫斯科－聖彼得堡鐵路。俄羅斯更計劃建設第二條莫斯科－聖彼得堡高速鐵路，時速達400公里。然而兩者皆使用1520毫米的寛軌，難以與國際上大部分國家使用的標準軌接軌。

### （2011年）
烏茲別克的首條高鐵塔什干－薩馬爾罕高速鐵路路線長344公里，正常的列車營運速度為每小時250公里。

### 摩洛哥（2018年）
卡薩布蘭卡－丹吉爾高速鐵路是當前摩洛哥國內正在興建中的高速鐵路運輸系統，訊號與行車路線維護系統是由安薩爾多STS以及 Cofely Ineo 進行安裝，列車行駛最高速將可到達每小時320公里。

### 香港（2018）
香港的高速鐵路規劃由1990年代開始。當時此路線被稱為區域快線，列車可迅速地來往香港市區及邊境。到2000年，港府發表《鐵路發展策略2000》的新鐵路發展策略，當中提出興建「區域快線」。2002年，當時的香港環境運輸及工務局與原中國鐵道部正式研究廣深港高速鐵路香港段。此路線於2009年被提出時，因造價過高而引起香港社會廣大迴響。香港立法會在2010年通過廣深港高鐵香港段的撥款，原預計2015年通車。然而後來因超支、地質、管理不善等問題，延至2018年9月23日通車，但因2019冠状病毒病疫情由2020年1月30日開始暫時關閉，直到2023年1月15日放寬出入境限制後重開。
廣深港高速鐵路全長142公里，設7個車站，連接廣州南站及香港西九龍站。當中，香港段全長26公里，由香港鐵路有限公司營運。路線最高設計時速350公里，目前廣深段運營時速310公里，香港段200公里。由廣州南站到香港西九龍站，最快需時45分鐘。

### 丹麦（2019年）
哥本哈根—灵斯泰兹高铁（中文又称：哥灵高铁、丹麦哥灵高铁）是丹麦第一条高铁新线，也是丹麦唯一的高铁新线。连接丹麦哥本哈根和灵斯泰兹。全长60千米，设计速度250千米/小时。20世纪90年代提出，2012年开工，2019年5月31日竣工。因信号系统安装不顺利，使得在2023年第二代欧洲列车控制系统启用前限速为180千米/小时。使用列车亦有很多是既有准高速列车。现时实际上是准高速铁路。

### 马来西亚、新加坡（拟重启）
2010年，馬來西亞首相納吉布·阿卜杜勒·拉扎克啟動經濟轉型執行方案後，當局決定要修建一條連接吉隆坡和新加坡的高鐵。兩國領導人在2013年1月舉行的會晤中都同意修建這條高速鐵路線。根據2016年12月兩國簽訂的雙邊協議，這條鐵路線在2017年招標，2018年動工；預計在2026年落成之後，乘客乘搭高鐵來往吉隆坡和新加坡，只需1小時30分鐘。但是在希望联盟于2018年大选上台后，以财政困难为由，宣布延展该项目两年，并赔付新加坡政府4500万令吉。该决定造成很大争议。2021年1月1日，马来西亚和新加坡政府发表联合声明，宣布取消连接马来西亚首都吉隆坡与新加坡的高速铁路项目。不过在2023年，时任马来西亚总理安瓦尔表示有意恢复该计划。

### 印度尼西亞(2023年)
雅万高铁是印度尼西亚的第一条高铁线路，设计运行速度350kM/h，按照350kM/h的速度运营。雅万高铁于2023年10月2日投入正式商業运行。

## 建造技術
與車輛一樣，高速鐵路路線的建造也有特定的要求。
一般的列車路軌以有砟軌道為主，建造时會使用道砟去把枕木固定。但當列車以高速通過的时候，所引起的氣流有機會把石子濺起（也就是道砟飞溅现象），有機會對列車構成危險，因此也出現了供高速鐵路使用的無砟軌道。這類軌道除了比有砟軌道安全及耐用外，還有數十年免維護等優點。其缺点是無砟軌道不可维护，一旦结构被破坏，轻则降低等级使用，重则无法通行，修理则需要将一整段無砟軌道全部更换或重建。
无砟技术起源于德国，但德國的高速鐵路过去以有砟軌道為主，直到近几年几条新开通的线路才开始使用无砟技术，日本的新幹線情况相同使用了有砟及無砟軌道，而法國的TGV則通过精心安排道砟的铺设层次和堆高解决道砟飞溅的问题，而在法國高速鐵路東線上有一段2公里的无砟试验段。

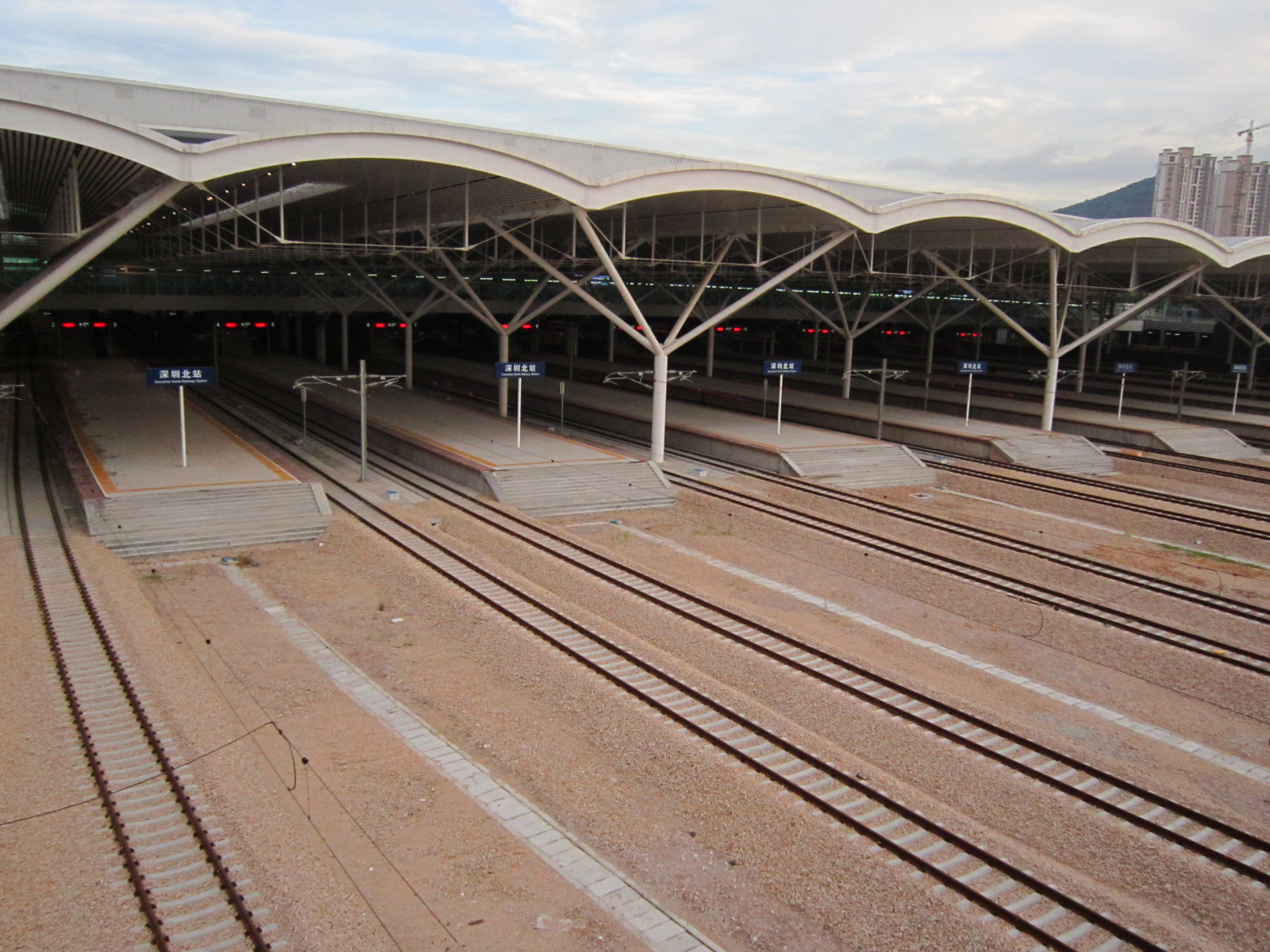
深圳北站的出站轨道，可以明显看出使用了有砟軌道和无砟轨道混合铺设

中国大陆的高铁则是在设计时速300-350km/h级别的高速铁路使用全部无砟轨道；设计时速200-250km/h级别的高速铁路可以选择使用有砟軌道或无砟轨道铺设，或者有砟軌道和无砟轨道两种轨道混合铺设。而在靠近火车站的铁路线上，则有有砟軌道和无砟轨道混合铺设的情况。

## 最高速度

### 線上試驗最高速度
- 鋼輪式

  - 574.8 km/h：法國，TGV-Project V150 - 東線（2007年4月3日）
  - 515.3 km/h：法國，TGV Atlantique- 法國高速鐵路大西洋線（1990年5月18日）
  - 487.3 km/h：中國大陸，CRH380BL - 京滬客運專線（2011年1月9日）
  - 486.1 km/h：中國大陸，中國鐵路高速CRH380AL - 京滬客運專線（2010年12月3日）
  - 453 km/h：中国大陆，两组CR450型列车交会 - 福厦客运专线（2023年6月28日）
  - 443 km/h：日本，955型電聯車 - 東海道新幹線（1996年7月26日）
  - 435 km/h：中国大陆，两组CR450型列车交会 - 郑济客运专线（2022年4月21日）
  - 425 km/h：日本，952型・953型電聯車 - 上越新幹線（1993年12月）
  - 420 km/h：中国大陆，中国标准动车组CR400AF和中国标准动车组CR400BF交会 - 郑徐客运专线（2016年7月16日）[44]
  - 416.6 km/h：中國大陸，中國鐵路高速CRH380A - 滬杭客運專線（2010年9月28日）
  - 406 km/h：德國，ICE試驗型城際特快列車稱為ICE-V - 漢諾威－維爾茨堡高速鐵路（1988年5月1日）
  - 385 km/h：中國大陸，和諧號CRH380AM型電力動車組（CIT500） - 滬昆客運專線（2014年4月23日）
  - 365 km/h：日本，新幹線（2005年）
  - 352.4 km/h：韓國，KTX（2004年）
  - 319 km/h：義大利，TAV（1988年）
- 磁浮式
  - 603 km/h：日本，JR磁浮L0系（2015年4月21日）
  - 581 km/h：日本，JR磁浮MLX01（2003年12月2日）
  - 501 km/h：德國，TransrapidTR-08（2003年）

### 營業最高速度（現時）

#### 鋼輪式
| 速度 （km/h） | 國家/地區                     | 車種                                                                            | 備註 |
| ------------- | ----------------------------- | ------------------------------------------------------------------------------- | --- |

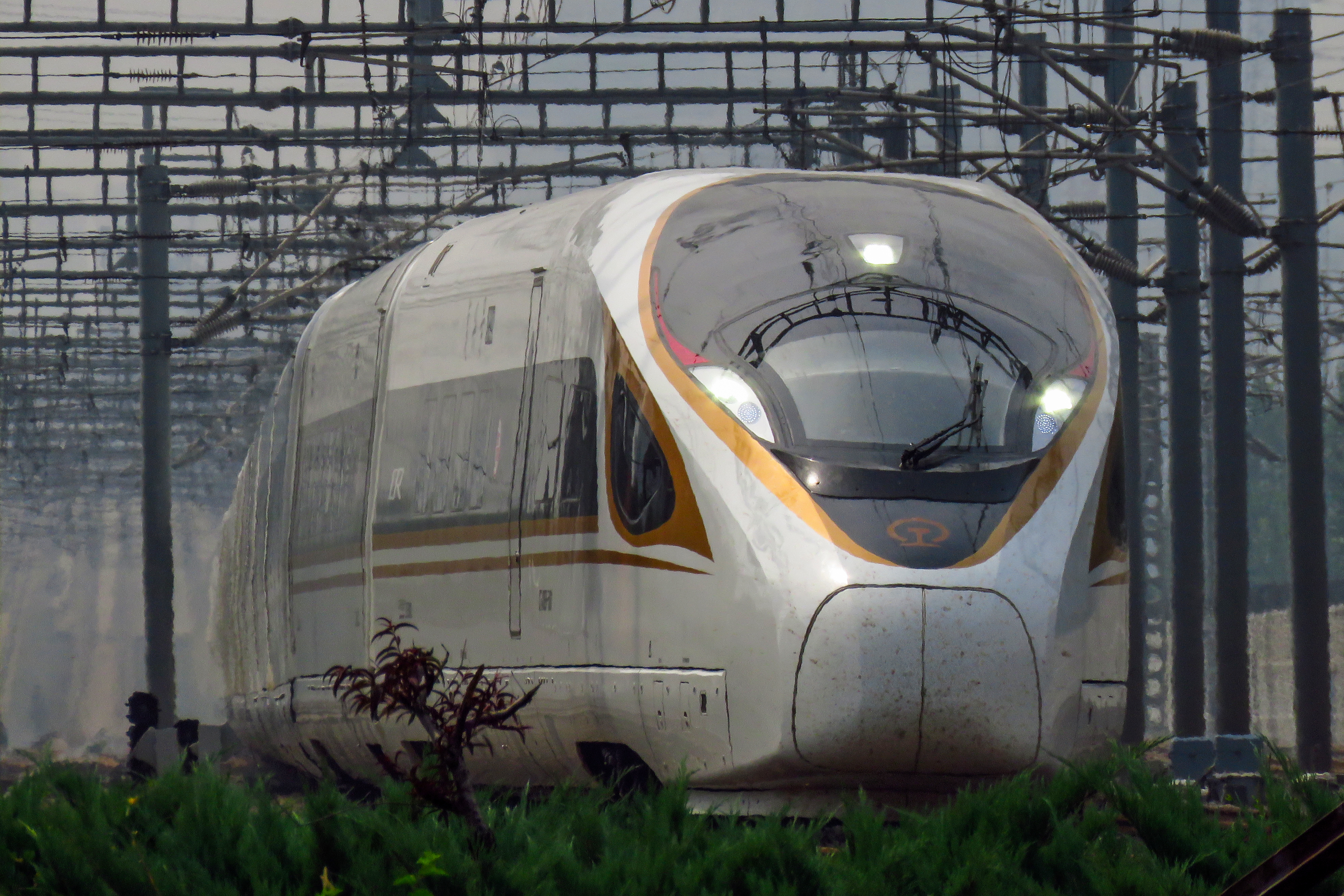
复兴号CR400BF担当的G2次列车于其实现时速350公里运营首日（2017年9月21日）

| 350           | 中国大陆                      | 复兴号 CR400AF、CR400BF                                                         | 长距离示范线：京沪高铁、京广高铁、京津城际（北京南至天津段）、成渝高铁、京哈高铁（北京朝阳至沈阳段）、沪昆高铁（杭州东至长沙南段） 部分区间运营：京张高铁（八达岭长城至下花园北段）、沪宁沿江高速铁路、福厦高铁、广汕高铁、汕汕铁路、昌景黄高铁、池黄高铁、宣绩高铁、成宜高铁、潍烟高铁、沪苏湖高铁等 |
| 350           | 印度尼西亞                    | KCIC400AF                                                                       | 雅万高铁 |
| 330           | 法國 德国                     | ICE-3、ICE-3M、ICE-3Velaro D、ICE-3Velaro MS                                    | 法國東線則為320km/h，德國境內可達300km/h |
| 320           | 法國                          | TGV-POS Euroduplex                                                              | 東線、地中海線南段、萊茵河-隆河線、布列塔尼－盧亞爾河地區線、南歐大西洋線 |
| 320           | 摩洛哥                        | Euroduplex                                                                      | 卡薩布蘭卡－丹吉爾線 |
| 320           | 日本                          | E5系、H5系、E6系                                                                | 東北新幹線 |
| 320           | 西班牙                        | AVE                                                                             | 馬德里－巴塞隆納高速鐵路 |
| 310           | 中国大陆                      | 和諧號 CRH2C、CRH3C、CRH380A、CRH380B、CRH380C、CRH380D 复兴号 CR400AF、CR400BF | 京哈客运专线（沈阳北至哈尔滨段）、沪昆高铁（上海虹桥至杭州东段）、商杭高铁、郑济高铁、日兰高铁、宁杭高铁、张吉怀高铁、徐连高铁、郑万高铁、津秦高铁、济青高铁等 详见中华人民共和国高铁线路列表 |
| 300           | 日本                          | N700系、N700S系                                                                 | 山陽新幹線 |
| 300           | 法國                          | TGV-A TGV-R TGV-D                                                               | 所有路線除萊茵河-隆河線、東線、地中海線南段、布列塔尼－盧亞爾河地區線及南歐大西洋線外 |
| 300           | 西班牙                        | AVE                                                                             | |
| 300           | 義大利                        | TAV                                                                             | 羅馬－佛羅倫斯高速鐵路除外 |
| 300           | 中国大陆                      | 和諧號 CRH2C、CRH3C、CRH380A、CRH380B、CRH380C、CRH380D 复兴号 CR400AF、CR400BF | 沪宁城际、合福高铁、贵广高铁（龙里北至肇庆东段）、沪昆高铁（长沙南至昆明南段）等 详见中华人民共和国高铁线路列表 |
| 300           | 臺灣                          | 700T                                                                            | 台灣高速鐵路 |
| 300           | KTX                           |                                                                                 | |
| 300           | 英国 · 法國 · 比利时 · 荷蘭   | Class373(e300) Class374(e320)                                                   | 歐洲之星 英法海底隧道段限速160km/h，行走荷蘭段只限e320 |
| 300           | 法國 · 比利时 · 荷蘭 · 德国   | 大力士高速列車                                                                  | 德國境內限速200km/h |
| 285           | 日本                          | 700系                                                                           | 山陽新幹線 |
| 285           | 日本                          | 500系（8輛編成）                                                                | 山陽新幹線 |
| 285           | 日本                          | N700系、N700S系                                                                 | 東海道新幹線 |
| 275           | 日本                          | E7系                                                                            | 上越新幹線 |
| 260           | 日本                          | E7/W7系                                                                         | 北陸新幹線 |
| 260           | 日本                          | 800系、N700系                                                                   | 新幹線 |
| 260           | 日本                          | N700S系                                                                         | 新幹線 |
| 250           | 俄羅斯                        | 游隼号列车                                                                      | |
| 250           | 土耳其                        | 土耳其高速鐵路                                                                  | |
| 250           | 義大利                        | TAV                                                                             | 羅馬－佛羅倫斯高速鐵路 |
| 250           | 德国                          | ICE-4                                                                           | 只限12卡編組 7卡編組最高速230km/h |
| 250           | 德国                          | ICE-1 ICE-2                                                                     | 可達280 km/h |
| 250           | 中国大陆                      | 和諧號 CRH1、CRH2、CRH3A、CRH5 复兴号 CR300AF、CR300BF                          | 瀋丹客運專線、石济客運專線、呼張客運專線、南广铁路、梅汕客運專線、南昆客運專線、哈牡客运专线、西成客運專線、成贵铁路、杭黄铁路、宁安城际、武咸城际等 详见中华人民共和国高铁线路列表 |
| 250           | 西班牙                        | Avant、Alvia                                                                    | |
| 240           | 美国                          | Acela特快 埃維利亞自由號                                                        | |
| 230           | 德国                          | ICE-T                                                                           | |
| 230           | 英国                          | Class395                                                                        | 1號高速鐵路 (英國)最高速225km/h（140mph） |
| 230           | 奥地利 · 捷克 · 匈牙利 · 瑞士 | 锐捷列车                                                                        | 西部鐵路等 |
| 210           | 瑞典                          | X2000列車                                                                       | |
| 210           | 中国大陆                      | 和諧號 CRH1、CRH2、CRH3A、CRH5 复兴号 CR300AF、CR300BF                          | 福厦铁路、秦沈客运专线、石太客运专线、昌九城际等 详见中华人民共和国高铁线路列表 |
| 200           | 歐洲                          | 德國城際列車 歐洲城市列車                                                       | |
| 200           | 中国大陆                      | 和諧號 CRH1、CRH2、CRH3A、CRH5、CRH6、CJ1、CJ2 复兴号 CR300AF、CR300BF          | 金温铁路、海南西环高速铁路、成灌铁路、昌福铁路、怀衡铁路、胶济客运专线、渝贵铁路、郑开城际、昆楚大铁路、青盐铁路、成雅铁路、沪通铁路、郑开城际、广珠城际、莞惠城际、广清城际等 详见中华人民共和国高铁线路列表                                                                                         |
| 200           | 中国大陆                      | 和諧號 CRH1、CRH2 复兴号 CR400AF、CR400BF、CR300AF                              | 广深港高速铁路（深圳北至香港西九龙段） 限速200km/h |
| 200           | 香港                          | CRH380A（动感号）                                                               | 广深港高速铁路（深圳北至香港西九龙段） 限速200km/h |

#### 磁浮式
- 300 km/h
  -  中国大陆：上海磁浮示範運營線

## 世界高速列车技術
目前世界上高速列车技术仅为少数公司掌握，主要有铁道综合技术研究所、三菱重工、日立製作所（包括日立軌道義大利）、川崎重工、日本車輛製造、近畿車輛、綜合車輛製作所、西门子、阿尔斯通、CAF、施泰德鐵路、Škoda Transportation、Talgo、蒂森克虜伯（與西门子聯合投資Transrapid項目）、現代Rotem、以及中國中車。
目前已掌握制造高速列车技術仅为少数系统，有AEG、Adtranz、DUEWAG、Fiat Ferroviaria、Firema Trasporti、Kalmar Verkstad、Henschel、Krupp、Schindler Waggon、SIG、Strømmens Værksted、SLM、英國鐵路工程公司、東急車輛製造、中国中车、西門子、飛雅特鐵路、安薩爾多百瑞達、龐巴迪和阿爾斯通。

### 輪軌高速系統

#### 动力集中式
- 法国阿尔斯通：TGV大部分动力集中式，例如TGV Duplex、TGV Atlantique等，衍生产品有欧洲之星Class373、(AVE)S-101、KTX-I(KTX)
- 美国阿尔斯通：Acela、Avelia Liberty
- 意大利百瑞达：ETR500
- 德国西门子-庞巴迪：ICE-1、ICE-2
- 西班牙Talgo-庞巴迪：Talgo 350、Talgo 250、Talgo Avril
- 瑞典庞巴迪：X2000
- 奥地利西门子：銳捷列車
- 韓国現代Rotem: KTX-山川(KTX)
- 中国中車：DJJ1“蓝箭”、DJJ2“中华之星”

#### 动力分散式
- 日本新干线全部动力分散式，例如有E2系1000番台和700系列車，衍生家族有台灣高速鐵路700T型和中国大陆的CRH2
- 日本日立製作所A-train系列出口英國，衍生產品有Class395、Class800一款柴油-電力雙動力源鐵路車輛、Class801、Class802、Class803、Class805、Class807、Class810

- 德国西门子-庞巴迪：ICE4
- 德国西门子-庞巴迪：ICE3，衍生家族有(AVE)S103，中国大陆的CRH3、CRH380B，俄羅斯的Velaro RUS
- 德国西门子: ICE3 Velaro D基於西门子Velaro第四款衍生，衍生產品有歐洲之星Class374、士耳其的HT80000、德国的Velaro MS（ICE-3neo）

- 德国庞巴迪運輸：Zefiro平台，衍生产品有ETR400、ETR600、CRH1B、CRH1E、CRH380D
- 瑞典庞巴迪運輸：Regina，衍生产品有CRH1
- 中国中車：CRH380A，CRH380B，CRH380C，CRH380D，CR400AF，CR400BF，CR300AF，CR300BF，CRH6
- 意大利阿尔斯通：Pendolino家族，相关产品有德國ICE-T、ICE-TD、英國的Class390、瑞士的ETR470、捷克的捷克國鐵680型電力機車、中国大陆的CRH5
- 法国阿尔斯通：AGV
- 韓国現代Rotem：HEMU-430X、KTX-Eum、KTX-青龍
- 西班牙CAF：CAF Oaris、英國的Class397

### 磁浮列車

#### 電磁懸浮
- 中国：上海磁浮列車：TransrapidSMT

#### 電動懸浮
- 日本：JR東海中央新幹線：L0系

## 圖片集

### 磁浮式

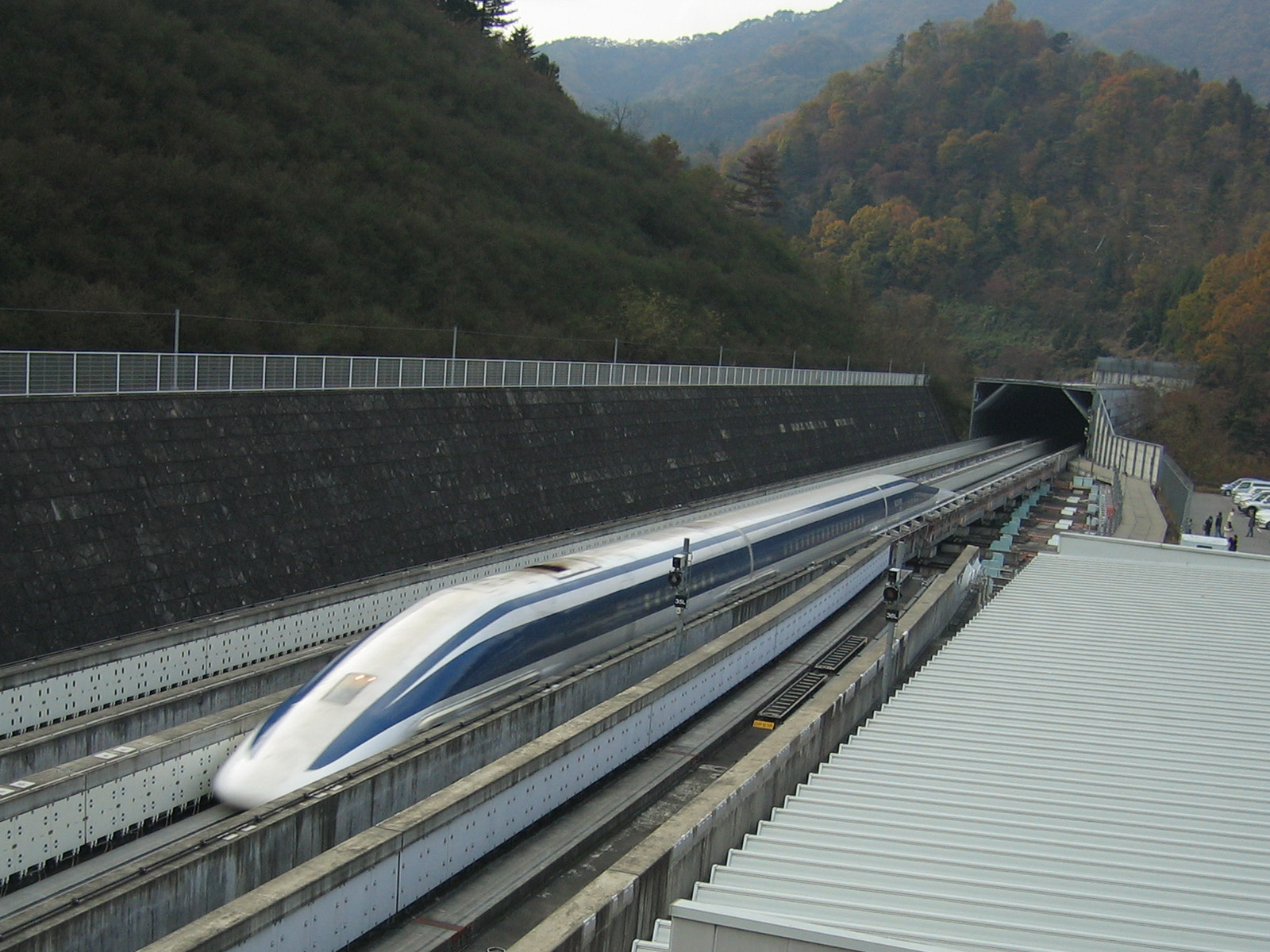
JR磁浮 – 世界現行載客試驗最高速車輛（日本）
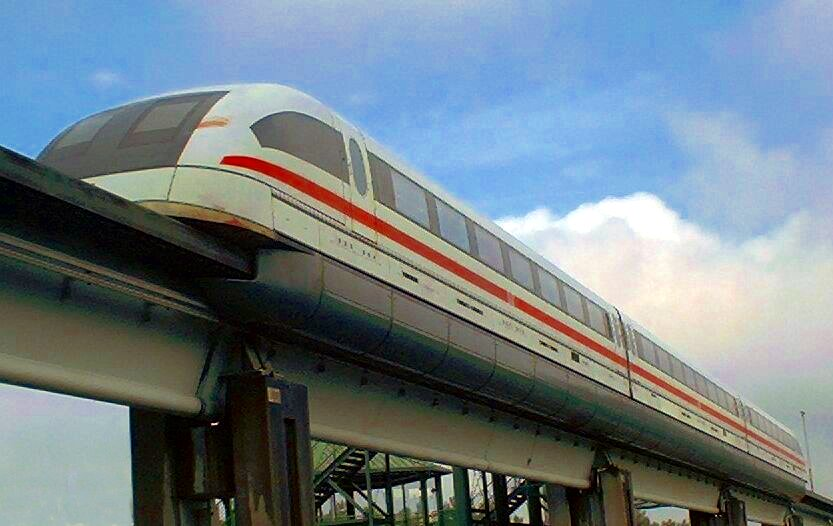
Transrapid（德國）
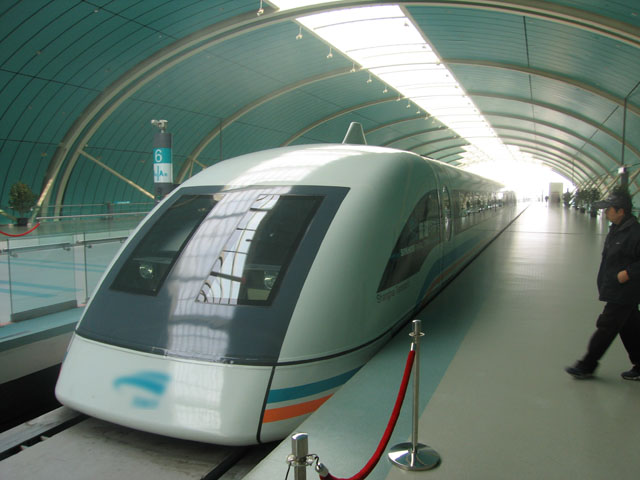
上海磁浮示範運營線 - 世界營運最高速車輛（中國）

### 鋼輪式高速鐵路

#### 亞洲

##### 日本

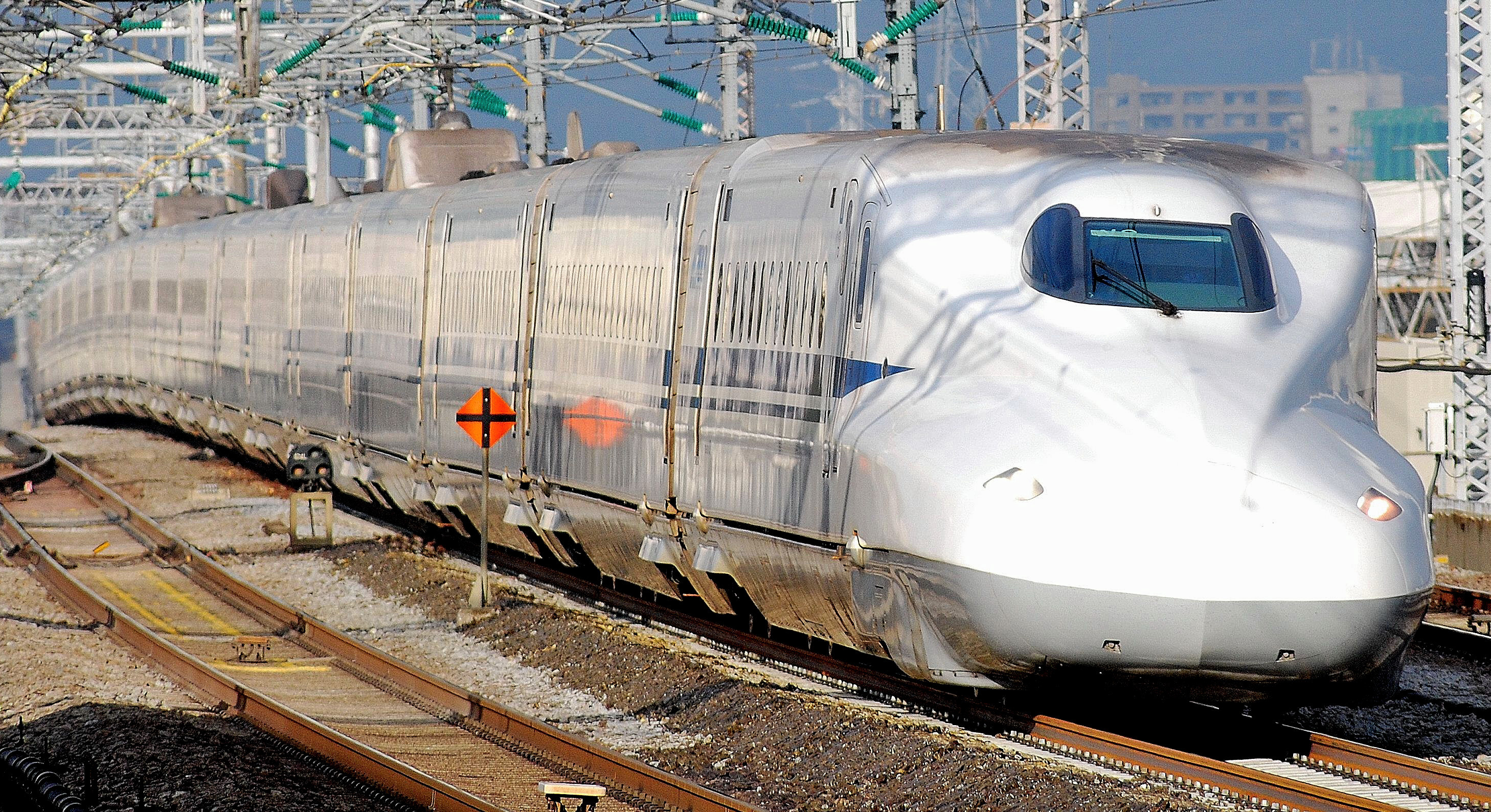
東海道・山陽新幹線N700系
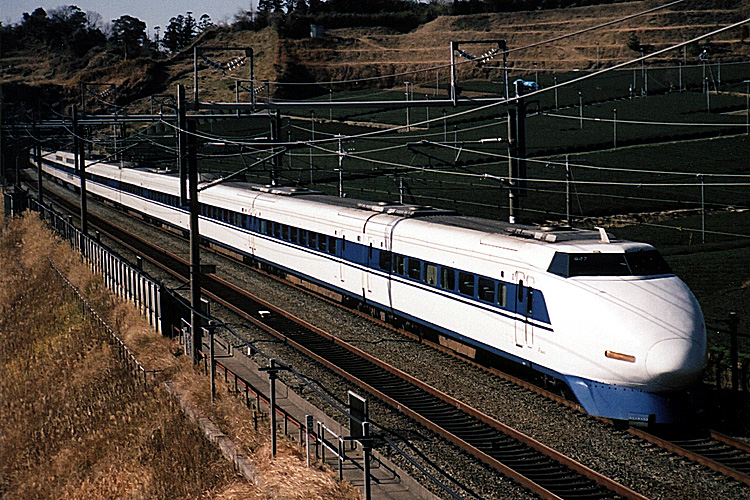
東海道・山陽新幹線100系
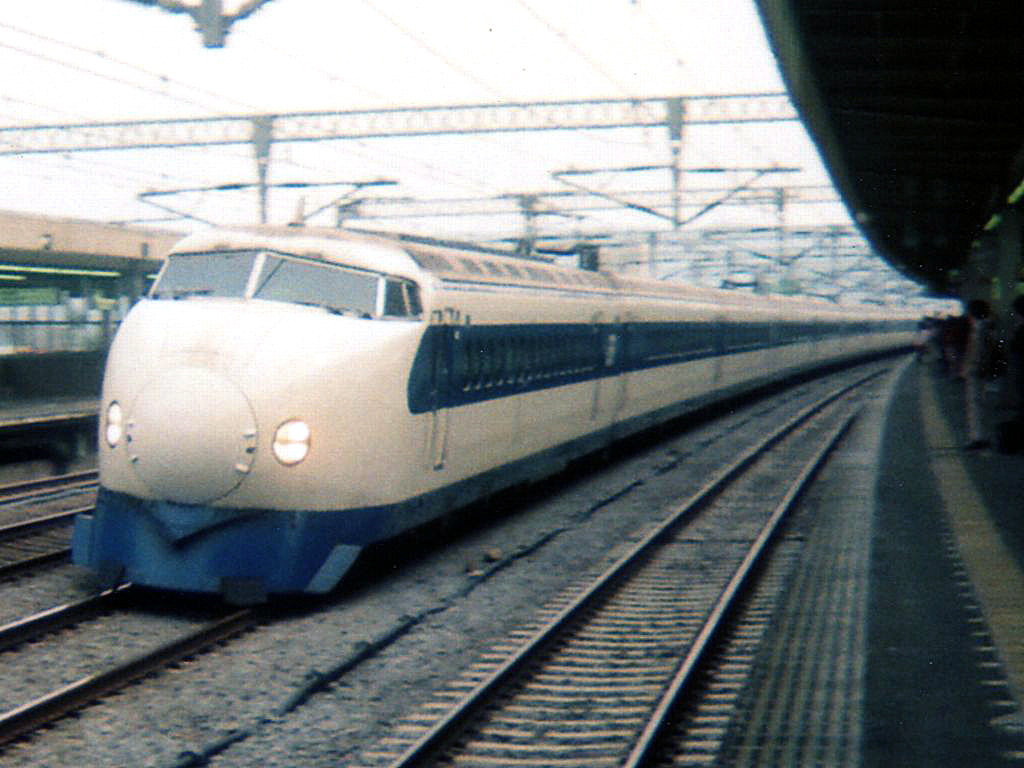
東海道・山陽新幹線0系
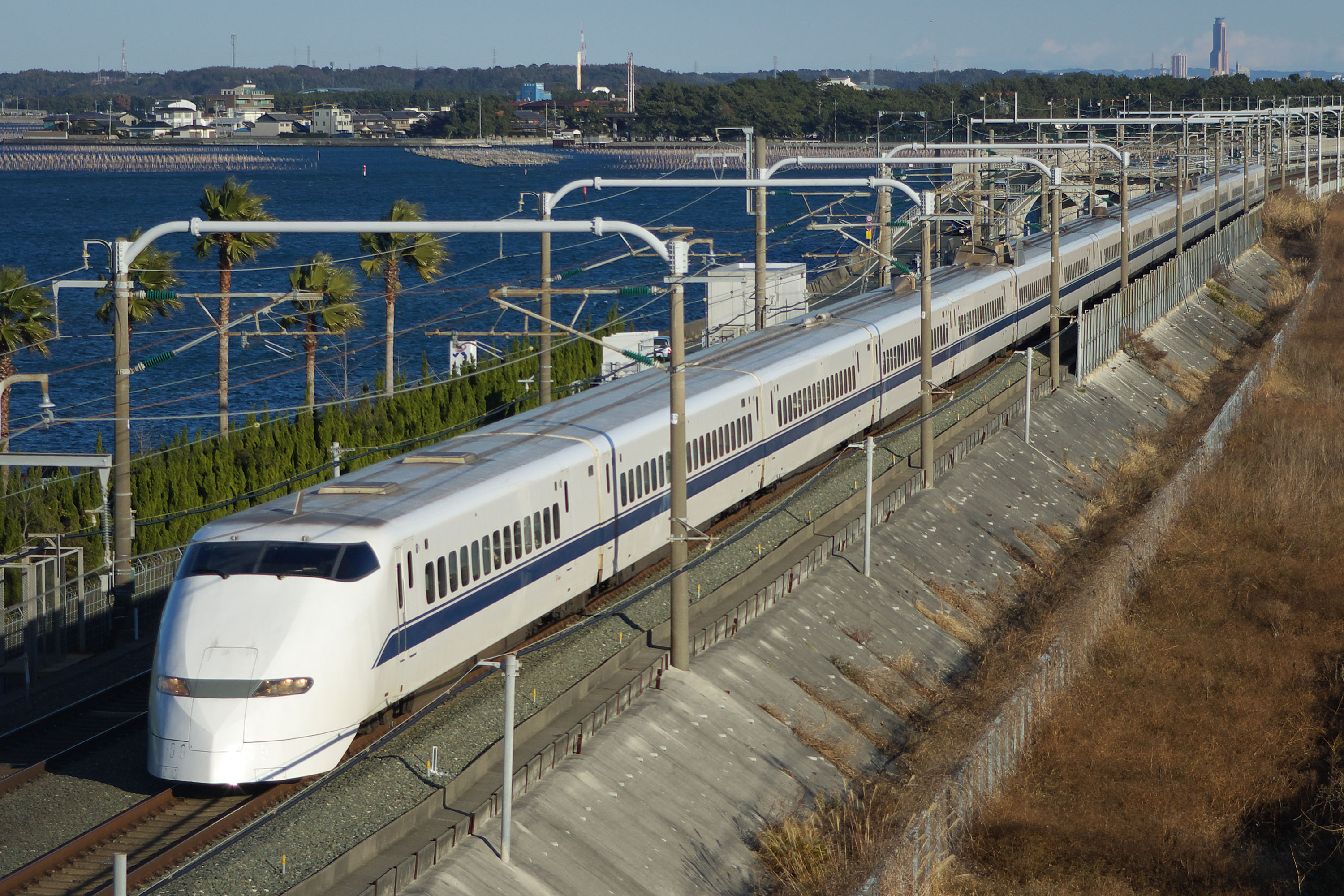
東海道・山陽新幹線300系
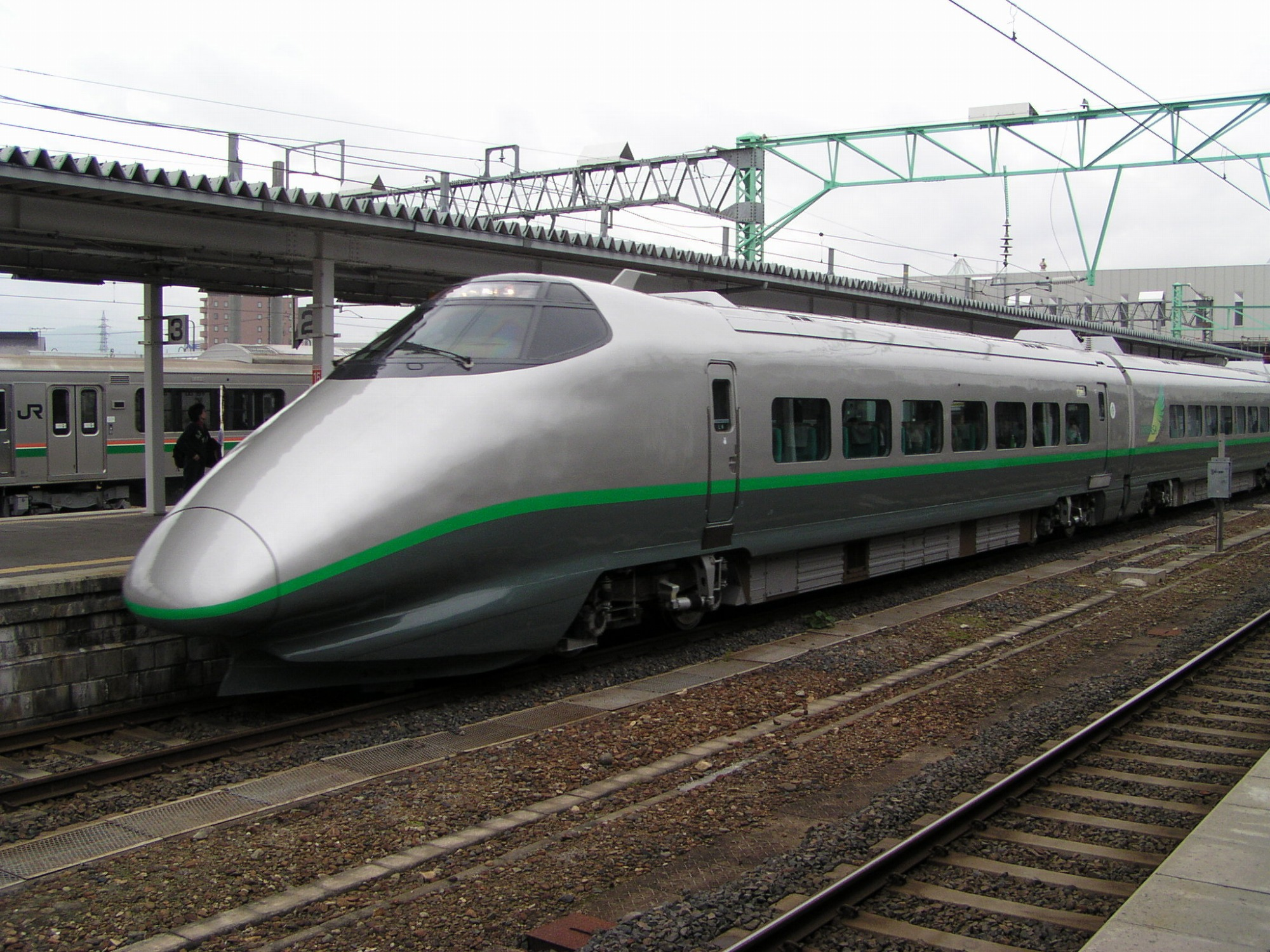
山形新幹線400系
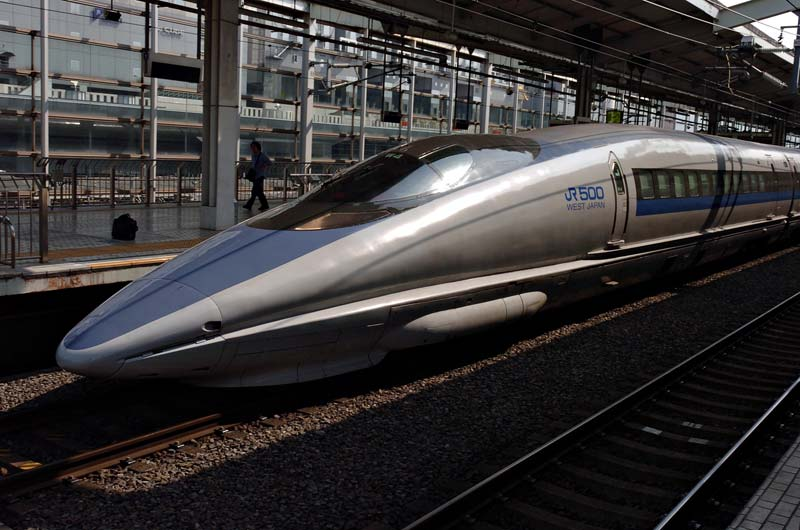
山陽新幹線500系
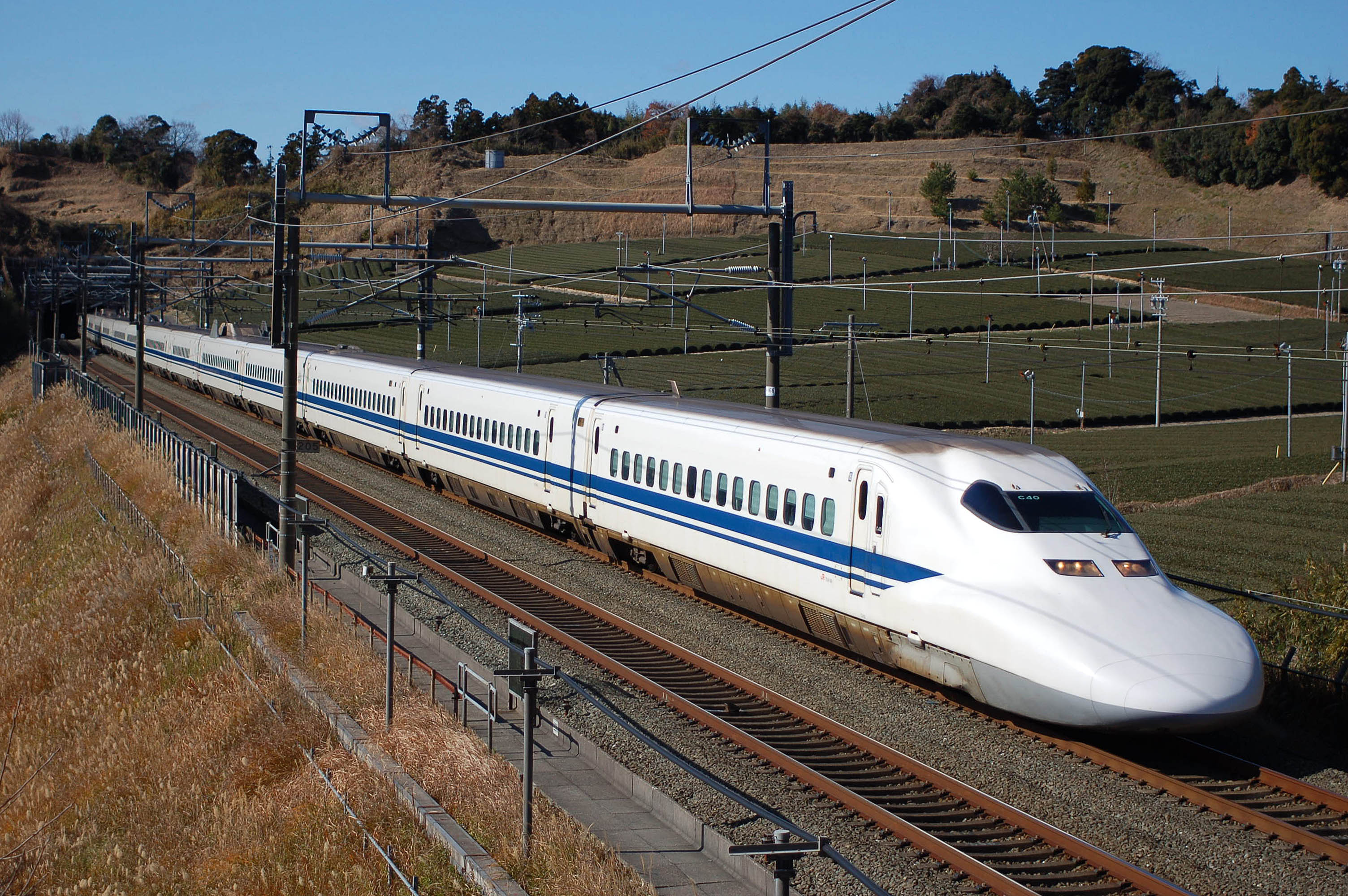
山陽新幹線700系
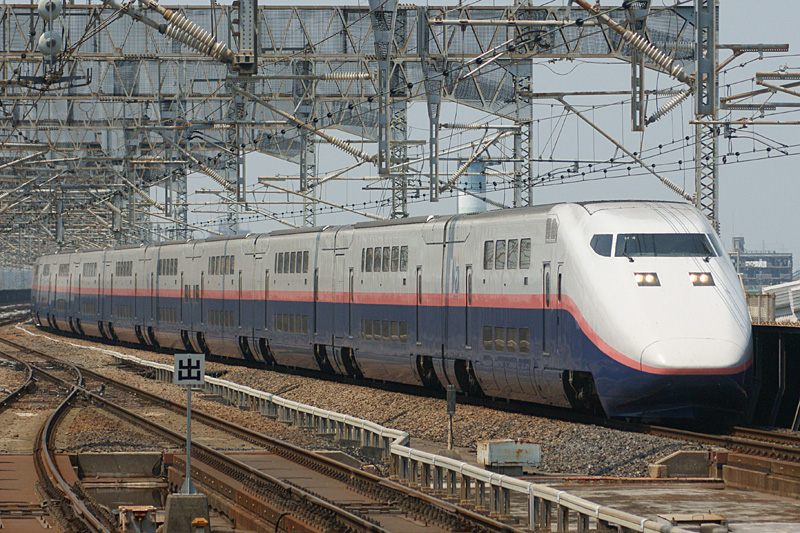
E1系
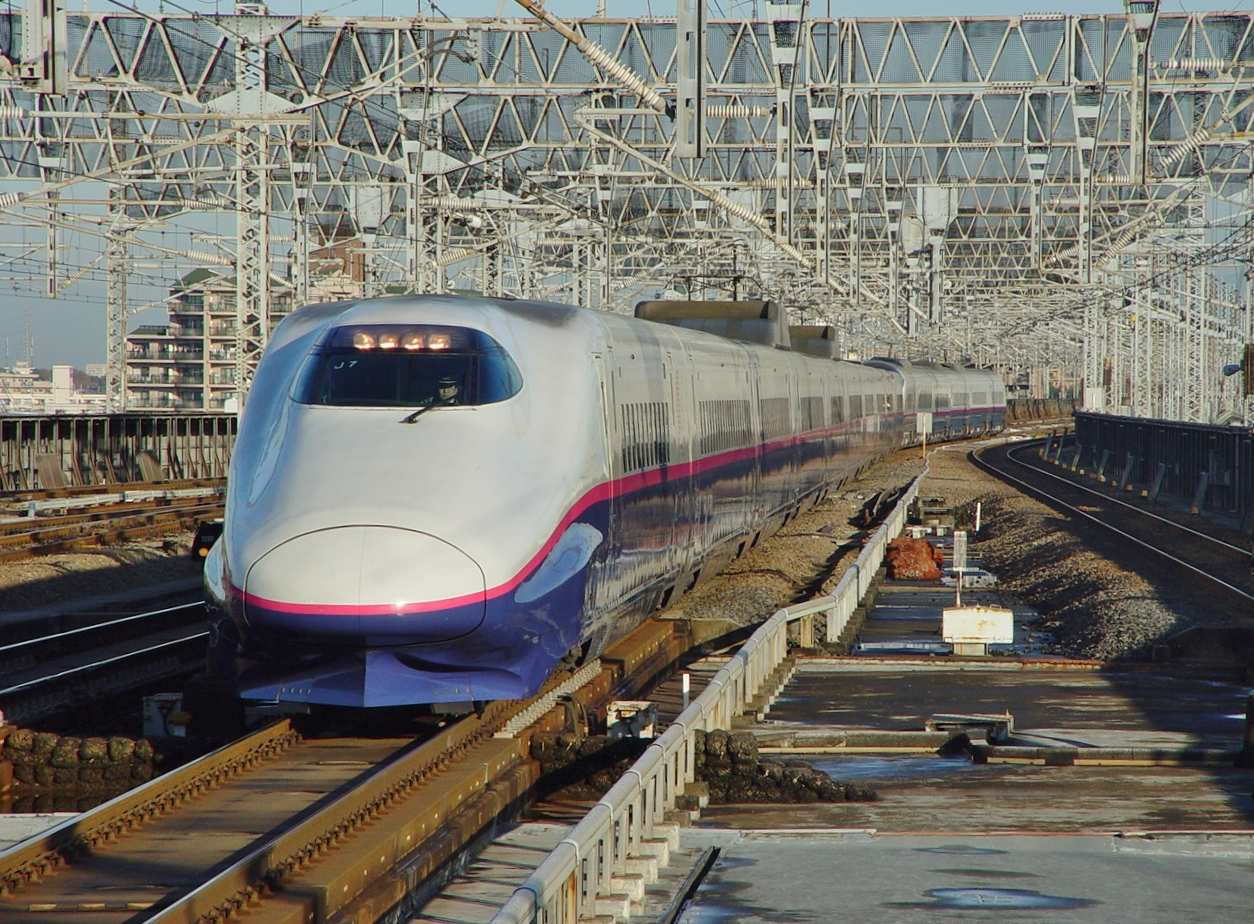
東北･長野新幹線E2系
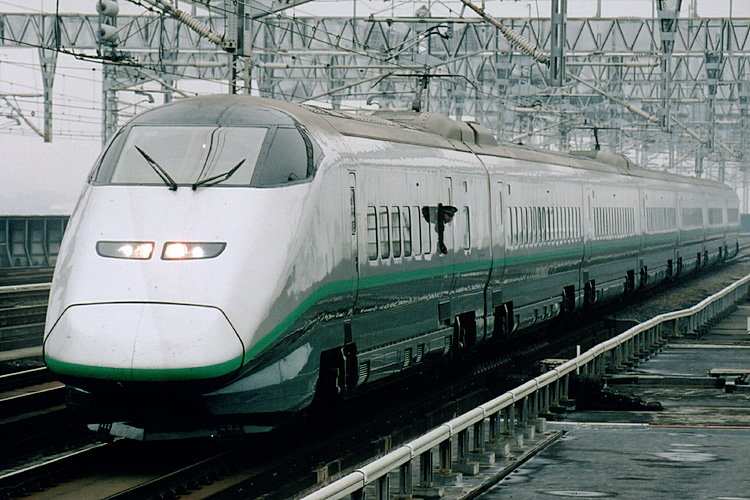
山形新幹線E3系
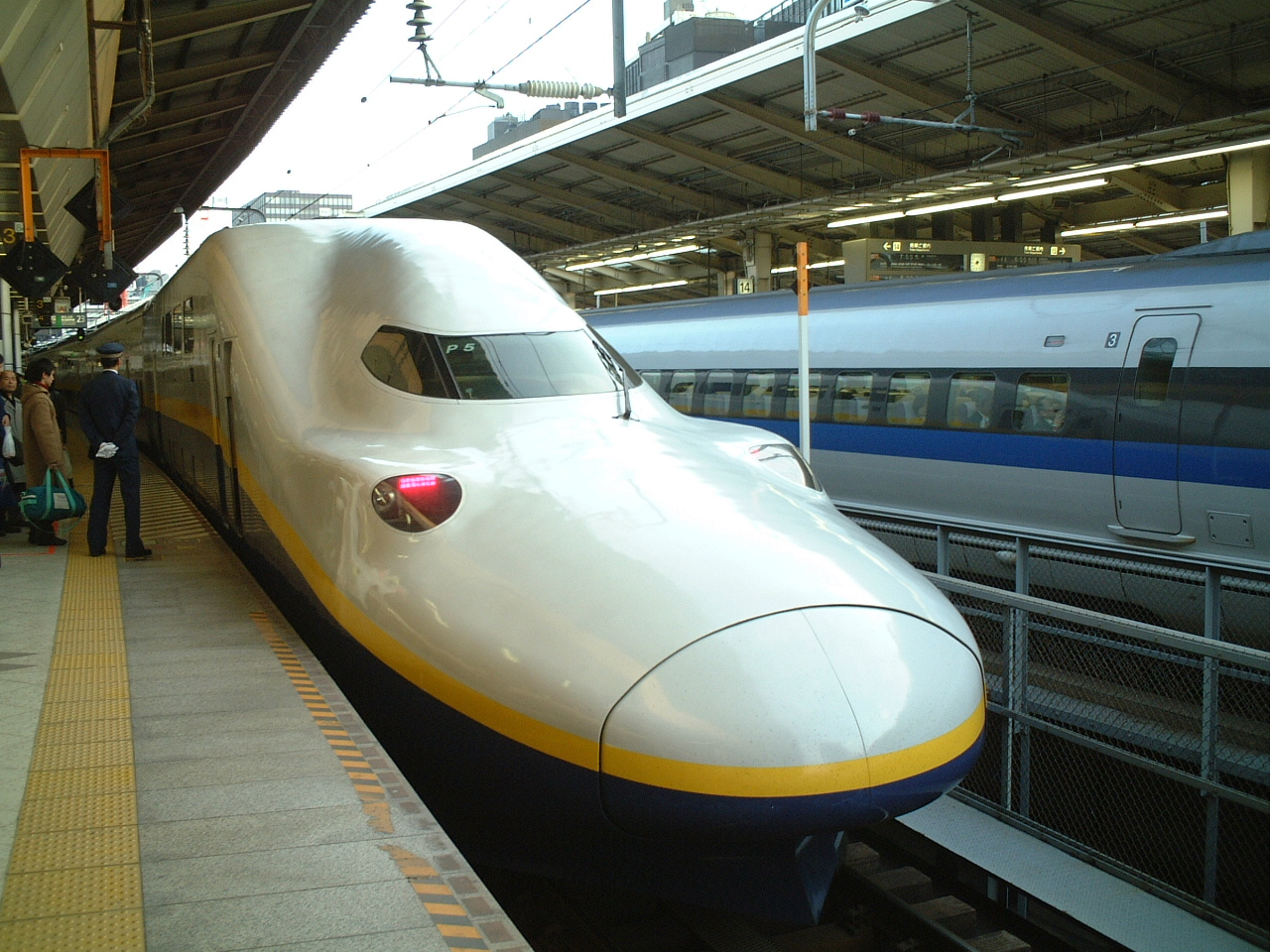
E4系
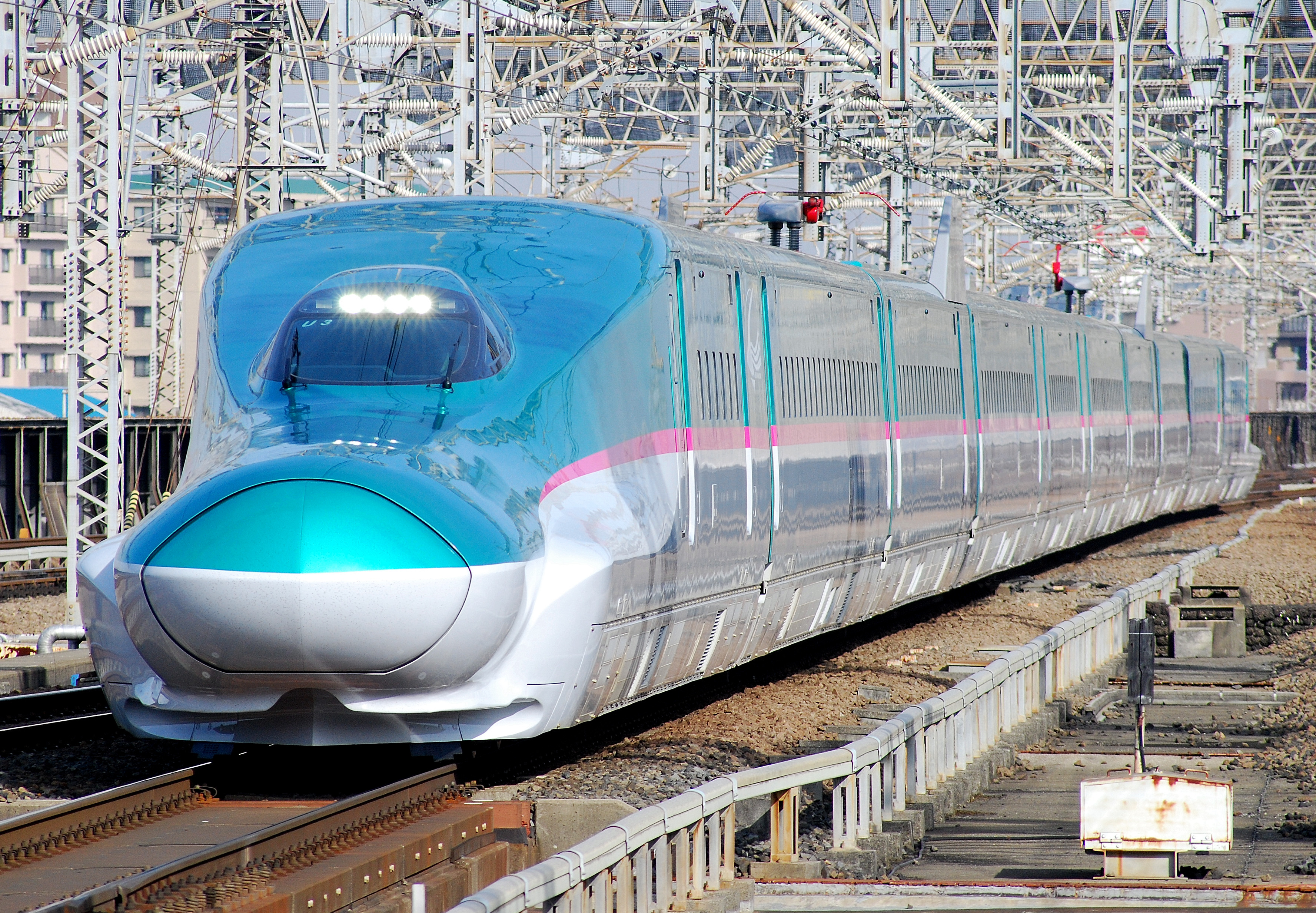
東北新幹線E5系
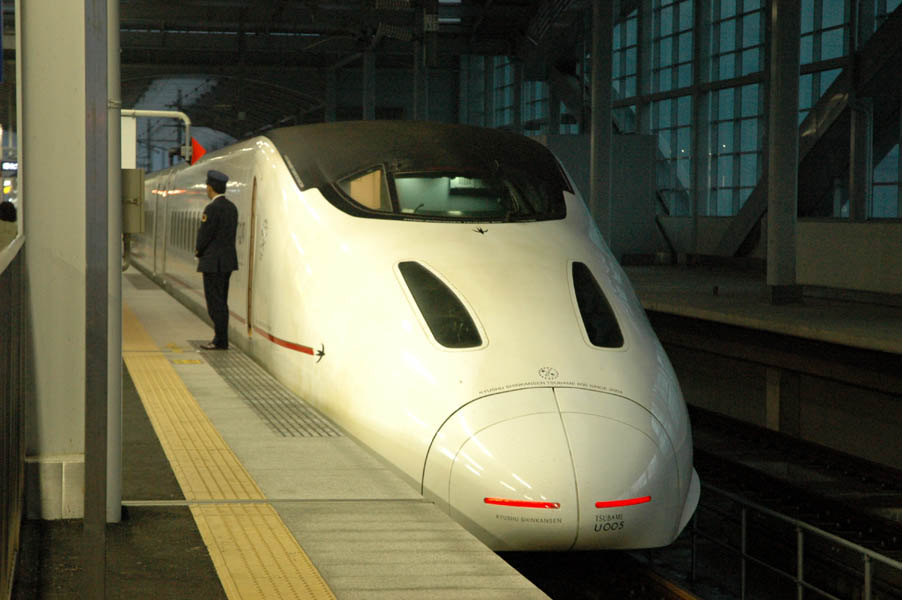
800系

##### 台灣

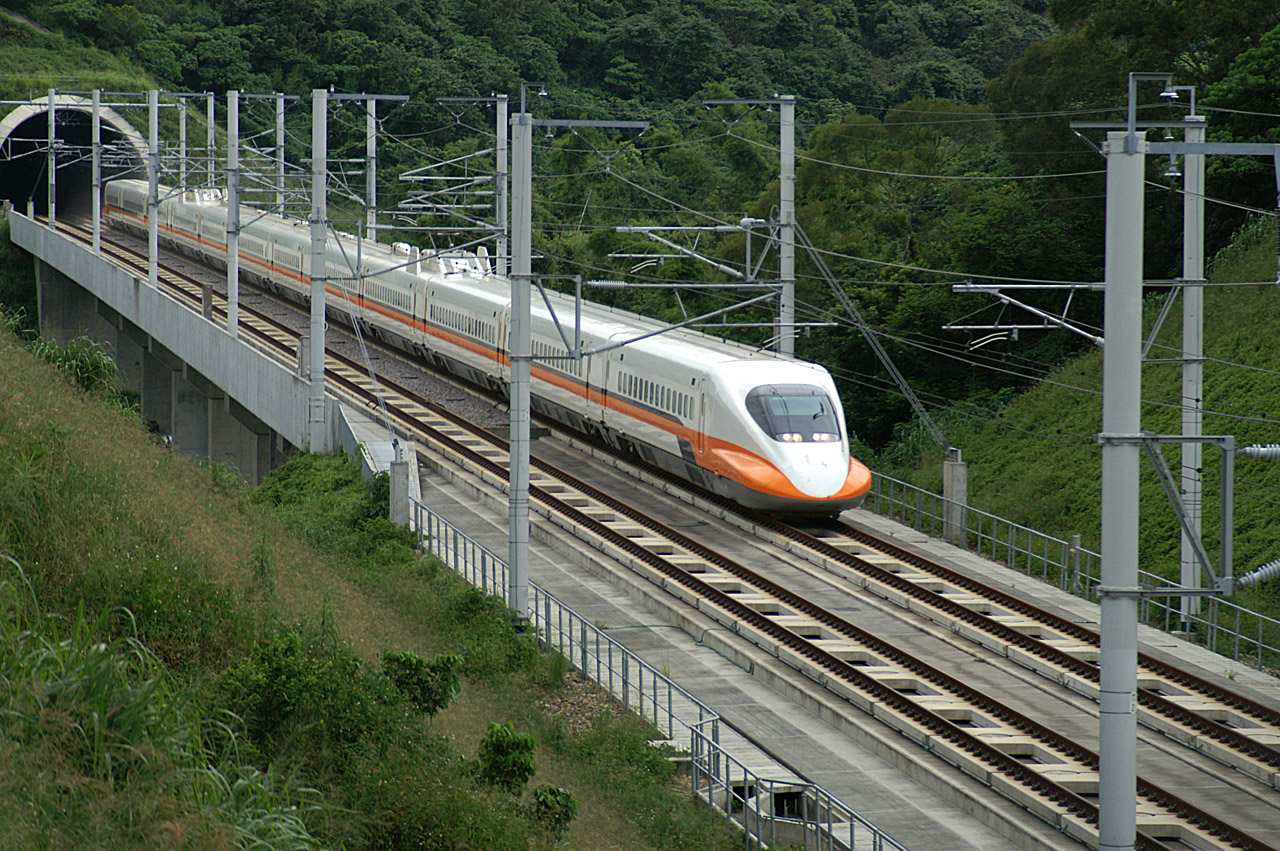
台灣高鐵700T型列車

##### 韓國

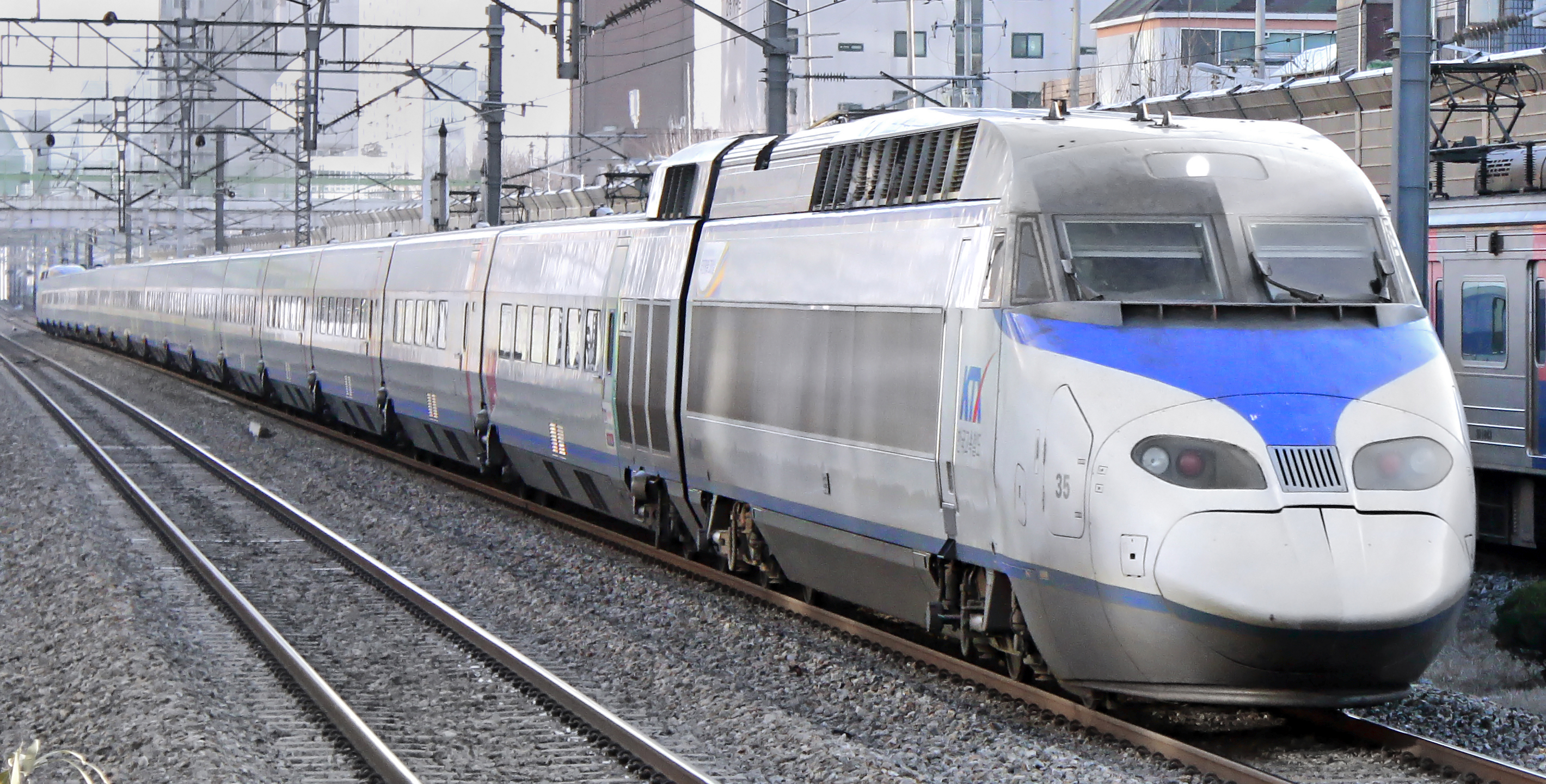
韓國高速鐵路KTX-I
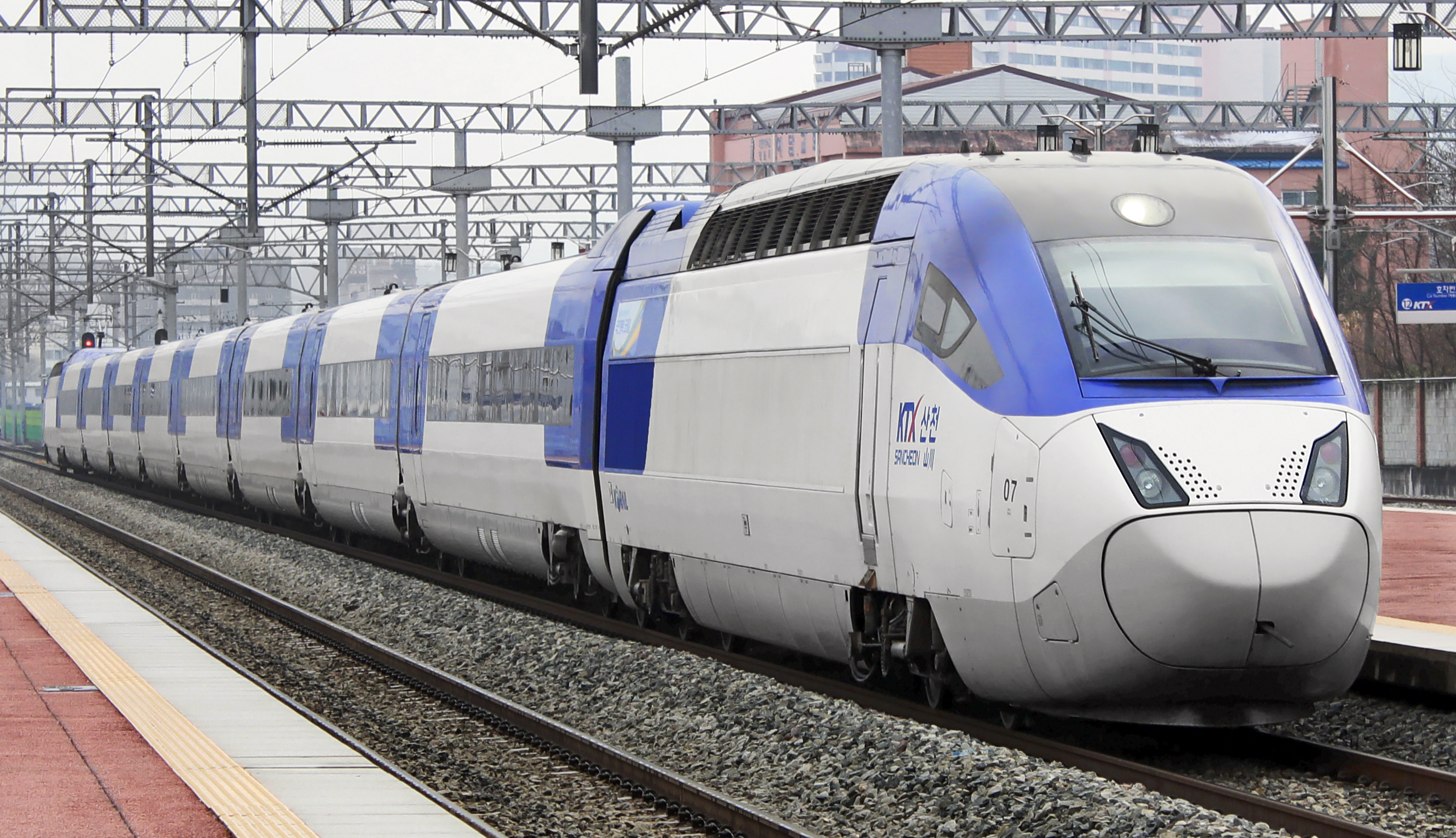
韓國高速鐵路KTX-2

##### 中國大陸

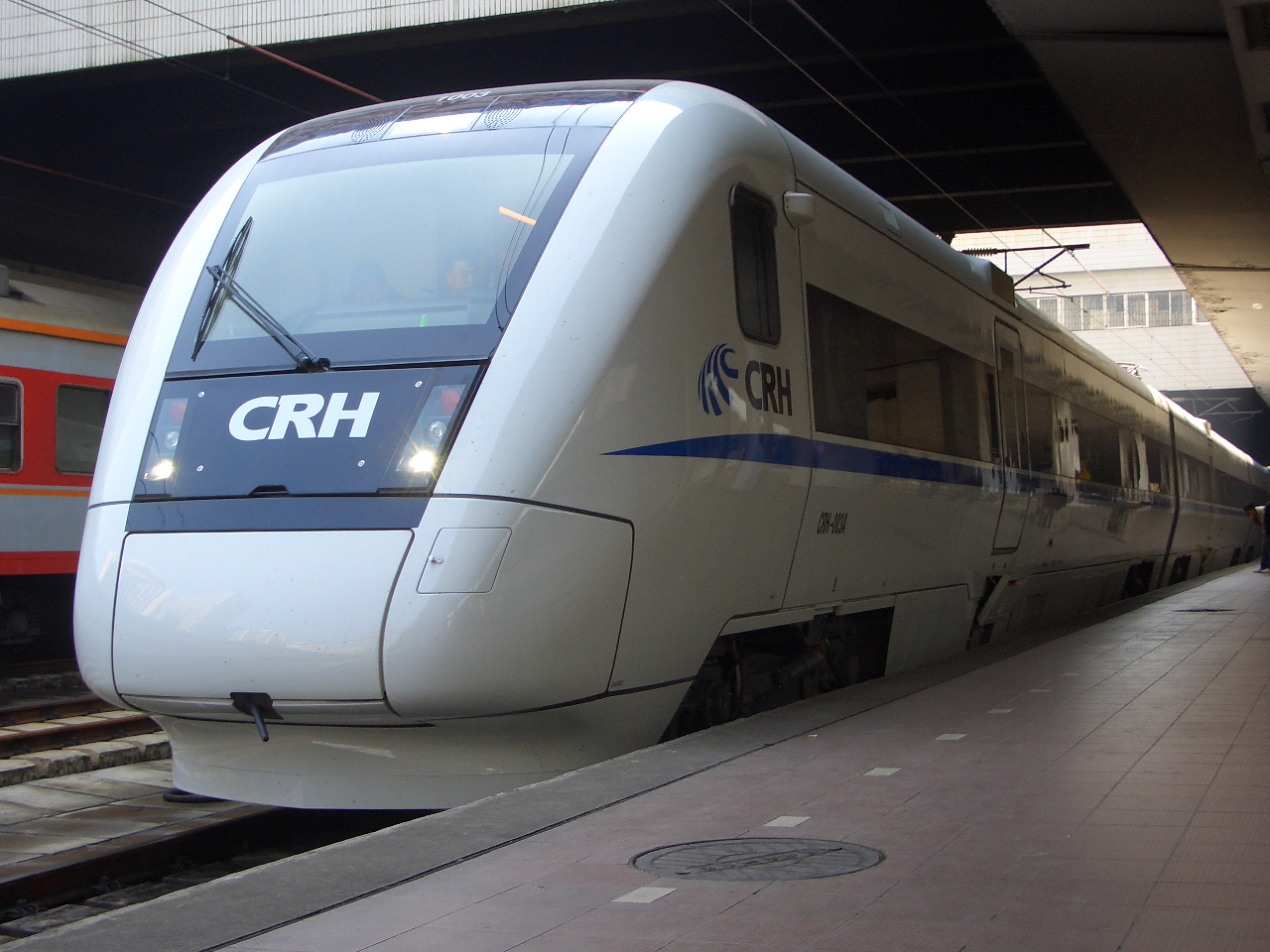
CRH1A
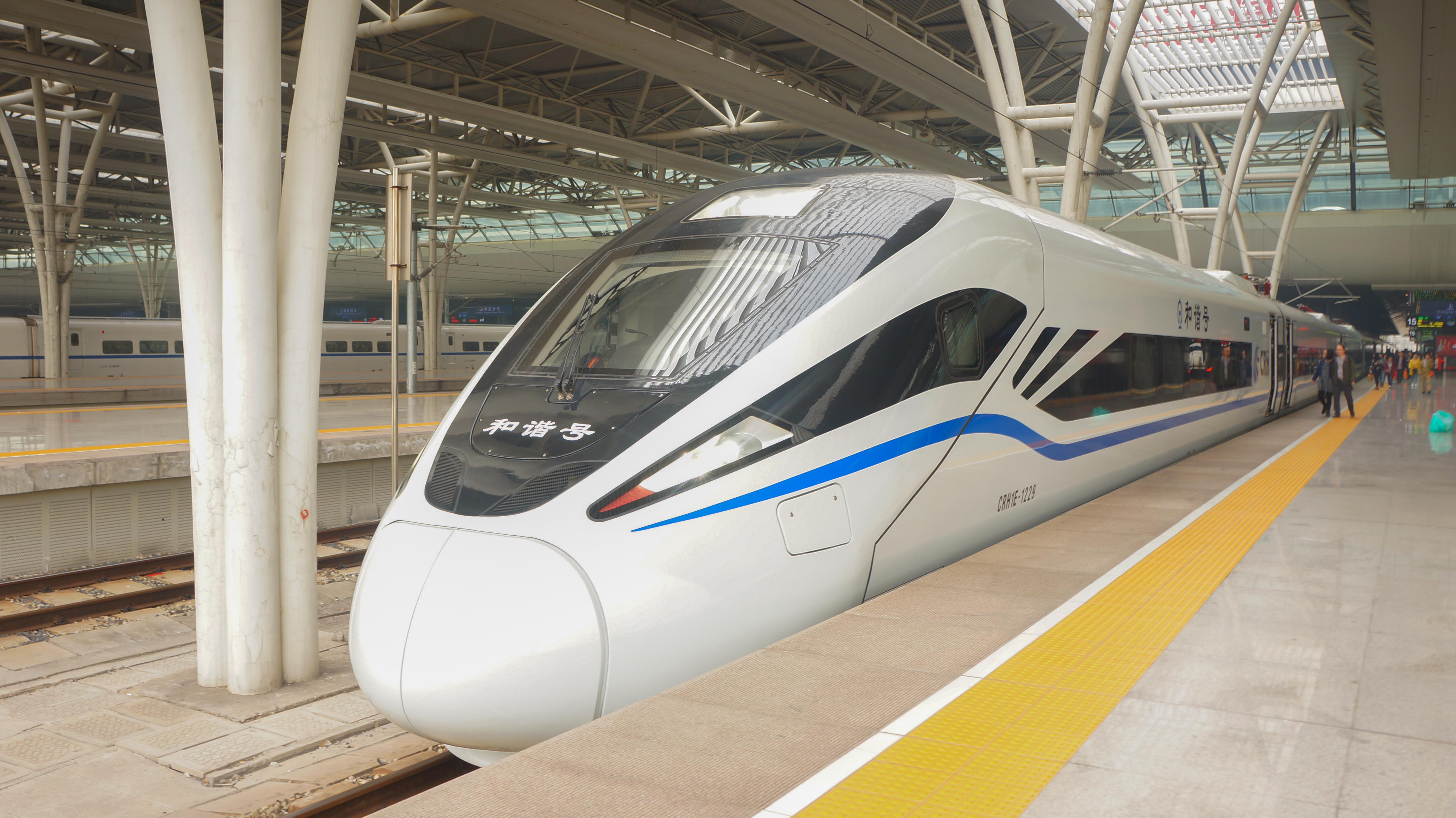
CRH1E
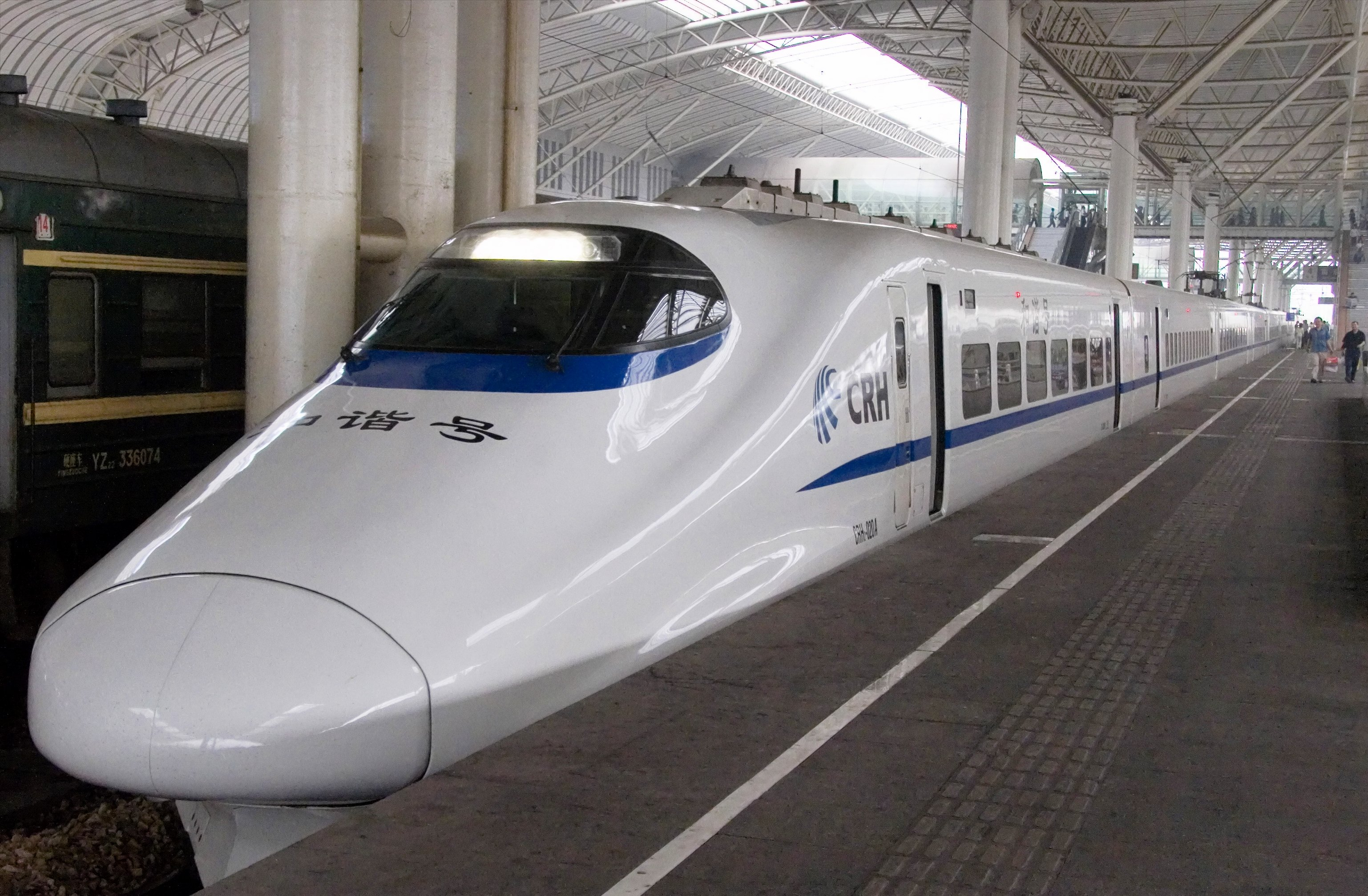
CRH2A
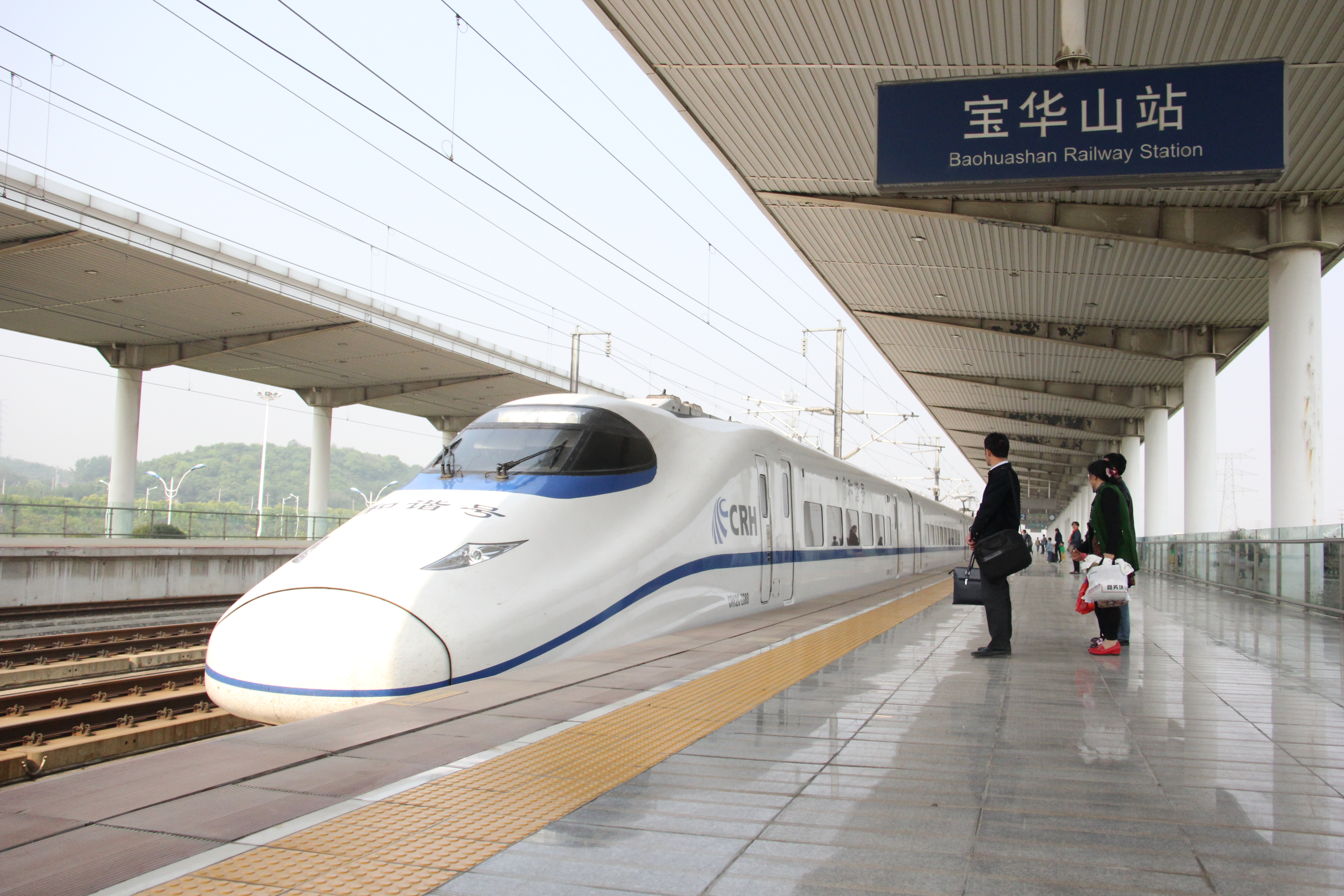
CRH2C
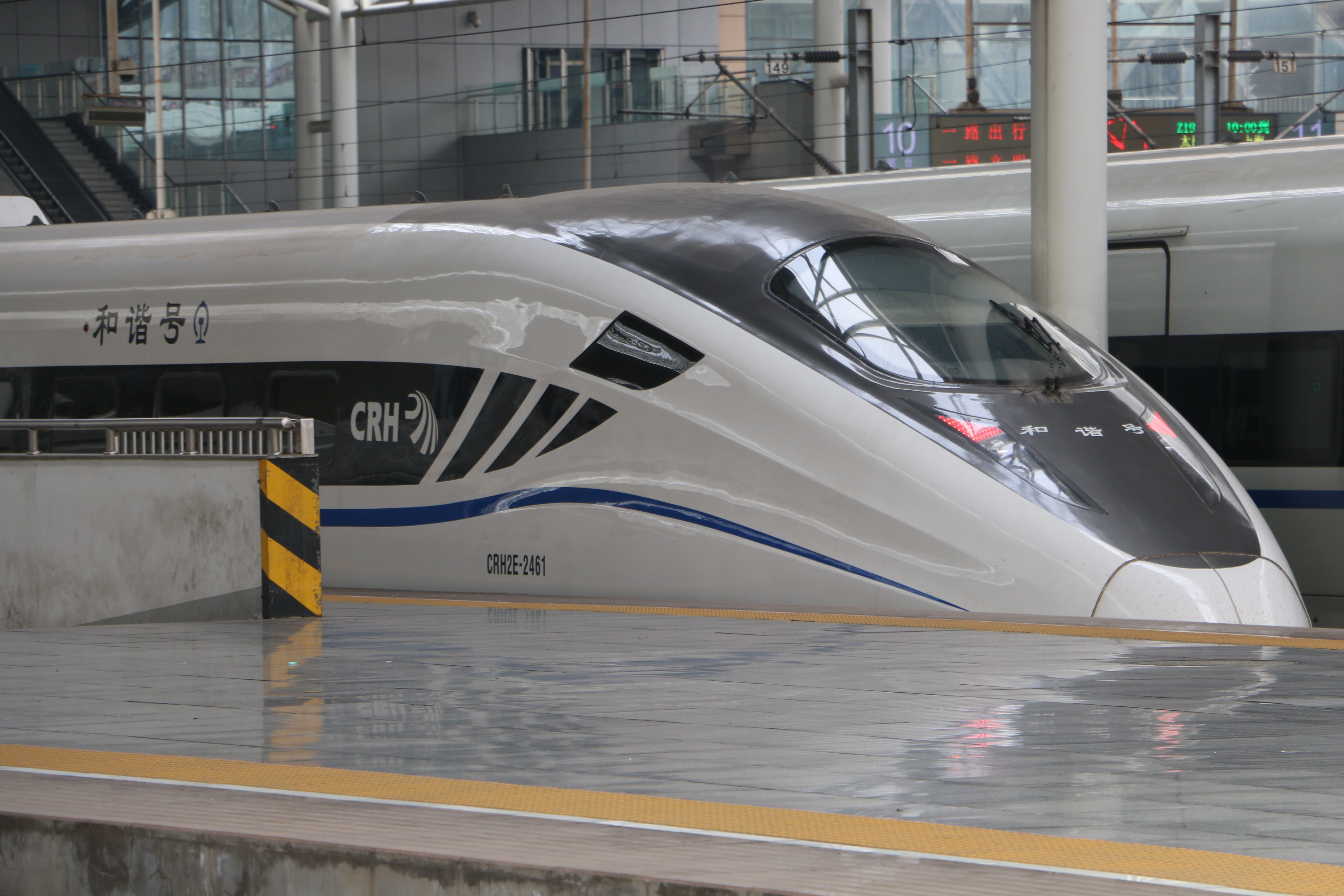
CRH2E
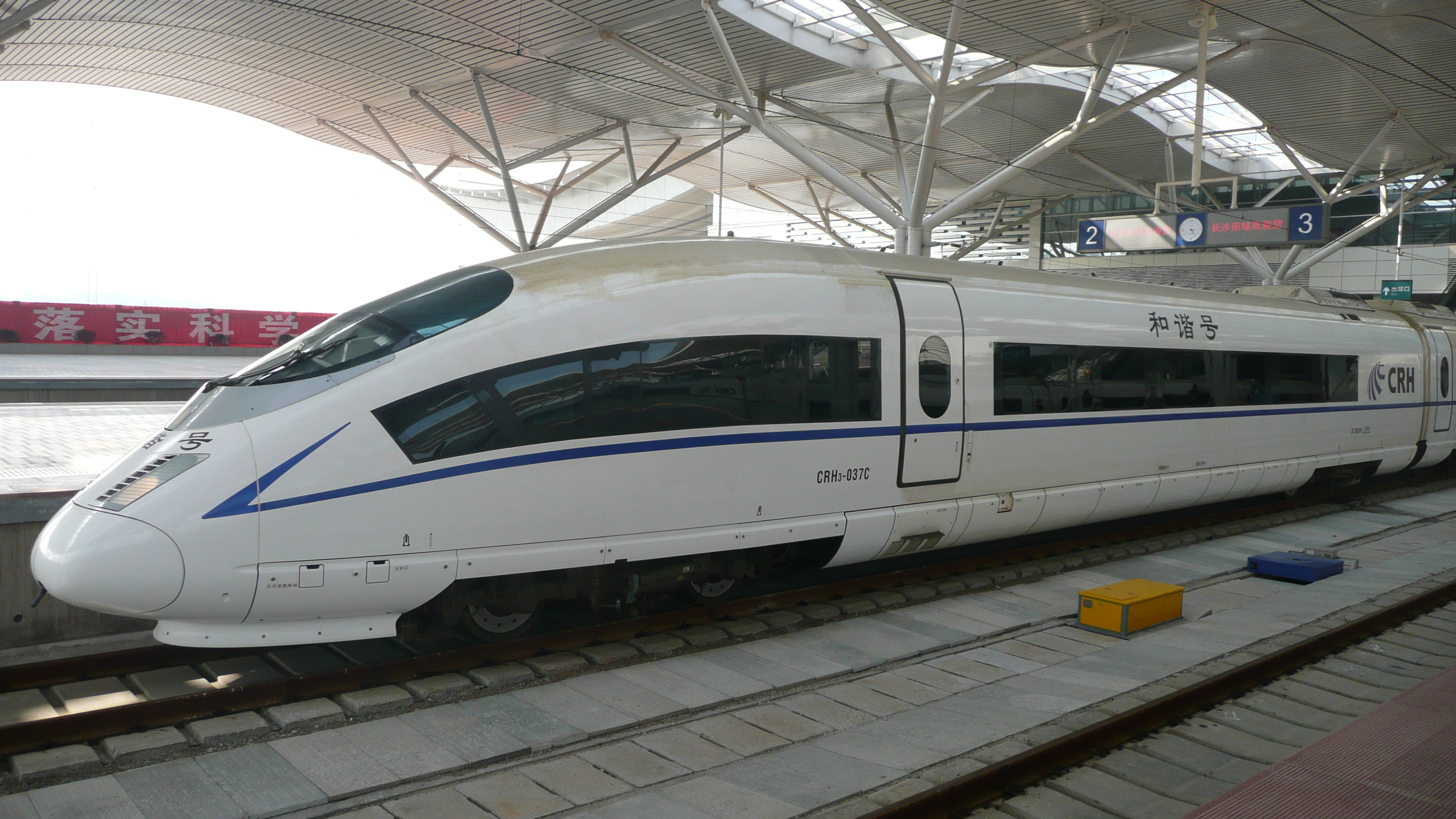
CRH3C
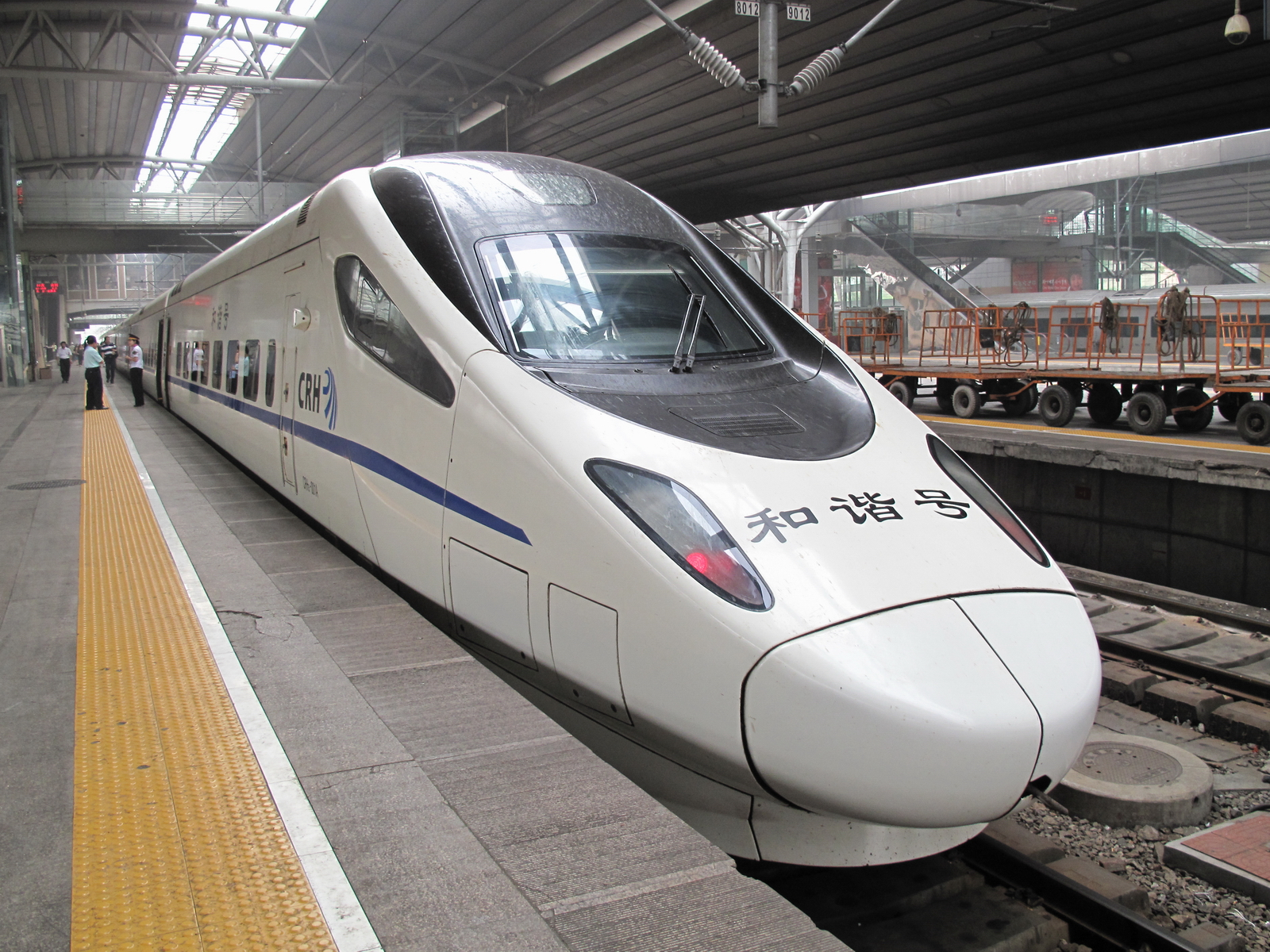
CRH5A
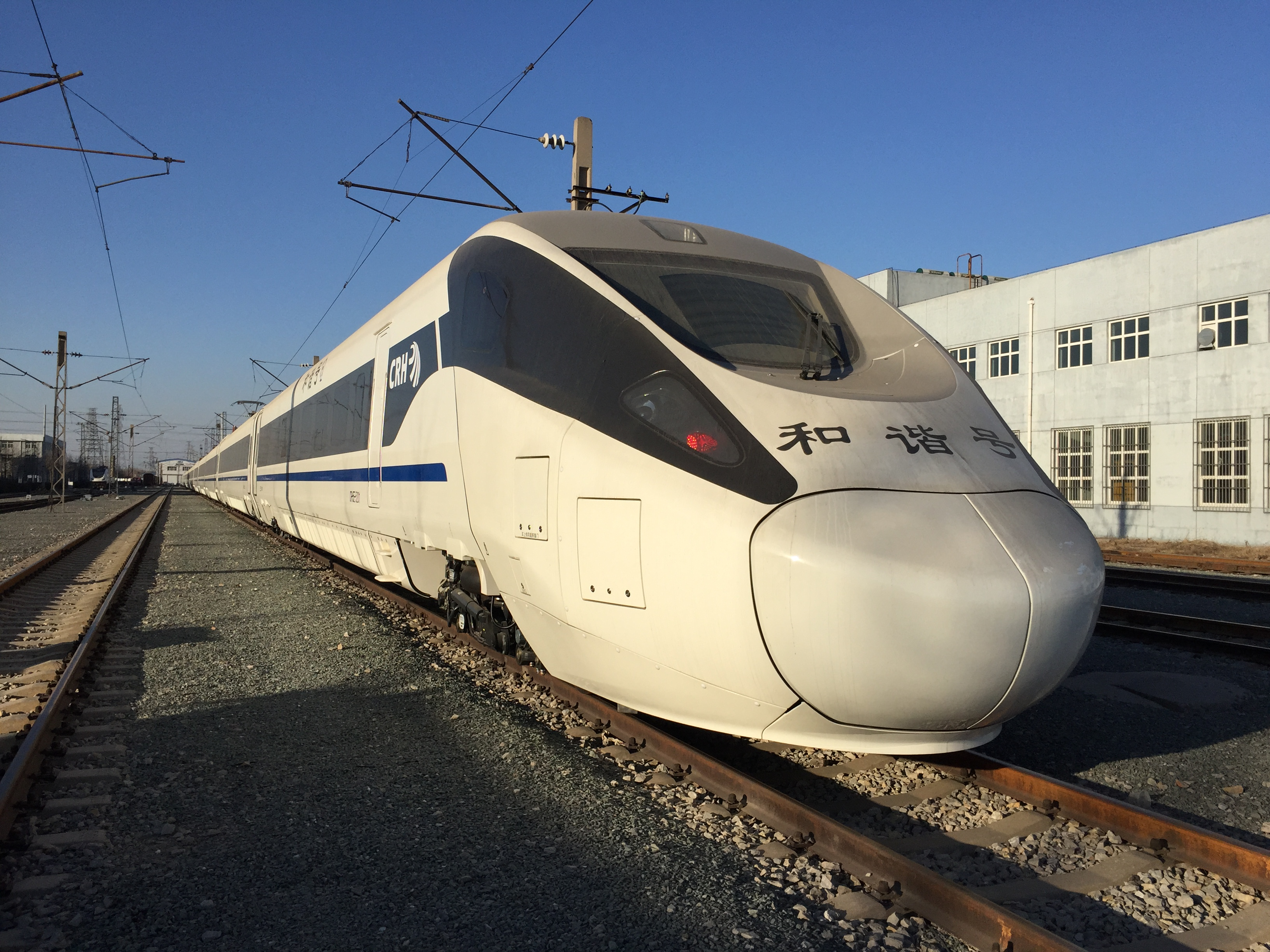
CRH5E
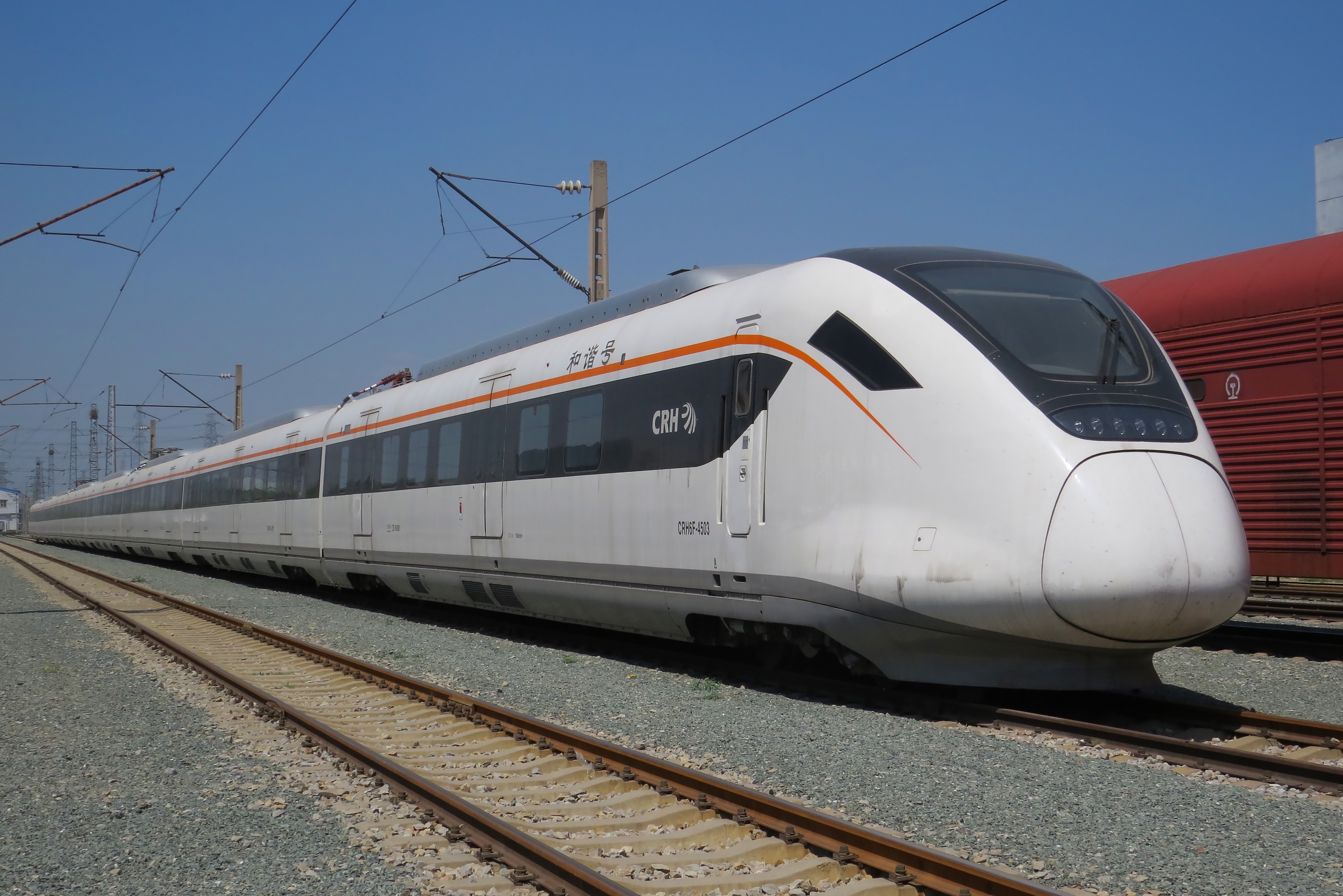
CRH6F
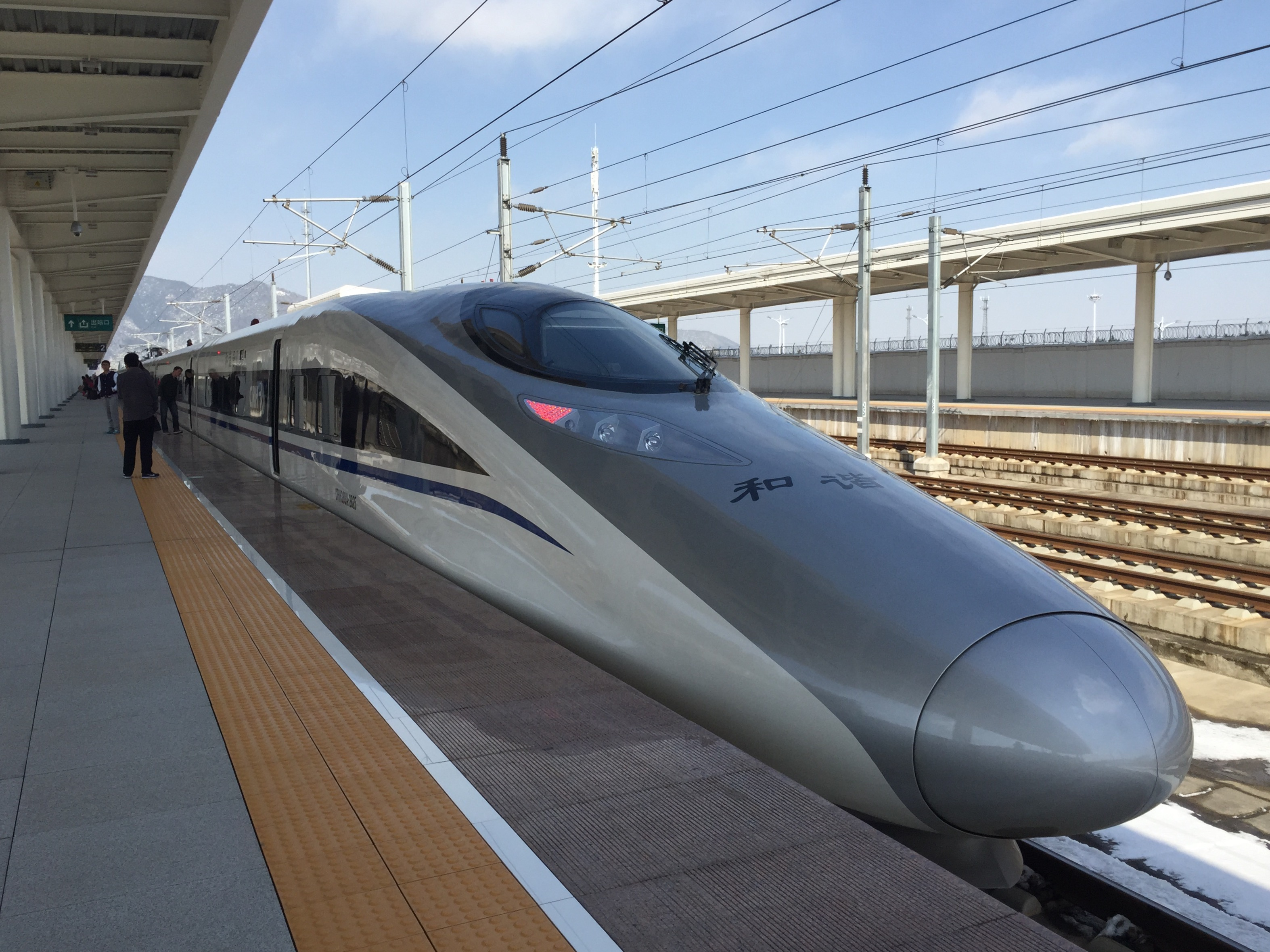
CRH380A
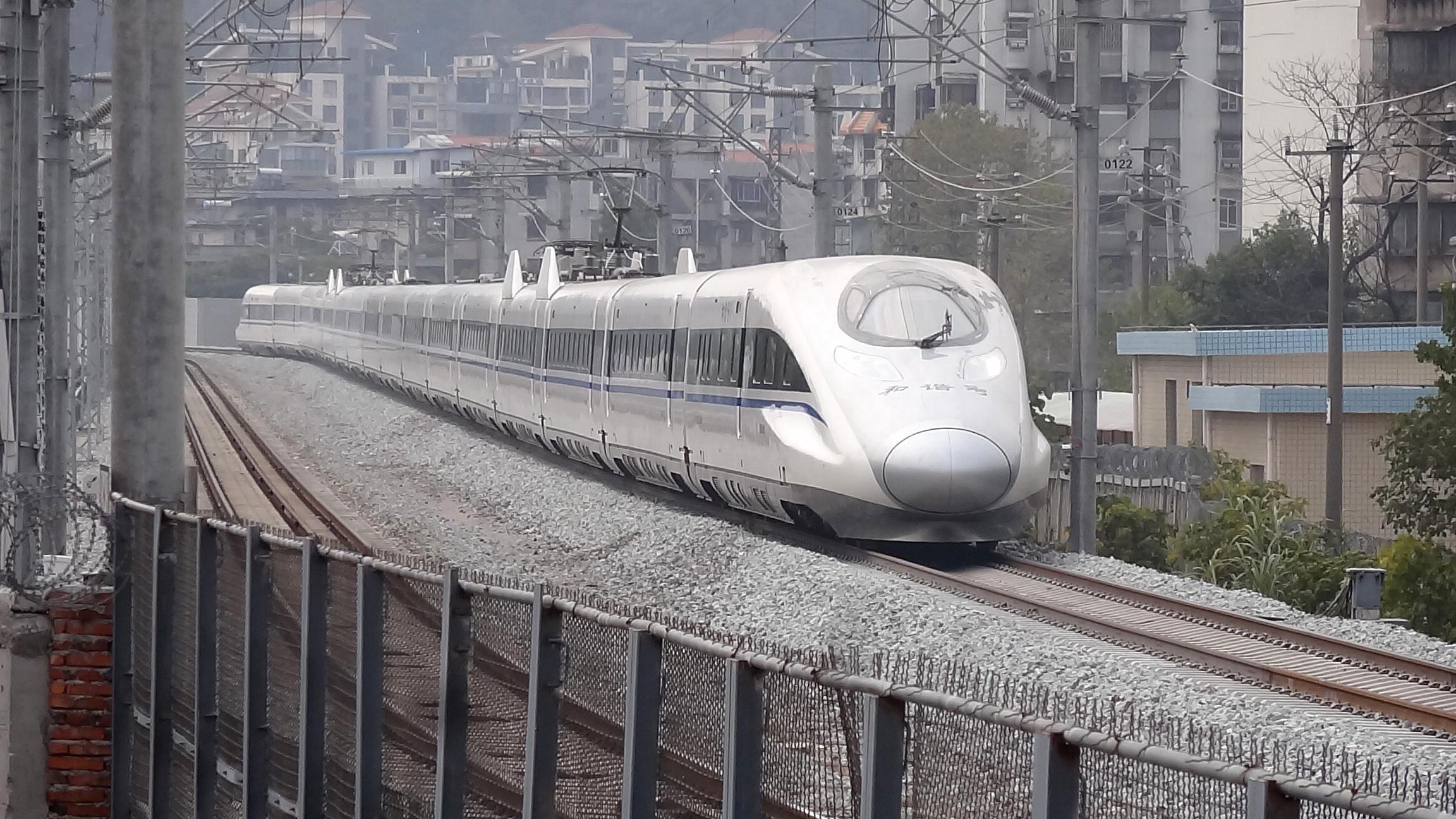
CRH380AL
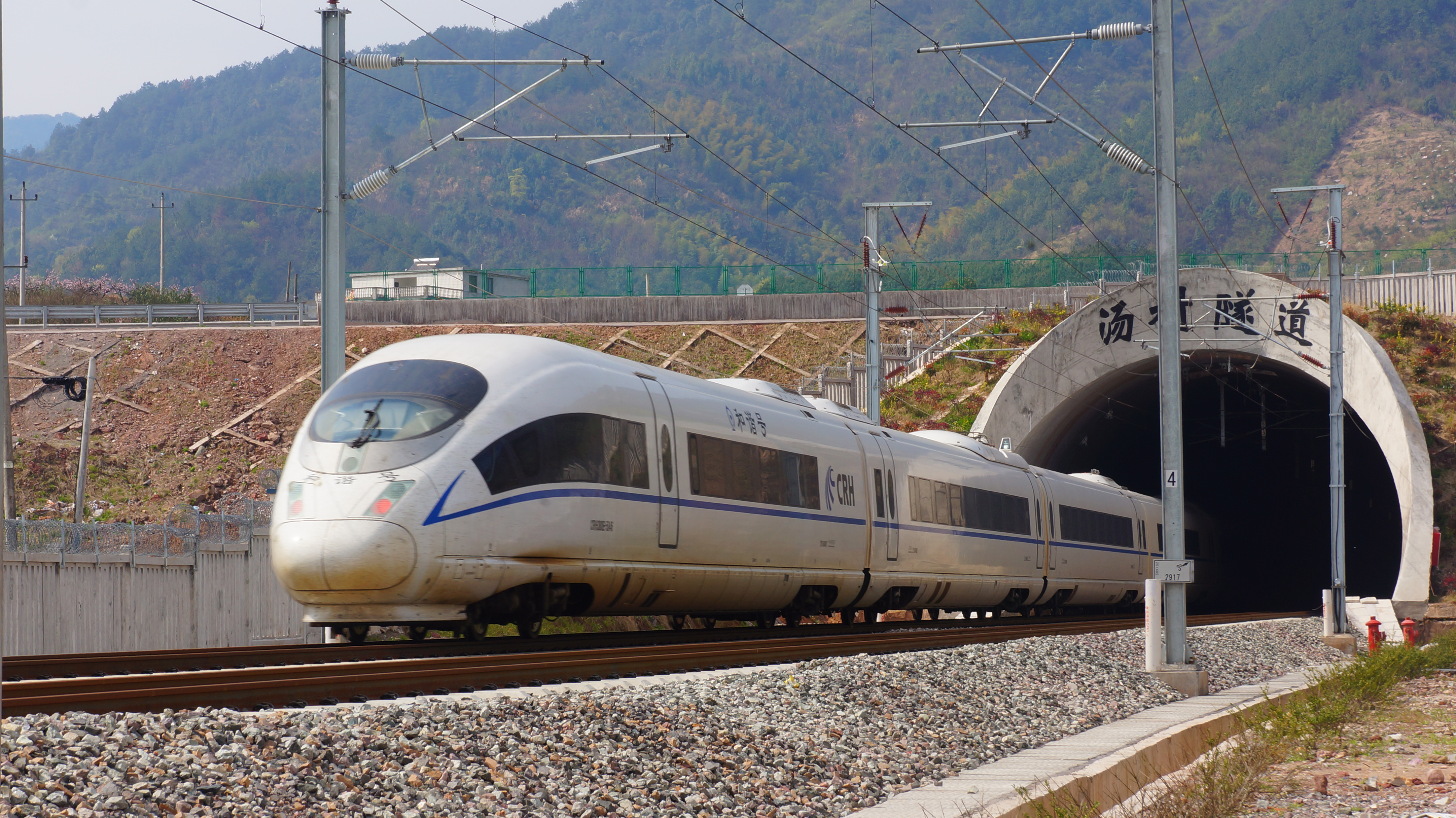
CRH380B
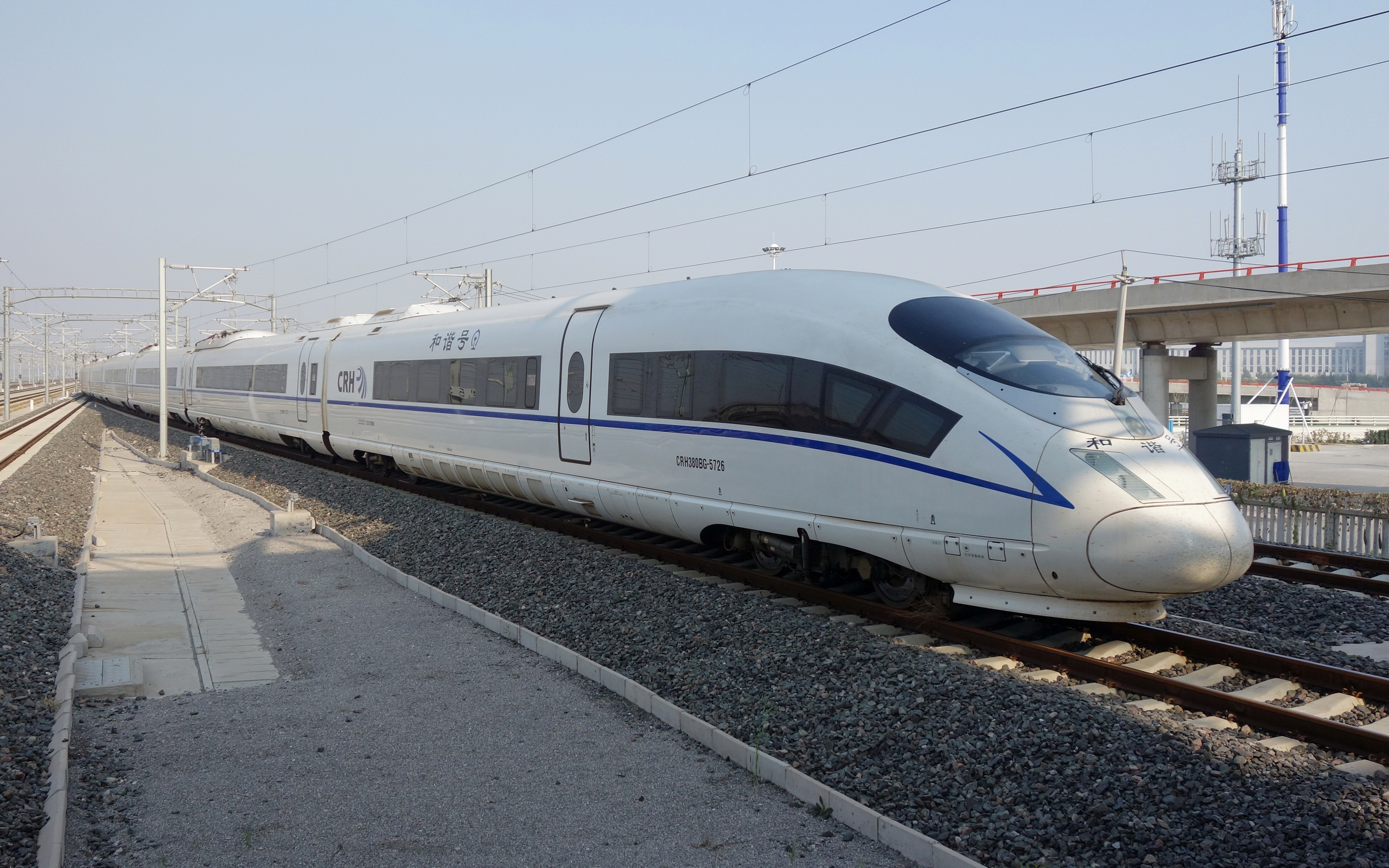
CRH380BG
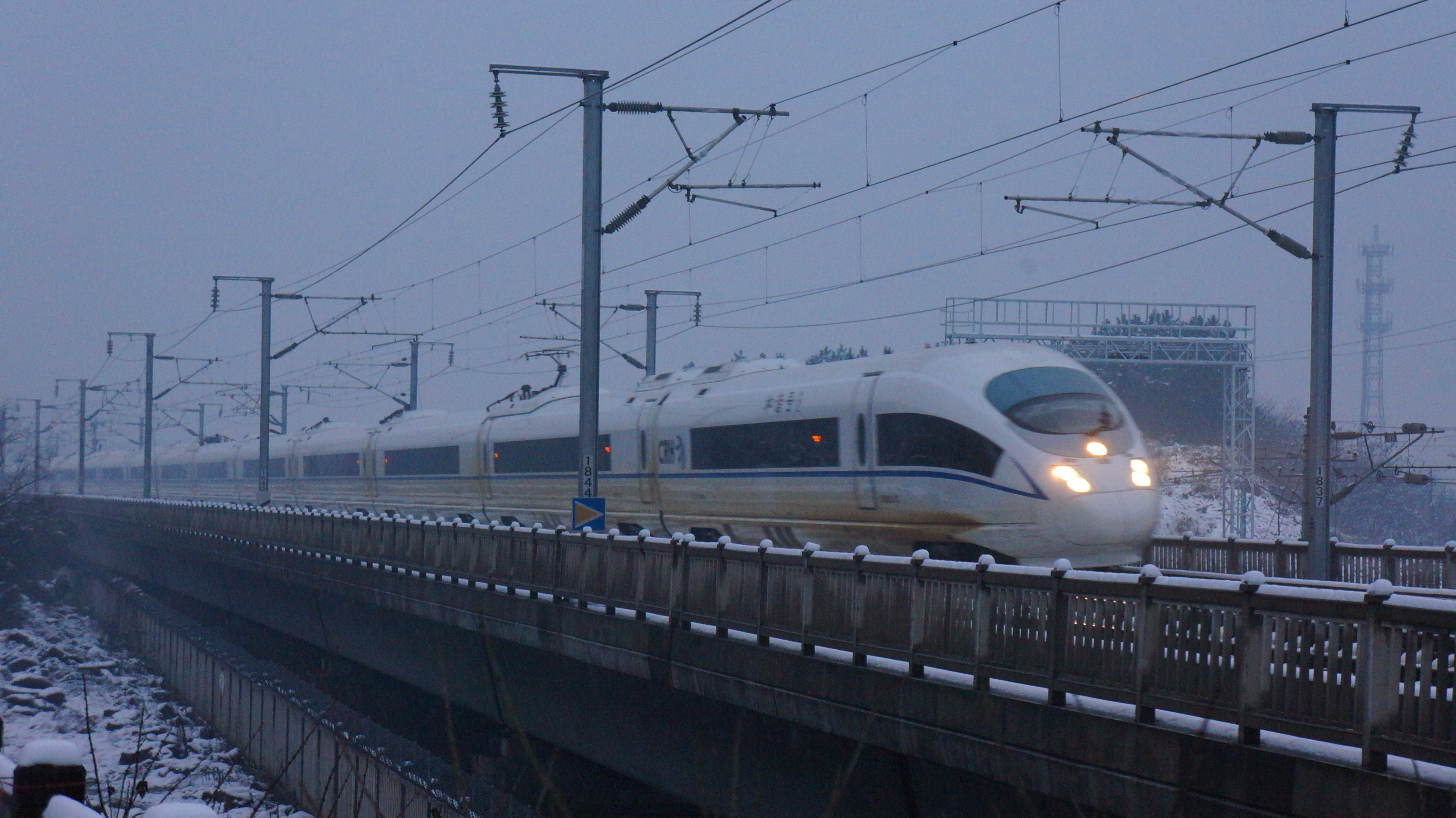
CRH380BL
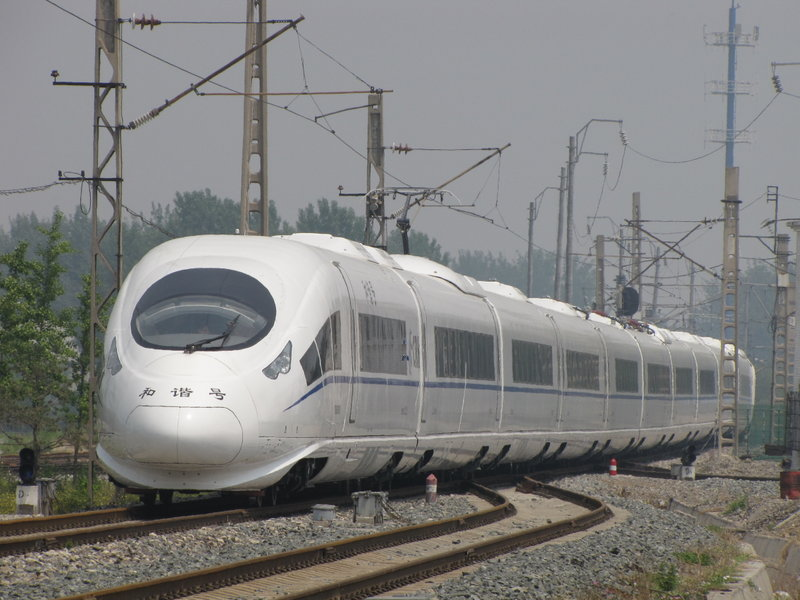
CRH380C
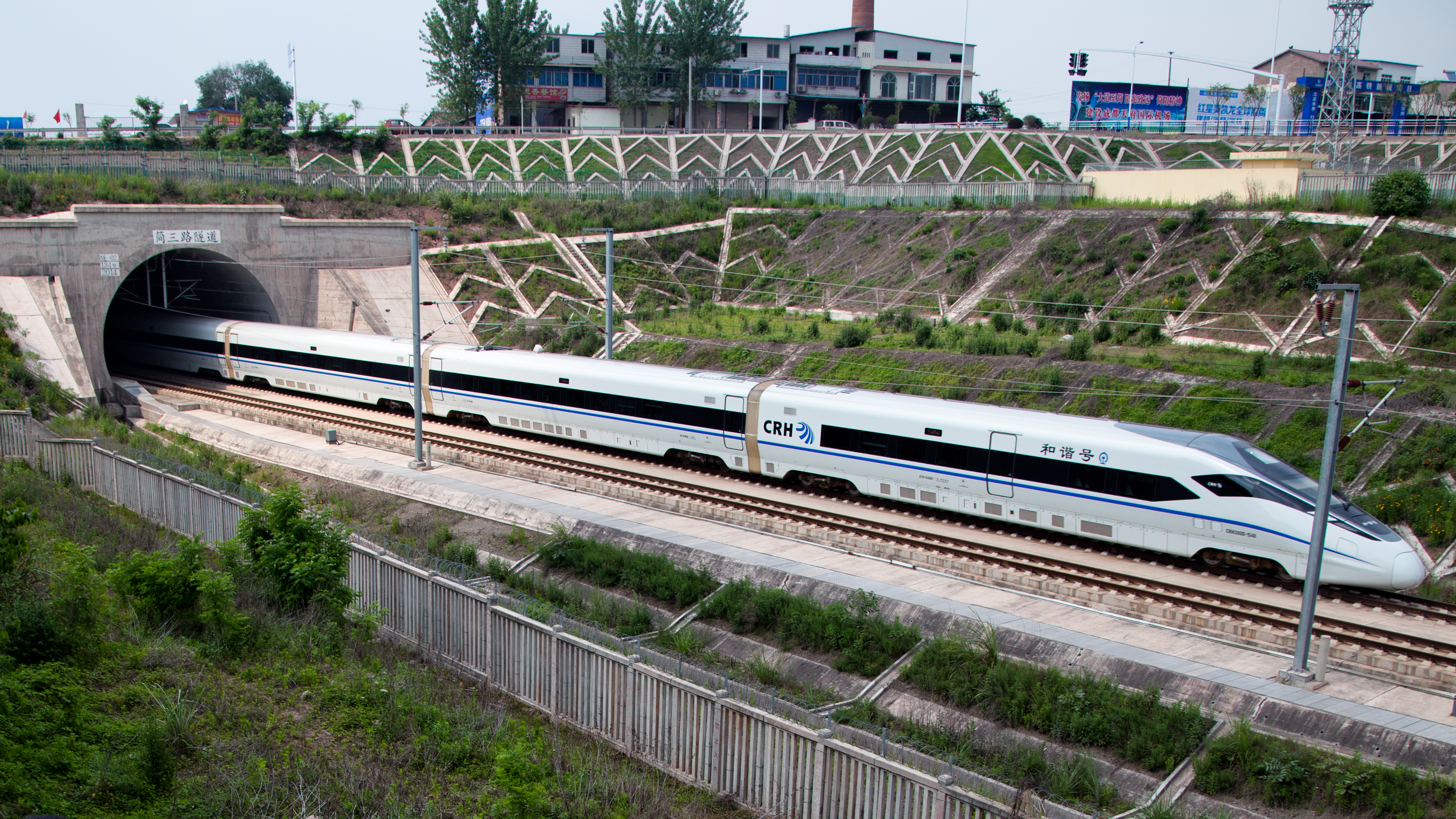
CRH380D
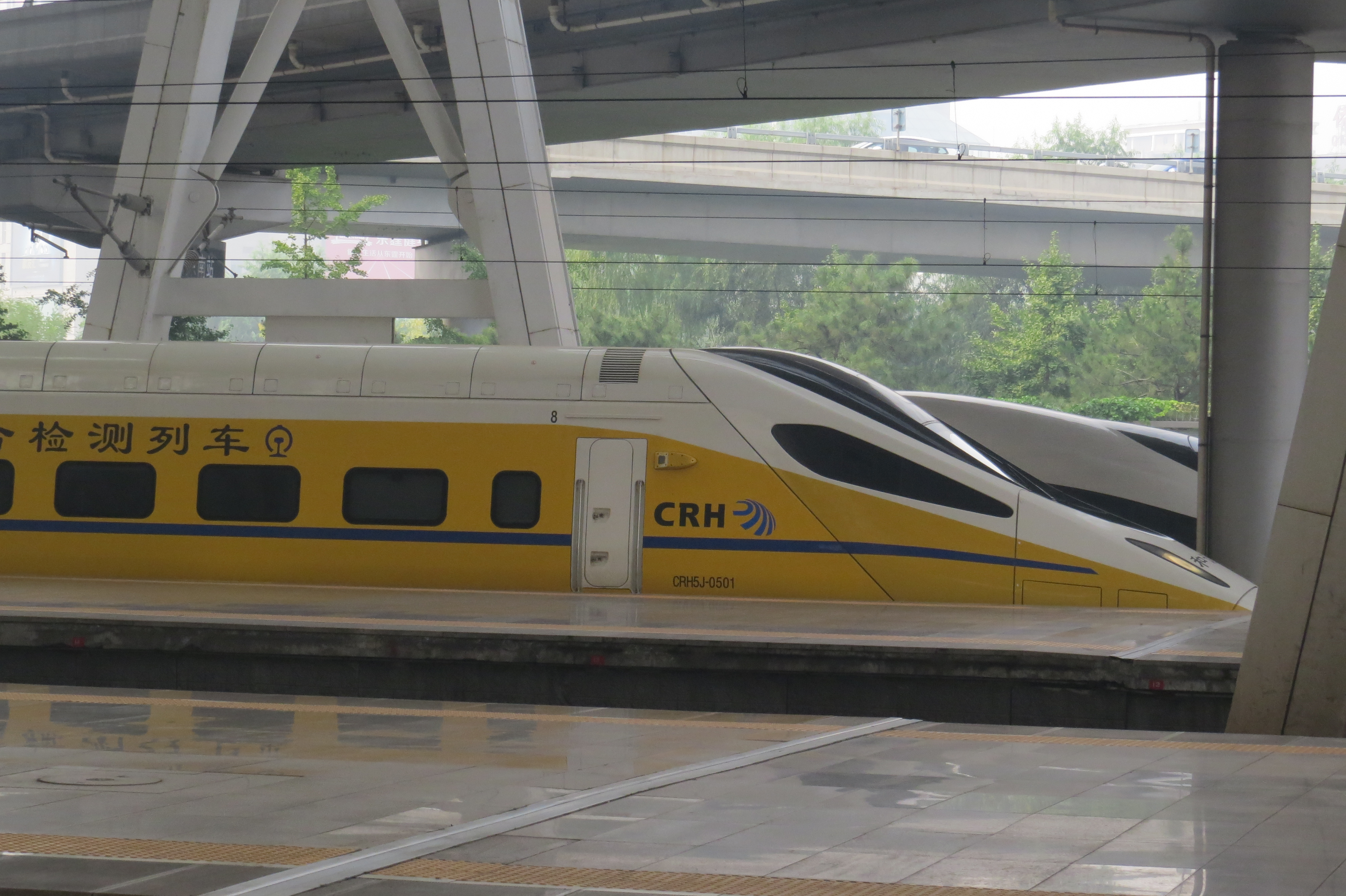
CRH5J（检测车）
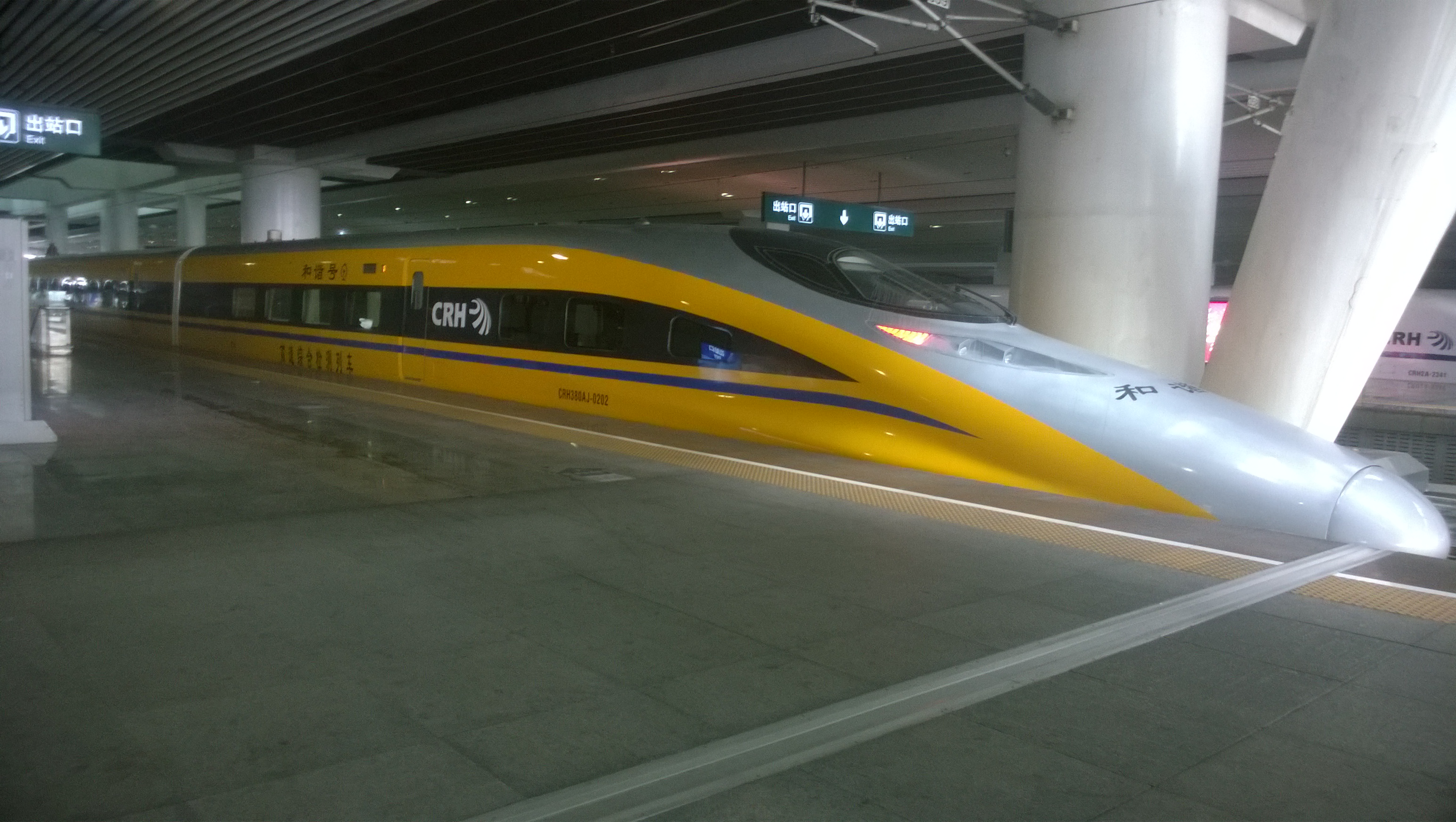
CRH380AJ（检测车）
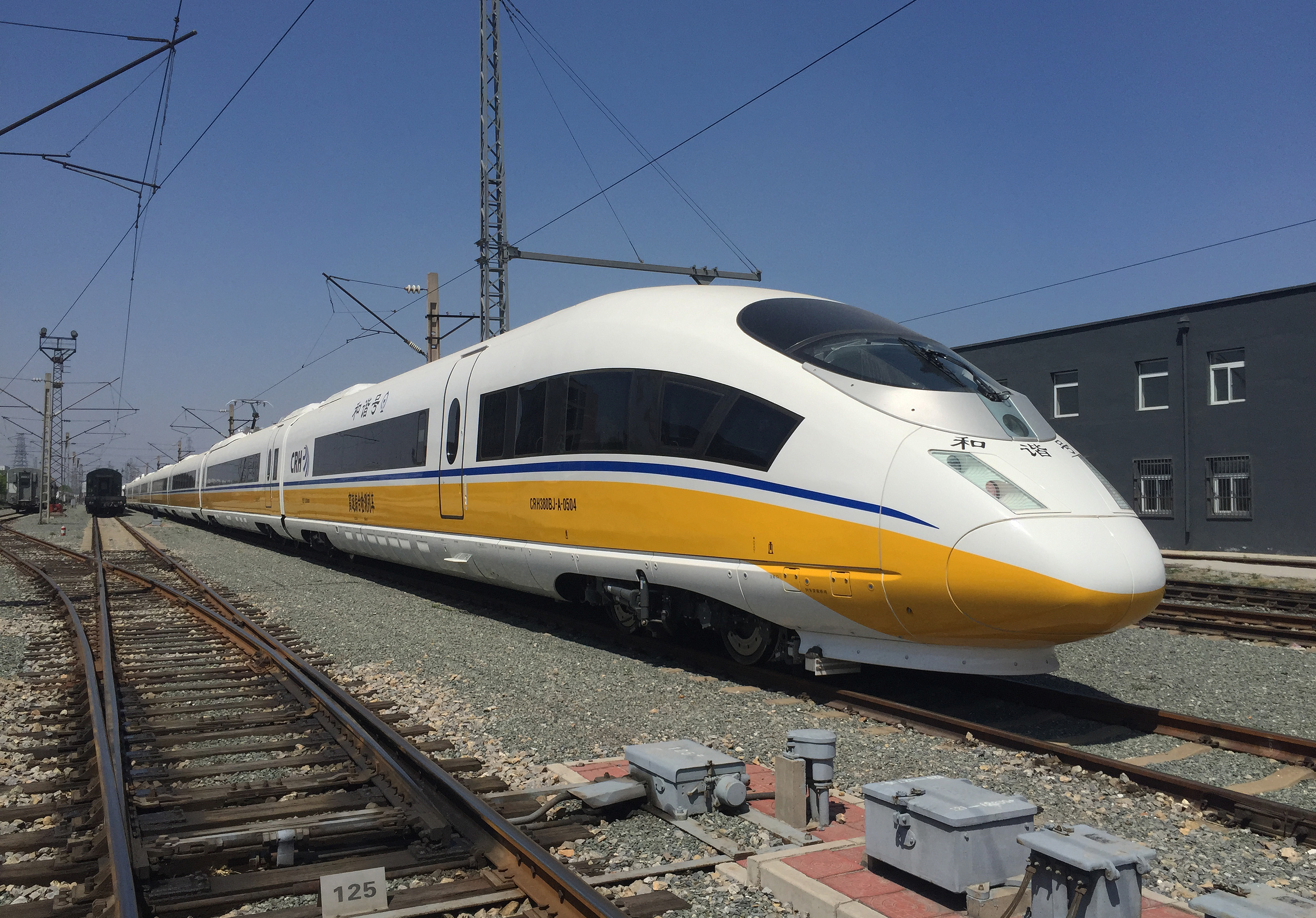
CRH380BJ（检测车）
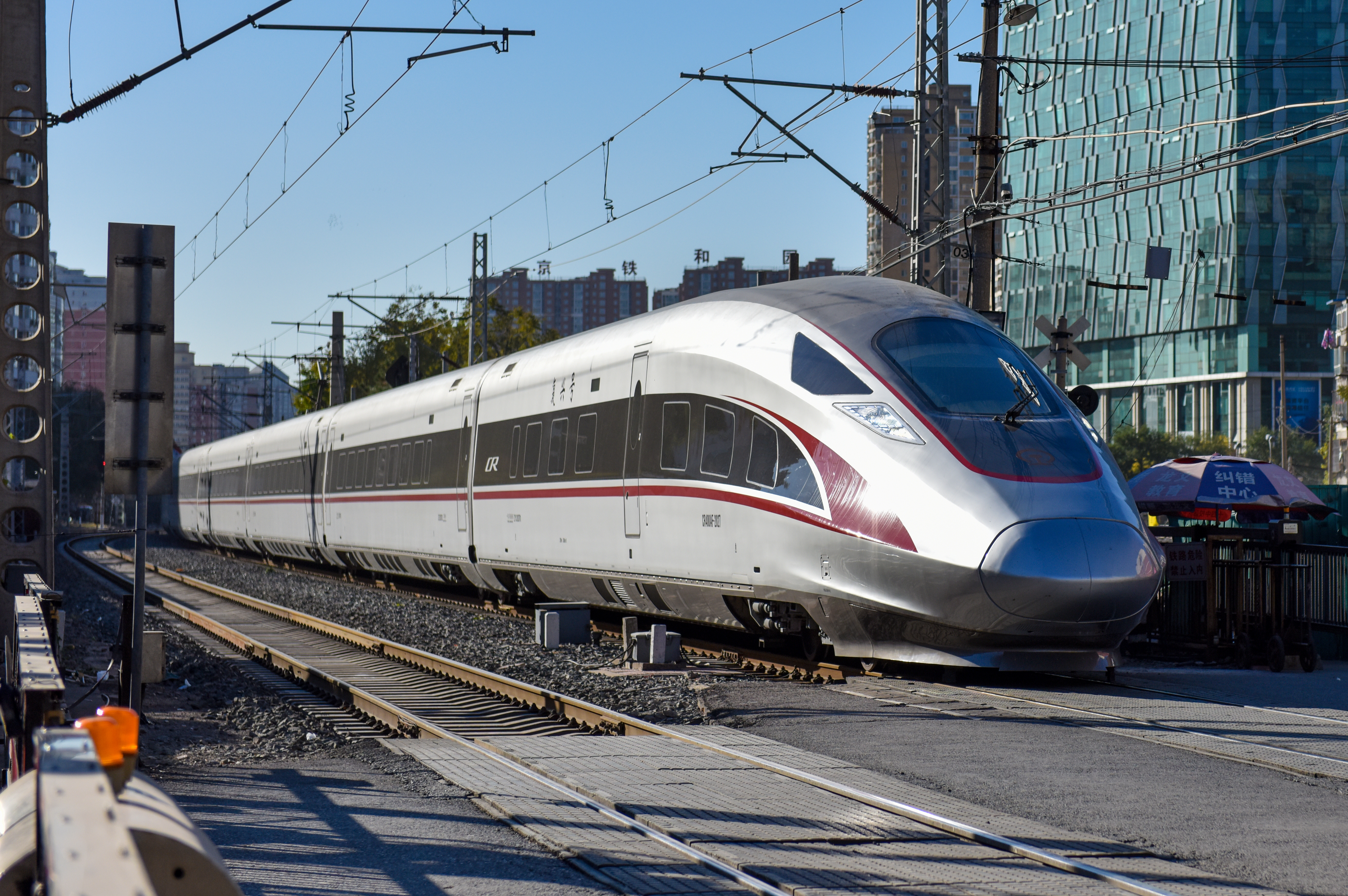
CR400AF
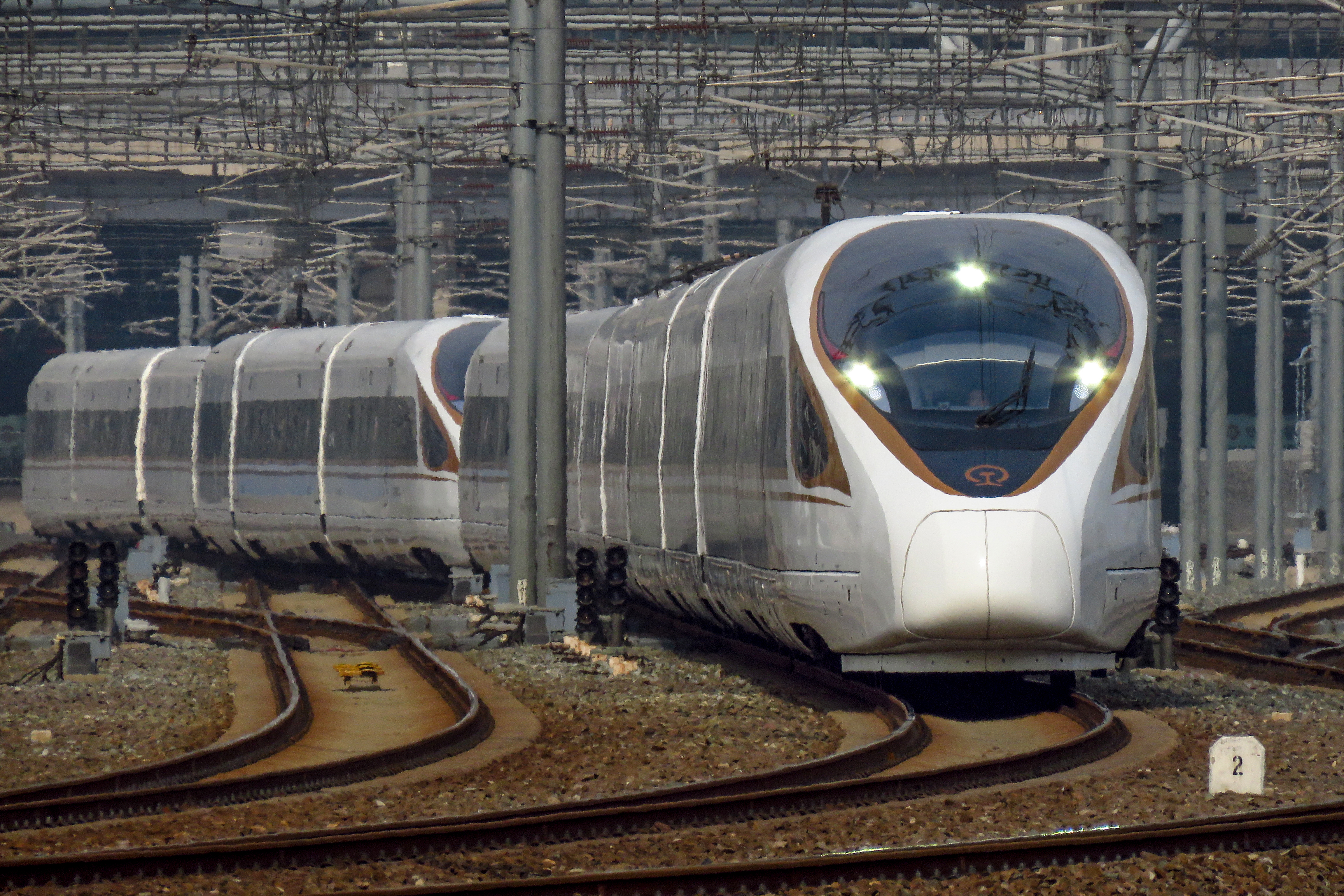
CR400BF

#### 歐洲

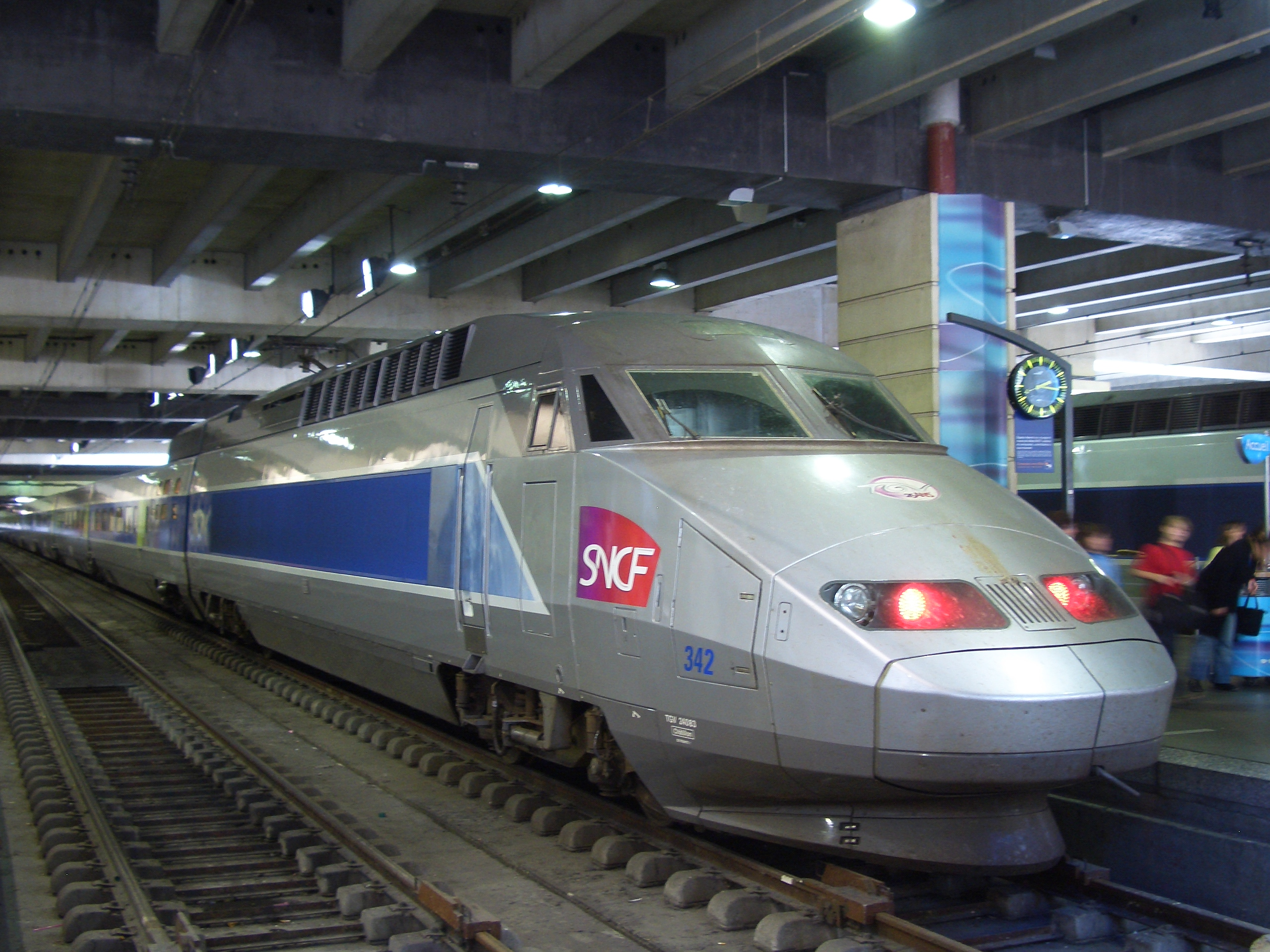
TGV（法國）
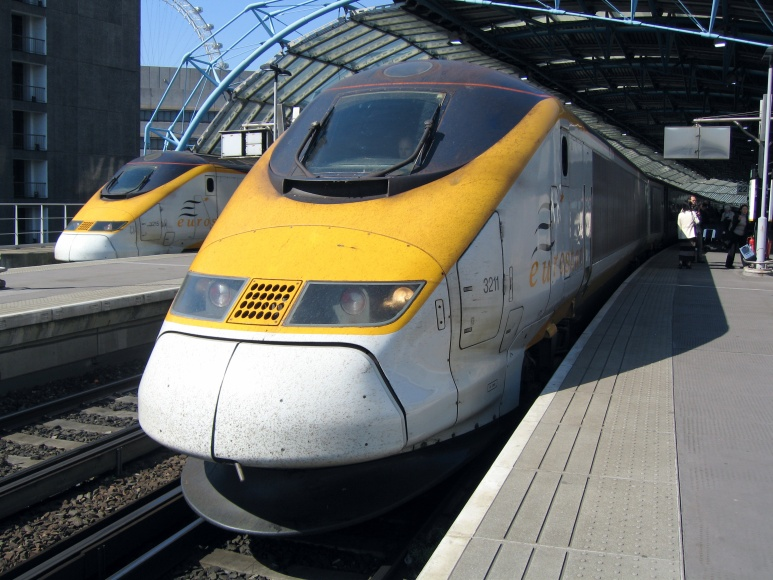
歐洲之星（英國、法國、比利時）
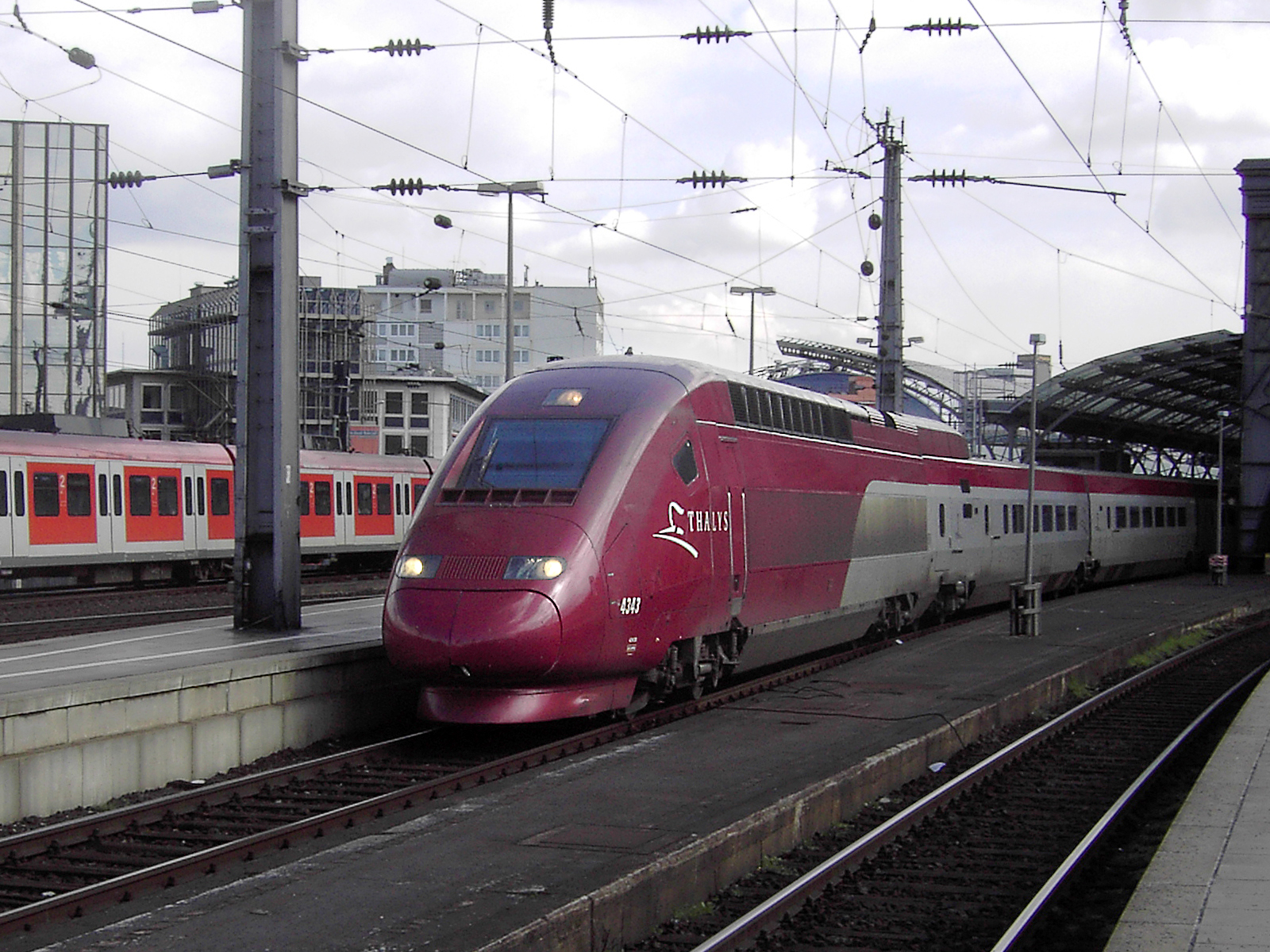
Thalys（法國、比利時、荷蘭、德國）
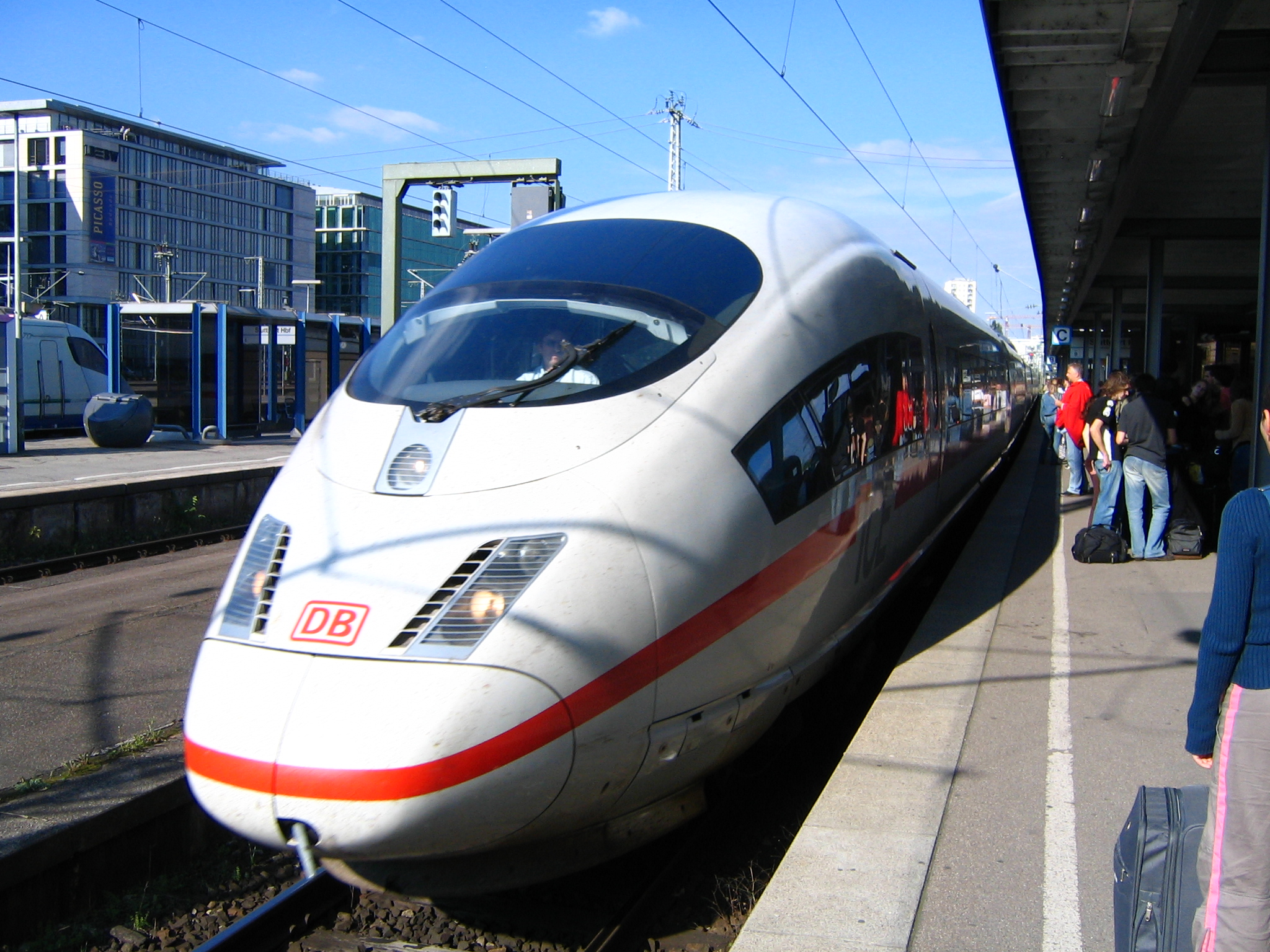
ICE-3（德國、奧地利、荷蘭、瑞士、丹麦、比利時）
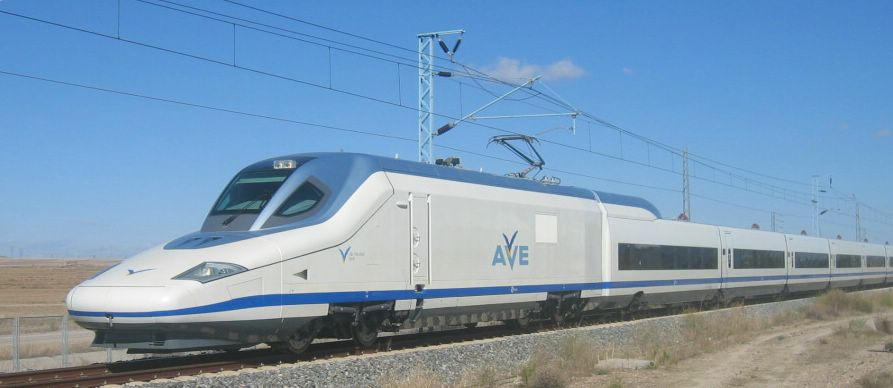
AVE Talgo 350（西班牙）
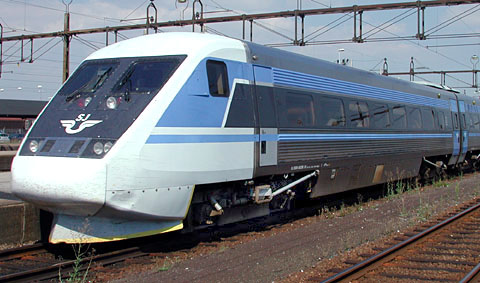
X2000（瑞典）
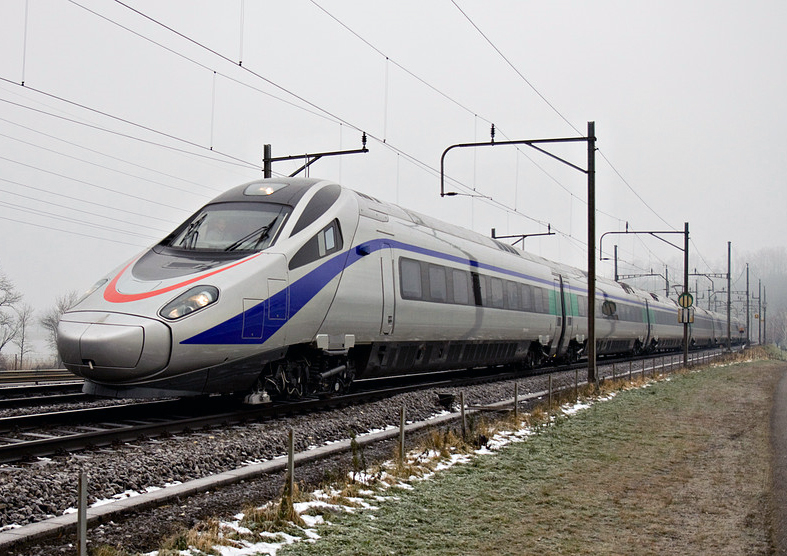
ETR600-610（義大利）
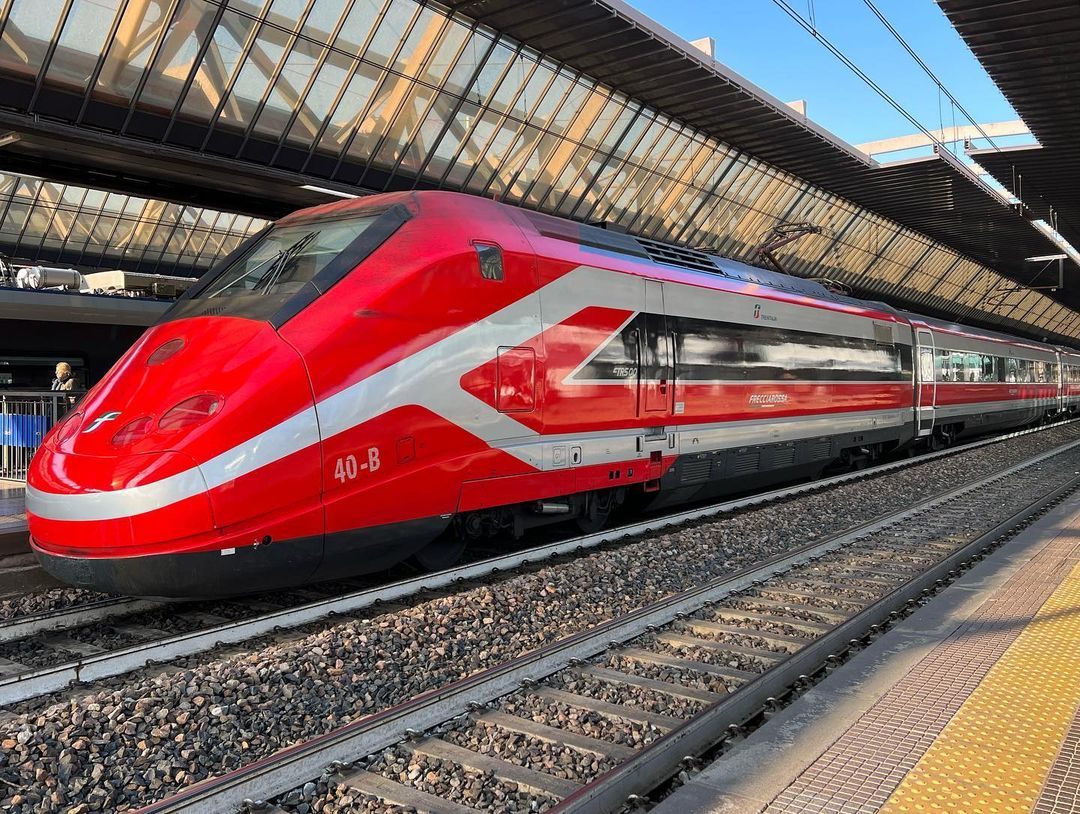
歐洲之星・義大利ETR500（義大利）

## 嚴重事故

### 德國艾雪德高速列車出軌事故

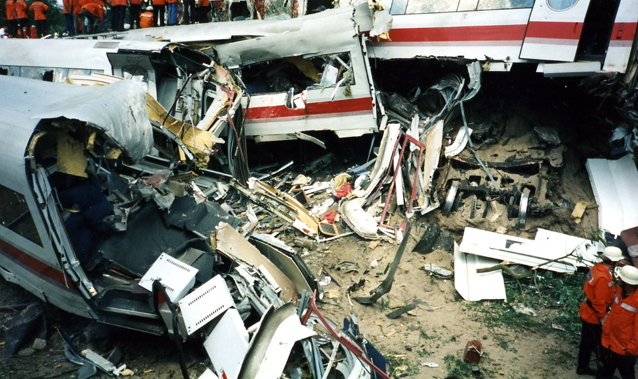
在艾雪德（Eschede）發生的嚴重事故，照片是事故之後的ICE 884

1998年6月3日在艾雪德發生的艾雪德列車出軌事故是德國乃至世界高速鐵路史上最嚴重的一次，也是全球首起的高速鐵路死亡事故。一列時速約200公里的ICE-1列車在下薩克森州脫軌，並撞擊橋樑，前段車廂完全解體，造成101個人死亡，88重傷。事故原因在於設計不良的車輪，ICE-1列車的車輪原本均以單鑄鐵製造一體成型，但因車身震動與噪音問題，所以後來在車輪外層包覆20毫米厚的橡膠，外面再套上一層相對較薄的金屬車輪。然而在高速行駛下外層金屬車輪產生金屬疲勞並在肇事地點前6公里發生斷裂並出軌，後面的車廂被300噸重的慣性力拋出軌道並徹底毀壞，最終整列列車翻車並扭曲變形，成為全球高速鐵路首次的死亡事故。

### 中国甬温线列车追尾事故
2011年7月23日，中国浙江省温州市甬台溫鐵路發生了一次高速列車追尾事故。一列从北京南站前往福州站的D301次高速动车CRH2-139E与一列从杭州站始发前往福州南站的D3115次高速动车CRH1-046B，行至浙江省温州市方向双屿路段下岙路时，D3115次因信号系統遭雷击故障而减速进入时速20公里目视驾驶模式，其後方D301次列車駕駛因信号系統故障获得錯誤信息下接近D3115次列车，虽然D301次列車駕駛采取了紧急制动措施紧急减速，但撞击时时速仍有99公里，造成追撞事故。事故造成D3115次动车第15同第16节两车厢脱轨，D301次动车第1到第4节车厢脱轨墜橋。此次事故导致兩列車1630名乘客中有40人死亡，210人受伤，是全球高速铁路自运营以来第二起死亡事故。

### 西班牙圣地亚哥-德孔波斯特拉高速列车出轨事故
2013年7月24日，一列从西班牙马德里往圣地亚哥-德孔波斯特拉的西班牙高速铁道AVE Talgo 250动车组(编号Alvia 151)，在当地时间20:41，将要进入加利西亚自治区首府圣地亚哥-德孔波斯特拉车站之前，在一个限速80公里的弯道因超速发生出轨事故。该列车载有222人，包括218位乘客与4名组员，许多人被困在车厢内。该列车的司机向警方表示，火车通过弯道时的时速达190公里。该处弯道是在经过了80公里长将近笔直的路线后的第一个弯道。事故发生后，在现场找到73具尸体，另有7人在医院死亡。这是西班牙1944年以来最严重的铁路事故和第一起高铁事故，全球高速铁路第三起严重死亡事故。

### 法國TGV埃克韋爾桑出轨事故
2015年11月14日，為了測試剛完工LGV東歐線二期工程，一輛特製的高鐵測試車搭載著法國國家鐵路公司的49名技術人員、貴賓與4名兒童進行試車，但在法東阿爾薩斯地區的马恩-莱茵河运河在時速352公里中進行減速過彎時，列車2到7節出軌並部分落入河中，導致11人死亡、38名成年傷者中22人重傷，違規搭乘試驗列車的4名無關未成年乘客也受輕傷。此事故原先被懷疑與11月13日恐怖攻擊中的目標之一，因為先前有發生乘客攜帶槍枝上車後來襲擊未遂的事件，但後來警方認為這是一起無關聯的意外。這是法國高鐵第一次出現人員傷亡，全球第四次的涉及高鐵死亡事故。

### 土耳其高鐵對撞事故
2018年12月13日，土耳其周四早上发生致命意外，在安卡拉省附近駛向科尼亞時，一列搭载了206名乘客的高速列车与與一輛執行軌道檢查任務後返回途中的排障機車迎頭相撞，以每小時80-90公里的速度撞擊後，再撞向一道行人天桥，高速列車的三節車廂脫軌，一座橫跨軌道的人行天橋塌落在兩節車廂上。總計9人遇難，遇難者中有一名德國公民。事發時的閉路電視片段則被公開，照片显示，涉事的是土耳其国家铁路E68000型电力机车編號68041号，以及西門子承造的HT80000型高速电力动车组的客運列車，後者的最高速度可達300公里每小時。全球高速鐵路第五起的死亡事故。

## 弊端

### 
KTX于2018年退出仁川国际机场铁道服务，原因包括乘客人数不佳和轨道联系等一系列问题。仁川国际机场铁道并未作为高速铁路建造，导致其部分KTX服务的上限为150码。

### 中国
在中国，许多升级到200公里/小时的常规线路已经将高速服务转移到平行高速线路。这些线路经常穿过城镇并设有平交道口，目前仍用于本地火车和货运火车。例如，汉丹铁路的所有（客运）动车组服务均通过汉十高铁，为速度较慢的铁路上的货运列车腾出运力。

## 延伸閱讀
- 黃國倫.  (PDF). 土木水利. 2007年6月, 第34卷 (第3期). （原始内容 (PDF)存档于2012-09-27）.
- 黃國倫. . 中興工程. 2007年10月, (第97期)  [2008-01-14]. （原始内容存档于2008-01-22）.
- 蘇昭旭. . 人人出版. 2007年5月. ISBN 9789867112385.
- 蘇昭旭. . 人人出版. 2012年1月. ISBN 9789866435812.